# おそ松さん
『おそ松さん』（おそまつさん）は、赤塚不二夫の漫画『おそ松くん』を原作とした日本のテレビアニメ。赤塚不二夫生誕80年記念として2015年10月から2016年3月までテレビ東京ほかにて第1期が放送された。1988年に放送されたテレビアニメ第2作『おそ松くん』以来、約27年ぶりにstudioぴえろが制作したテレビアニメであり、シリーズ3作目にして初の深夜アニメでの放送となった。
2017年10月から2018年3月まで第2期が放送された。2019年3月15日には完全新作の劇場アニメーションが松竹の配給で公開。2020年10月から2021年3月まで第3期が放送された。2021年6月には新作アニメの制作が決定し、2022年7月8日には第1弾が、2023年には第2弾がそれぞれ劇場公開。2022年3月25日には実写映画が公開された。2025年7月より第4期が放送中。

## あらすじ
松野家の6つ子であるおそ松、カラ松、チョロ松、一松、十四松、トド松は20歳を過ぎても定職につかず、親の脛をかじるいわゆるニート。仕事にも女性にも縁がない個性的な6人は、時に足の引っ張り合いをしながらも、ひとつ屋根の下で暮らし、それぞれの趣味にいそしむ日々。
そんな彼達に、うさんくさい男イヤミ、おでん屋のチビ太、6つ子のアイドル的存在トト子、いつもパンツ一丁のおじさんデカパン、大きな口の中年男ダヨーン、あどけない少年（に見えるが実は成人）ハタ坊などの面々が加わり毎回騒動が巻き起こる。
構成は通常、本編の前後に時折入るショートアニメを含めて2 - 7本立ての1話完結の形式をとっており、複数のショートアニメを放送する回もある。ストーリーもほぼ本作オリジナルの物だが、時折原作『おそ松くん』の話を本作用にアレンジした物を放送する回もある。

## 製作

### スタッフ
|                               | 第1期                                                     | 第2期                      | 第3期                      | 第4期                                              |
| ----------------------------- | --------------------------------------------------------- | -------------------------- | -------------------------- | -------------------------------------------------- |
| 原作                          | 赤塚不二夫「おそ松くん」                                  | 赤塚不二夫「おそ松くん」   | 赤塚不二夫「おそ松くん」   | 赤塚不二夫「おそ松くん」                           |
| 監督                          | 藤田陽一                                                  | 藤田陽一                   | 藤田陽一                   | 小高義規                                           |
| 副監督                        | N/A                                                       | N/A                        | N/A                        | 二村寧々                                           |
| シリーズ構成                  | 松原秀                                                    | 松原秀                     | 松原秀                     | 松原秀                                             |
| キャラクターデザイン          | 浅野直之                                                  | 浅野直之                   | 安彦英二                   | 安彦英二                                           |
| 美術監督                      | 田村せいき                                                | 田村せいき                 | 田村せいき                 | 田村せいき                                         |
| 色彩設計                      | 垣田由紀子                                                | 垣田由紀子                 | 垣田由紀子                 | 垣田由紀子                                         |
| 撮影監督                      | 福士享                                                    | 福士享                     | 福士享                     | 福士享                                             |
| 編集                          | 坂本久美子                                                | 坂本久美子                 | 坂本久美子                 | 坂本久美子                                         |
| 音響監督                      | 菊田浩巳                                                  | 菊田浩巳                   | 菊田浩巳                   | 菊田浩巳                                           |
| 音楽                          | 橋本由香利                                                | 橋本由香利                 | 橋本由香利                 | 橋本由香利                                         |
| 音楽制作                      | エイベックス・ピクチャーズ                                | エイベックス・ピクチャーズ | エイベックス・ピクチャーズ | エイベックス・ピクチャーズ                         |
| 音楽プロデューサー            | 西浩子                                                    | N/A                        | 吉川亜未                   | N/A                                                |
| プロデューサー                | 桑原正人                                                  | 桑原正人                   | 桑原正人                   | 桑原正人                                           |
| プロデューサー                | 圡方真、 尾崎茂樹、 松井将司、 飯泉朝一、 原裕和、 南寛将 | 富永禎彦                   | 富永禎彦                   | 富永禎彦                                           |
| プロデューサー                | 圡方真、 尾崎茂樹、 松井将司、 飯泉朝一、 原裕和、 南寛将 | 圡方真、西浩子、 滝野圭輔  | 圡方真、西浩子、 滝野圭輔  | 北田修一、 吉川亜未、 寺部明伸、 田中渉、 西前朱加 |
| プロデューサー                | 圡方真、 尾崎茂樹、 松井将司、 飯泉朝一、 原裕和、 南寛将 | 藤井康詞、 南寛将、 柏木豊 | 阿部卓也、 関光晴          | 北田修一、 吉川亜未、 寺部明伸、 田中渉、 西前朱加 |
| アニメーション プロデューサー | 富永禎彦                                                  | N/A                        | N/A                        | N/A                                                |
| アニメーション制作            | studioぴえろ                                              | studioぴえろ               | studioぴえろ               | PIERROT FILMS                                      |
| 製作                          | 「おそ松さん」製作委員会                                  | 「おそ松さん」製作委員会   | 「おそ松さん」製作委員会   | 「おそ松さん」製作委員会                           |

### 経緯
スタジオぴえろの創業者である布川ゆうじによれば、当初、赤塚不二夫生誕80周年にあわせて「おそ松くん」のリメイクを企画していたが、夕方の放送枠がとれず、何度企画を出しても流れることが1年続いた。また、深夜の放送枠では「おそ松くん」はきついとの声もあった。そこで、以前スタジオぴえろで制作した「しろくまカフェ」が人気声優を起用し、女性ファンから支持を得ていたのにならい、六つ子をイケメンにして「しろくまカフェ」と同じ声優をキャスティングするという企画が練られ「おそ松さん」として組み立てたという。
赤塚の娘であり株式会社フジオ・プロダクション代表取締役社長の赤塚りえ子は当初、企画内容に困惑し「原作（子供）の設定でお願いします」と難色を示したが、赤塚の生誕80周年を盛り上げたいという思いや生前の赤塚なら快諾するだろうと考え直し、承諾した。実際に赤塚本人は生前、青年向け連載作品『花ちゃん寝る』で大人になった六つ子たちの「不倫ネタ」や「童貞喪失ネタ」、SEXシーンまでを描き、自身の原作（『おそ松くん』）を壊して遊んでいる。
2015年7月6日に「おそ松さん」の制作が発表された。監督は『銀魂』の藤田陽一が、キャラクターデザインは映画ドラえもんシリーズで総作画監督を務めた浅野直之が担当している。藤田のほかにも、シリーズ構成に起用された放送作家の松原秀を含む『銀魂』シリーズにかかわった者たちが多く参加している。また、お笑いユニット夜ふかしの会の構成作家などで知られる岡田幸生が、お笑いを題材とした第20話Cパート「イヤミの学校」など複数の回の脚本を手がけた。

### 広報
アニメ化発表に合わせてティザービジュアルが公開された。公式サイトでは「おそま通信」という架空の新聞を6のつく日に発行するという体裁でキャストや作品情報が公開されていったが、赤塚の誕生日である9月14日に「おそま通信」の号外新聞を実際に印刷して発行し、都内のタワーレコードやアニメイトで配布した。アニメイト池袋店にはイヤミの着ぐるみも登場した。ティザービジュアル公開前、浅野は「シンプルなキャラクターでウケるのだろうか」と不安視していたが、公開後、「かわいらしい」や「色遣いが気に入った」といった反響が寄せられた。

### 設定・内容
『おそ松さん』では6つ子が成長して大人になった後を描く。キャラクターデザインを務めた浅野は「ブラックで下品なネタは満載ですが、キャラクターの愛嬌はなくさないように心掛けています」「分かりやすくシンプルなシルエットで、カワイイけど少し毒のあるような色遣いで、一度見たら印象に残るようなキャラクターになるよう心がけてます」と話している。アニメに限らず輪郭線を描く場合は一般に黒で描くが、本作は青を使い、ソフトかつ独特な絵を出している。
監督の藤田はアニメ！アニメ！とのインタビューの中で、「『おそ松さん』の雰囲気はだらだらしているが、セリフはタイトである」とし、「『おそ松さん』はセリフの掛け合いがあまりにも多いので、ダイアローグ（登場人物同士の会話）はダイアローグではなく、アクションとして考えて、映像を編集する必要がある。例えば、0.5秒の間が空いても、セリフの言い方によっては埋まることもある」と述べている。
また、藤田はシリーズ構成の松原の書くダイアローグについても「ストーリーのために登場人物が言わされているものというよりはむしろ、より生々しい"会話"になっているため、会話のテンポを大切にしたいと思った」と述べている。編集を務めた坂本久美子も「ギャグなのでストーリーのテンポが早くなりやすかったため時折監督の藤田さんと相談しながら編集を行ったが、監督の藤田さんが考えているテンポとこちらが考えているものが近かったため、もめるようなことはなかった」と述べた。
坂本は「どの作品においてもキャラクターの言動を想像しながら編集する必要があり、『おそ松さん』ではそれを6人分やらなくてはならないので苦労した」と振り返り、パンを行うと尺が長くなり時間が掛かると話した。その一方で、坂本はアフレコ後に声優の演技を聞いて再編集することはしなかったとし、声優にはアフレコ前に一回編集した映像で演技をしてもらったと話している。
次回予告は6つ子が交代でナレーションを担当しているが、第1期・第2期6話予告回ではイヤミが担当し、第1期・第2期最終話予告では6つ子全員が次回予告をしている。次回予告が存在しない回や次回のサブタイトルのみを表示するだけの回もある。
このような番組構成になったのには藤田の制作方針が関係しており、藤田はアニメ！アニメ！とのインタビューの中で「『銀魂』の時からそうだったが、完成した映像を放送枠の尺に合わせるために伸ばすのが嫌だったため、3話目に何かを入れたり次回予告を調整した」と述べている。

### キャスティング
アニメ「おそ松くん」の六つ子の声優は全て女性声優が担当していたが、本作では少年時代も含めて全て男性声優が担当している。スタジオぴえろが制作した「しろくまカフェ」に出演していた女性人気の高い声優が起用された。
藤田は2015年10月16日に開催されたイベント「6つ子だよ、全員集合!! トト子もいるよ♪」の場で、普段は多弁なキャラクターやテンションの高いキャラクターを演じる福山潤に対照的な一松役を打診した理由について質問を受けた際、「わりとボソッと毒を言うのが映えそうな…」と答えている。

## 登場人物

### 6つ子
※ 声はアニメの声優。
本作の主人公である6つ子。誕生日は5月24日。年齢は20代前半。原作やアニメ前2作では6人全員がほとんど同じ性格で外見も区別がつかなかったが、本作ではそれぞれに性格やイメージカラーが設定されると共に、表情・髪型も微妙に変えることで差別化が図られた。また、兄弟間には明確な序列が設定されており上の兄には「兄さん」という呼称をつけるが、物語の途中からは一松がカラ松を「クソ松」と呼ぶなど多少の変化が起きている。私服はティザービジュアルで着ているものや、色違いの松の文様の入ったパーカー、共通のデザインのツナギなど兄弟でお揃いなことが多いが、その着こなし方は様々で個性が光る。全員定職には就いていないが、話によってはアルバイトに勤しんだり、最終話直前に家族に起こった出来事がきっかけで考えを改め、求職活動に本腰を入れるエピソードもある(ただし最終話で緊急事態が起こり白紙になる)。全員車の免許は持っている（アニメ第三話にて）。なお、兄弟全員パチンコ好きだが、互いに監視し合っており、誰かが大勝ちしても他の兄弟が目ざとく見つけて勝った分を没収するので、勝ちが個人の懐に入ることは少ない。就寝時は横長の布団を6人で使用しているなど仲は良好だが、場合によっては兄弟であっても容赦の無い態度を取る。トト子に憧れているところは相変わらず。全員の一人称は基本的に「俺」もしくは「僕」で、場面によって使い分けていることも多い。6人全員童貞。
松野 おそ松（まつの おそまつ）
声 - 櫻井孝宏
長男。イメージカラーは   赤。6つ子の基本形とも言うべき容姿をしているが、無邪気な表情が特徴的。それゆえ、弟たちと比べて見た目を含めた個性がいまいち弱いことを気にしているらしく、「プレーン」と呼ばれると怒る（2期2話「超洗剤」）。他の兄弟に対しては基本的に敬称略。
小学6年生の頃の心を持ったまま成長した「奇跡のバカ」。パチンコと競馬を人生の楽しみとしており、下手の横好きながら釣堀にもよく訪れている。
計画性がほとんど無くいい加減でずぼらな性格 。自意識は梅干し程度の大きさ。弟たちと一緒の時は大口を叩くものの、意外に人見知りで、素の状態では一人で女性に声をかけられない（2期5話「夏のおそ松さん」）し、知らない相手と一緒だとプレッシャーに耐えられず逃げ出す（3期3話アバン「ぼんくらの時代」）。しかし、ここぞという時は、長男として個性の強い弟たちをうまくまとめるリーダーシップを発揮する。
その一方で頻繁に弟たちにちょっかいを出して苛立たせるなど、長男としての風格は無いに等しいが、思い悩むカラ松の相談に乗り温かい言葉を投げかけたり、失恋に嘆く十四松の背中を押すなど、弟思いの一面もある。
2期24話で父が体調を崩して入院したことを皮切りに就職と自立を意識するようになり、不安と向き合いながらラーメン屋でアルバイトを始める。
松野 カラ松（まつの カラまつ）
声 - 中村悠一
次男。イメージカラーは   青。太くキリッとした眉毛が特徴で、革ジャンにサングラスを掛けている。基本的に他の兄弟に対しては敬称略だが、稀におそ松に対しては「兄さん」と呼ぶ。トド松のことは呼び捨てか「トッティ」と呼ぶ。愚称は「クソ松」。
常にクールを気取って格好を付けているが、根は向こう見ずな熱い性格。極度のナルシストで自分をイケメンだと思い込んでおり、残念で痛い言動はトド松から「ナルシストを通り越してサイコパス」、おそ松から「オカルト」と評されている。扱いが酷く兄弟や母に発言を無視されるなど性格のせいで理不尽な目に遭うことも多く、特に一松からのアタリはキツい。実はメンタルが弱くガラスのハートの持ち主であり、1期2話でハローワークの係官に机を叩かれただけでビビりあがるほど。
自身の痛さを自覚する気配こそ無い（むしろイタいという意味を知らない）ものの「みんなのことを愛しているのに傷つける」と悩んだり、兄弟たちに優しい言葉をかけるなど、ある意味純粋とも言える心を持ち合わせている。
1期24話ではチビ太の家に居候し、履歴書の書き方を練習したりハローワークで土下座も辞さず本腰を入れて就職活動をしていたが、最終話でセンバツへの出場が決まった為、実家に戻る事になった。
2期24話では就職活動についての描写はないものの、自宅の本棚の「資格の取り方」に手を伸ばしたり、音楽仲間にからかわれながら、一松が手伝いをしているチビ太の屋台を訪れ、仲良く飲んでいる場面がある。
松野 チョロ松（まつの チョロまつ）
声 - 神谷浩史
三男。イメージカラーは   緑 。他の兄弟と比べて、黒目が若干小さめでくちが角張って御、後頭部の癖毛がない 。1期13話Cパートで、ある行為をおそ松に目撃され「シコ松」というあだ名を付けられた。それ以降、その話題で度々イジられ、「チョロシコスキー」「自家発電三郎」「シコティッシュフォールド」などと呼ばれるようになる。基本的に兄弟に対しては敬称略 だが、おそ松には「兄さん」と付けており、カラ松のことは敬称略の呼び捨てと、たまに「兄さん」付きの両方で呼ぶことがある。また上記の他、兄弟から「自意識ライジング」「ライジングシコースキー」などと呼ばれることもある。2期14話では、茶髪にしてイメチェンを図ったものの似合っておらず、そのことが元でおそ松・カラ松の兄2人から一松・十四松・トド松の弟3人が理不尽に叱られるという事態を引き起こし、最後は全裸ダイビング土下座で弟たちに謝るものの、3人から怒りの報復を食らっていた。
他の兄弟と比較して常識的な考えの持ち主で性格も真面目。それゆえにツッコミ役を担うことが多く苦労人でもある。EDでは6人の中で自分が1番まともであることを主張しているが、現状を打破できていないことから「6つ子の中にまともなのが一人もいない」と他の兄弟たちを叱っていることから、チョロ松も自分が世間から見るとまともではないことを自覚している。無職であることに唯一危機感を抱いているが、優柔不断であるため、意欲だけが空回りして結局職に就けないでいる。
アイドル好き（ドルヲタ）であり、コミケにも顔を出している（1期17話「十四松まつり」）。トト子がアイドルデビューした際は率先してマネージャーを務めた。お気に入りは地下アイドルの橋本にゃー。また、「背中をトントンしてもらう」ことと引き換えに、トト子にいいように使われるなど、「女性が絡むと途端にポンコツになる」と兄弟に評されている。
1期24話では父・松造から紹介された会社に就職が決まって社員寮に引っ越すことになり、6つ子の中で最初に自立することになる。これをきっかけに、他の兄弟達もそれぞれの道を歩み出すことになり、おそ松以外が実家を出て行く展開になるものの、1期25話でおそ松宛に投函しようとした手紙が自然発火で燃え、さらに松野家が「センバツ」への出場が決まったというおそ松からの報告を受けて、会社を退職して実家に戻ることになった。
2期24話では、松造の退院後、就職活動を再開するために、意を決した表情でハローワークへ向かう描写がある。
松野 一松（まつの いちまつ）
声 - 福山潤
四男。イメージカラーは   紫。常に半目で生気がなく笑顔も冷めており、髪の毛はボサボサで猫背。基本的に他の兄弟に対しては敬称略だが、おそ松には「兄さん」と付けており、トド松に対しては、呼び捨てか「トッティ」と呼んでいる。
マイペースな皮肉屋でしれっと毒を吐くことが多いため、兄弟たちからは社会でやっていけるのかと心配されている。無気力な上にぼそぼそと話す根暗な性格 かつ自虐的で、自らをゴミ扱いすることすらある。反面、何らかのスイッチが入ると思い切りのある行動を起こす。その他「戒め」等、自虐的な発言をする割に、他者が原因でピンチに陥ったり危害を加えられそうになったりトド松やカラ松ら他兄弟を蹴落としたり自分の都合が悪くなった時に前述の破壊力のある行動で、その場を切り抜けたり、うやむやにする爆発力を見せつける。
十四松の素振りのトレーニングに望んで付き合う一方、カラ松には冷たく接するなど、兄弟に自分なりの序列をつけている様子。
猫が友達で、自らも猫化する時がある。「（兄弟がいるから）友達は要らない」と言い放つほど排他的な性格だが兄弟同様女性に対する興味はあり、女体化したイヤミとチビ太に本気で入れ込んだ挙句、金を騙し取られた事実を知った際は容赦のない報復を行った。
1期24話ではほかの4人が家を出て行った後も、しばらくおそ松とともに実家に残っていたが、やがて自分も家を出ると告げて、着の身着のままであてもなく街を彷徨い、飢えと寒さで倒れそうになっていたところを、11話のブラックサンタの回で出会った若いカップルに助けられる場面がある。25話では路地裏で猫たちとともに過ごしている所に、おそ松が「センバツ」出場決定の報を持って迎えにきたため、実家に戻ることになった。
2期24話では松造の退院後、チビ太のおでん屋台を毎晩手伝っている。
松野 十四松（まつの じゅうしまつ）
声 - 小野大輔
五男。イメージカラーは   黄色。口を開けて笑っているような表情が多く、目の焦点が合っていない。また、後頭部の癖毛は一本だけ。普段から海パンを履いている。他の兄弟に対しては、上は「○○兄さん」、トド松には「トッティ」と呼ぶ事が多い。
いつも異様に明るくハイテンションな天然系バカ。何を考えているかが分からず行動も予測不能で、兄弟たちから「子どもの頃こんなんじゃなかったよね」と言われるほどの奇行癖の持ち主で、ティザーPVでも「明るい狂人」と称されている。ただし、誰にでもしっかりと挨拶を行うなど礼儀正しい一面も持っており、一人の女の子に恋をした際は純粋に相手を想う姿も描かれている。
無類の野球好きで、暇が出来ると自前のバットで素振りの練習を行っている。川を高速のバタフライで泳ぐ、78mの遠投記録を持つなど運動神経は全般的に高い。ホームレスの知り合いがいたり、こっそり株取引をやっている、コミケで「野球モノ」（本人曰く「BL」）の自作同人誌を販売する、などの一面を見せることもある。第23話「灯油」では、寒いと機嫌が悪くなるらしく、部屋のストーブの灯油が切れたとき、他の誰かが灯油を入れに行くのを寝たフリをしてずっと待っていたり、「あー、クソ寒い」などと普段では見られないような暴言を吐いていた。
1期24話では、チョロ松の就職に続き、アルバイト内定を機にデカパンに紹介された部屋で1人暮らしを始めたが、ある日、勤務中に右腕を負傷したらしく、腕に包帯を巻き三角巾で吊した痛々しい姿で帰宅して、デカパンに心配されるシーンがある。しかし、次の25話では自室にいるところに、おそ松から「センバツ」出場決定の知らせを受け、包帯を投げ捨て喜び勇んで実家に戻る。
松野 トド松（まつの トドまつ）
声 - 入野自由 / アクター - たじましんぺい（第2期第1話）
六男。イメージカラーは   ピンク 。兄たちより黒目が若干大きめでアヒル口など、愛嬌のある表情をしていることが多い。また、帽子をよくかぶっており、スマホを手にしていることが多い。愛称は「トッティ」。ほかの5人に対しては、ほぼ常に「～兄さん」と呼んでいるが、例外的に、2期7話では合コン時に無神経な発言をするおそ松に対して、また、3期5話Aパートでは、ドラッグストアの女性店員をめぐっての恋の宣戦布告でカラ松に対して、「兄さん」を付けず、呼び捨てで呼んでいた。
兄弟の中で一番コミュニケーション能力が高く、甘え上手だが、弟らしいかわいさを利用するなどあざとく腹黒い一面もあり「ドライモンスター」とも称される。20代になった現在でも夜中に一人でトイレに行くことができなかったが、一人暮らしをきっかけに克服した描写がある。
1期7話では、慶應大学の学生と詐称して若者に人気のカフェ「スタバァ」で働き始め、バイト仲間のアイダとサチコに合コンに誘われるなど、一時期「リア充」の仲間入りを果たしかけるものの、兄たちの妨害で失敗に終わっている。この回を皮切りに、怒りが頂点に達すると目を剥いて鬼のような恐ろしい形相を度々見せるようになった。
1期24話では、チョロ松の就職祝いの場をぶち壊した上に見送りもしなかったおそ松を、丸めた雑誌で殴りつけて喧嘩をし、その後チョロ松に次いで家を出て、一人暮らしを始めたが、25話で松野家が「センバツ」に選ばれたという連絡を受け、実家に戻ってきた。
2期24話では松造の退院後、どこかの会社に就職したらしく、作業着らしき上着を来たまま、同僚と飲みに行っている。

#### 6つ子の派生キャラクター
一部のエピソードでは6つ子が設定を変えて登場することも多い。ここでは登場頻度の多いもののみ記載する。
F6（エフシックス）
1期1話、3.5話、11話、16話、18話、2期25話、3期10話、24話に登場。各人の名前や6つ子であることなどは通常と同じだが、乙女ゲーム風のスラリとしたキャラクターデザインとなっており、髪色がそれぞれのイメージカラーと同じものになっている。また、お互いを呼び合う時に「おそ」、「カラ」などと松を抜いた呼称を使うこともある。六つ子の長男にしてリーダー・さわやかジャスティス「松野おそ松」、肉を肉で巻いて食べる肉食系肉「松野カラ松」、ハーバード大学准教授・ビューティージーニアス「松野チョロ松」、カリスマ的求心力・ミステリアスクール「松野一松」、一万人斬りの王子様・スイートプリンス「松野十四松」、奇跡のルックス・キューティーフェアリー「松野トド松」からなる奇跡を起こすイケメン六つ子。私立おそ松学園に通う赤塚不二夫財閥に属する六つ子で、F6の「F」は赤塚不二夫のフジオ（Fujio）のイニシャルを指す。1期2話、18話などの一部のエピソードでは通常の六つ子がF6の姿に変身したり、F6の衣装を身につけることもある。2期第25話では地獄に登場し、通常の六つ子を助けた。
なごみ探偵のおそ松
1期8話、3期10話に登場。2000件以上の事件を担当したが、謎を解いたことは一度もなく、ピリピリしがちな現場の空気を和ませるのが取り柄の探偵。彼を取り巻く人物として6つ子がそれぞれ別人として登場しており、おそ松とは刑事時代からの旧知の仲であるチョロ松警部、事件を憎み現場で緊張しがちなトド松警部補、本編とは違って至って真面目な性格の十四松鑑識官といった警察関係者の他、バスローブ姿で殺害された事件の被害者であるカラ松、アイスホッケーマスクを被り血塗れの姿をした怪しい男性の一松が登場している。
なお、この「なごみのおそ松」を原作とした小説として、後述の『なごみ探偵おそ松さん・リターンズ』と、『おそ松さん〜番外編〜』収録の「なごみのおそ松」が存在する他、公式アンソロジーコミックや『マツモトキヨシ』のCMなどでも登場。
1期17話ではおそ松は登場しないが上記からトド松警部補のみ再登場した。さらに、ここでは一松が刑事、十四松が爆弾処理班と役割を変えて登場している。
3期10話ではおそ松が当初村人として登場し、後にカラ松を食べた犯人の人狼を突き止める探偵として正体を表したが、やはり和ませるだけで事件は解決しなかった。カラ松は同様に第一犠牲者としてバスローブ姿で殺害されているが、他の六つ子の役割が再び変更されており、トド松が占い師、チョロ松が裏切り者の偽占い師、十四松が村人、そして一松が人狼となっている。
じょし松さん（じょしまつさん）
1期13話、15話、18話、19話、2期5話、7話、8話、10話に登場。6つ子の女性版にあたるキャラクターだが、本来の6つ子とはそれぞれ別人の設定になっている。女性キャラにもかかわらず、対応する六つ子の声優がそのまま担当している。お姉さんタイプでまとめ役のOL「おそ子」、インストラクター風の容姿で肉体系の「カラ子」、オタクで腐女子の「チョロ子」、ロングヘアでミステリアスな雰囲気の「一子」、ガングロメイクで天然ギャルを装う「十四子」、森ガール風のゆるふわ女子の「トド子」からなる。喧嘩して仲直りした際に「私達はずっと友達よ」などのセリフがあるので、六つ子ではなく友人関係らしい。1期19話と2期7話では6人とも老婆の姿で登場。2期5話では十四子のみ登場しており、2期8話では十四子以外の5人がイルカトレーナーとして登場（六つ子は十四松のみ登場）、2期10話では一子と十四子が社員として、3期15話ではOL風の一子とトド子が、カラ松がバーテンダーを務めるバーの客として登場。
実松さん（さねまつさん）
声 - 小野大輔（十四松と同じ）
1期13話、18話、2期14話、25話、3期16話、24話と2期後半オープニング曲「まぼろしウインク」の映像に登場。凸凹商事という会社に勤める、うだつのあがらない30代独身のサラリーマン。会社では馬鹿にされているが、同僚の薫子からは心配されている。メロンパンを好み、朝食や昼食に食べている（1期13話、3期16話）。いつも就業時間が終わると残業を断って自分のアパートに早く帰宅している。2期までは「連続テレビドラマ 実松さん」の主人公という設定であるが、このドラマは第一話と第二話は存在せず、途中の話もとばされている。また、本編とは異なりリアルな画風となっている。
1期では第13話の「連続テレビドラマ 実松さん 第三話」に登場。この回では家に帰ると徳松（声 - 櫻井孝宏）、捨松（声 - 中村悠一）、菊松（声 - 神谷浩史）、平松（声 - 福山潤）、門松（声 - 入野自由）が待っていた。兄弟順は、実松が長男、門松が平松や徳松より上など、声優が同じ通常の六つ子と異なっており、各人の性格描写も通常の六つ子とは大きくかけ離れている。弟達は5人とも実松を兄として慕っており兄弟仲は非常に良いが、ラストでは心配で訪れた薫子が声がする明るい所を見ると5人はふっと消えてしまう。その後は「実松さん」第四話の次回予告という体で、新たに赤松、重松、常磐松という名前が挙げられている。18話では鍋型のカートに乗って登場し、ここで初めて通常の六つ子と共演した。
2期では14話の「連続テレビドラマ 実松さん 第九話」に登場。以前と変わらない暮らしをしていた所、交差点で交通事故を起こしてしまう。事故直前に彼の見た幻覚として「おそ松さん」本編のような世界の松野家が登場しており、彼もおそ松達兄弟の一員となっていた。画風も本編に準じたものに変貌しており、実松の顔だけはほぼそのままだが頭身が縮んでいる。実松のパーカーの色は茶色で、おそ松とカラ松のことを「兄さん」付き、一松と十四松とトド松のことは呼び捨てで呼んでいる他、チョロ松からは敬称略で呼ばれている。。この世界でのおそ松達六つ子は、性格描写が普段の本編とは若干異なるものになっている。実松は見知らぬ生活に始めは戸惑いつつも、おそ松達と一緒に暮らすうちに兄弟の一員として明るくなっていった。この回における「実松さん」第十話の次回予告では病院での入院生活の描写が描かれるものの、最後には「実松死す」とテロップが出され、それを受ける形で、2期25話では地獄で車に乗って再登場し、鬼たちに追われる六つ子を助けた。
3期16話では、前園により肉体に改造を施され、社畜AI「実（さね）コップ」として復活。しかし前述の事故の原因が前園の策略であることを突き止め、記憶と自我を取り戻した。その後、会社の最高経営会議に乗り込んで前園の悪事を暴露し、最後は社長を人質に取った前園を射殺した。その際自身を称えた社長に名を聞かれた際に、再び実松として生きることを誓った。
ちゃんとしてる松
2期1話に登場。過去の六つ子たちが未来の自分たちが働かずに有名になったので暴動を起こされたのを見てちゃんと努力した結果でなったキャラクター。おそ松は既婚者の立派な社会人、カラ松はサイボーグ人間、チョロ松は少女漫画風（この時トト子と魂が入れ替わっている）、一松はアメコミ風のヒーロー、十四松はコンピュータアニメーション映画的な3D、トド松は面を被った実写（アクター - たじましんぺい）になっている。それぞれロボットがあり、合体することで「チャントシター」になる。
絶対英雄チャントシター
合体ロボット。2期第1・2クールともにOPにも継続して登場しており、2期20話で再び登場した。こちらではイヤミロボットが街を破壊し始めたことを受けて、松野家の住宅がチャントシターに変形しようとするものの、変形の準備が長すぎたため、街がイヤミロボットによって壊滅状態となる。壊滅後もギミックは規則的に動き続けていた。2期25話では地獄でF6が操縦する形で登場し、霊柩車と合体した「ファイナルチャントシター」というパワーアップ形態へと進化した。
サマー仮面（カラ松）
2期5話と3期24話Aパートに登場。夏休みになると現れる、水着一丁で日焼けした肌の、ダンボールで作った太陽の仮面をつけた怪人。サマーを探し「○◯サマー」と点数を付けていく。必殺技はサマーフラッシュ。同話ED「イヤミ音頭」でも登場している。
げんし松さん
2期3話、4話、7話に登場。原始人の6人で「ウホ」しか言わない。全員顔に髭が生えている。カラ松はおでこと口の上に骨を載せ、一松は局部に葉っぱを付けている以外は裸で、十四松は全身毛むくじゃらになっている。3話ではマンモスの性行為を見て、木を切って局部につけると気持ちが良くなる筒をつくる。4話では自分達でつくった乗り物で速さを競っているとプテラノドンを発見、そのまま空中散歩を楽しんでいたら火山の火口に放り込まれた。7話ではまたマンモスの性行為を見て興奮し、雌のマンモス（声 - くじら）の肛門に飛び込み、現代でマンモスと共に化石として発掘された。
三国志さん
ナレーション - 矢島正明
2期7話に登場。三国志の3国に囲まれた小国「松」の国。おそ松の帝（みかど）を筆頭に、文官のチョロ松、軍師の十四松、猛将のカラ松、野蛮王の一松、若き才能のトド松がいる。天下を取ると勢いづくも本音はノリで「ぎょいー」と言いたかっただけの集団。赤壁の戦いで落ち延びた曹操（声 - 松本保典）と出会い、調子づいて赤壁の戦いの最中に飛び込むも、兵を率いず突撃したためあえなく玉砕する。
学生松
劇場版、3期23話に登場。高校生時代（18歳時点）の6つ子で、現在とかなり見た目や性格が異なっている者や、六つ子として一括りにされるのを嫌って個性を出そうとしている者がいる。おそ松だけは見た目、言動共に現在と変わらないが、カラ松は困り眉・そばかす顔でかなりのビビリ、チョロ松は丸眼鏡をかけ優等生を演じているが、テストは赤点でエロ本収集が趣味、一松は友人たちの前ではノリの良い陽キャラを出しているものの、無理をしているためにふとした時に陰キャラが出現する、十四松は目つきの悪い不良キャラで辺り構わずガンを飛ばしまくり、エア煙草やエアバイク（劇場版）、一人でエア喧嘩（3期23話）をしてなぜか負ける、などの意味不明な行動が目立つ一方、気を抜くと普段の天然な十四松に戻る、トド松は兄たちと比べて一人だけ体が小さく、ぶかぶかの学生服姿で兄たちにくっついて回っている極度の甘えん坊。
ウンコ松
3期1話に登場。アニメ再生工場で失敗して6つ子がウンコになった姿。体色はそれぞれのテーマカラーを引き継いでいる。これまでの事を反省し、アニメ製作委員会のモノリスに土下座して、3期には出演しないという約束の下で人間の姿に戻してもらったものの、新6つ子たちの新作映画お披露目の場に乱入し、暴動を起こした末に合体して巨大ウンコとなった。その後も怒りに任せて街を破壊し、自分達に説得してきた新6つ子を、頭にある触手の不意打ちで全員殴り飛ばした。
松野 一美（まつの いちみ） / マジック天使マジヘライッチー
声 - 福山潤
3期3話と24話Aパートに登場。水色の髪でもじゃもじゃしたショートカットの内気な中学生の女の子。ジュウシ先輩に恋心を抱いているが、声を掛けることも出来ずにいた。
突然現れた妖精（声 - 遠藤綾）から魚の骨を模した魔法のステッキを託されるが、心に潜んでいた陰気な心でヤンデレな性格の魔法少女マジヘライッチーに変身してしまい、ジュウシに憧れる他の女子中学生達（声 - 櫻井孝宏、中村悠一、神谷浩史、入野自由）を必殺技で惨殺し、ジュウシ先輩に血まみれのラブレターを渡した。
ジュウシ先輩
声 - 小野大輔
3期3話に登場。常に白馬に乗っている一美の憧れの先輩で、笑顔が似合う金髪の美形男子。彼を慕う取り巻きの女子中学生達に囲まれている。
一美がマジヘライッチーに変身して彼の目の前で女子中学生達を惨殺しまくった後、彼女から血まみれのラブレターを渡されるが、その恐怖のあまりに逃げ出してしまう。しかし魔法の力で回り込まれ、チェーンソーを掲げる彼女に行く手を阻まれてしまった。

### サブキャラクター
話によって、原作・前作までのアニメと同様に様々な役回りで登場する場合もあるが、登場してもセリフがなかったり、1シーンのみという場合もあるなど出番は少なめになっている。
イヤミ
声 - 鈴村健一
原作および前作より頭身が高くスリムな体型になった。嫌味でうさんくさい性格は変わらないが、今作では数少ない常識人キャラとなっており、ツッコミに回ることも多い。実際に行ったことは無いにもかかわらず「おフランス帰り」を自称している。反面、主役を取るためなら手段を選ばない、人助けするにお金を要求する等、非道な一面も見せる。
六つ子とは幼少の頃から親しい仲だが、お金を無心されるなど被害に会うことも多い。
原作と同様に様々な設定で登場しており、ある意味本作品の「スターシステム」を最も体現している存在。前作ではチビ太と共に実質的に主役のような存在だったが、今作では主演回以外、基本的に脇役となっている。
1期の開始当初は、二階建ての家に住んでいて、自家用車も持っていたが、ハロウィンの仮装をしてイヤミの自宅に押しかけたおそ松たち六つ子に「トリックオアトリート」と連呼されながら家の骨組みと畳一畳、自分自身のはいていたパンツ以外すべて分捕られたことがあった。6話以降は暫く無職となり、橋の下で寝泊まりしたり公園の噴水で行水、さらには猫と道端に落ちたおでんを取り合うなどのホームレス 生活をしたりしているが、固定した設定ではなく、エピソードによって家や車、職業があったりなかったりする。そのため、生計を立てるために職を転々とするも、自身の不始末がたたって廃業・解雇されざるを得なくなり、ボロボロになって松野家に転がり込んだり、その後、何事も無かったかのように元の家が建てなおされたり、ドブスと同居していたりする。
1期6話Bパートでは、イヤミのトレードマークの出っ歯は1京億円程度の価値を持つレアメタルであることがデカパンの研究で明らかになり、さらに、彼の頭の中に出っ歯のスペアがロール状に収納されていて、ほぼ無限に再生可能な仕組みになっていることが発覚した。
「定番」のギャグでもある「シェー」は4話のアバンタイトルにてダヨーンと共に練習している描写が描かれた。
3期9話では、十四松に乞われて、「シェー」の存在や意味を知らないAIのオムスビたちに「シェー」を教えることになるが、オムスビたちに「60年以上前のギャグで現在の人々が笑う確率は0.1」「そもそもシェーというギャグにどのような意味があるのか」などとさんざん問い詰められた挙句、ついには「僕たちはシェーとは何なのかを知りたいだけで、シェーのやり方を教えてもらいたいわけではない」とまで言われたショックで精神が崩壊し、旅に出るという書置きを残してどこかへ去ってしまった。
原作『おそ松くん』での漢字表記は一貫して「井矢見」であったが、2期11話に登場した自宅には「伊矢見」という表札が掛かっていた。3期9話に登場した自筆の書置きの署名は「井矢見」となっている。
ロボイヤミ
1期18話に登場。自ら主催した主役争奪カートレースで主役の座を取り戻すべく、ロボットに変形したイヤミ。おそ松と死闘を繰り広げるが、その隙に聖澤に追い抜かれてしまい、おそ松と共に燃え尽きた。
盗人
2期18話に登場。戦争で両親を亡くした盲目の少女・菊を引き取り、彼女の病気を治すべく奮闘している。この回は原作と同様に主役として登場しており、この回のエンディングではキャストの順番ではイヤミが一番先に表示されている。
チビ太（チビた）
声 - 國立幸
原作・前作より頭身が高くなったが小柄な体格という設定は変わっていない。服装や性格、独特のべらんめぇ口調などは前作を意識しており 、口癖の「てやんでぇ、バーロー、チクショー」も引き継いでいる。様々な仕事を持っており、大好物であるおでん の屋台 を営業している 。ただし、おそ松たちから代金を払ってもらうことはほとんどなく、ツケが膨大な額になっている。2期以降はハタ坊との絡みが多くなっている。
カラ松を誘拐して身代金を要求したが全く相手にされずあきらめている。おでん作りに関しては職人気質を通り越して狂気の域に達している節もあり、最後の味見の工程で素っ裸でおでんの中へダイビングしたこと もあった。夜中に多くのツケの額の入っている六つ子達におでんを食べさせ、翌朝には支払わなかった六つ子達に激怒して襲い掛かるも、チョロ松の頭に噛みついた際にトド松以外の六つ子達に引っ張られて十四松が間違えて頭の毛を抜いたため、イヤミ・ダヨーン・デカパン・ハタ坊に金を支払って六つ子達に情け無用の報復と頭突きを与えたこともあった。しかし翌朝、一本毛の無くなっている事をトト子に「可愛い」と褒められ、本人も気に入った。翌話から頭の毛は復活しているが、トト子とにゃーによる乱闘で毛が再び抜けてしまった（それでも翌話で復活している）。
3期3話では、AIのオムスビたちにおでんの腕前を評価してもらい、高い評価を得られたものの、「「チビ太」という呼ばれ方は蔑称では」というAIたちの空気の読めなさが原因で失神してしまう。
松野夫妻
1期4話より登場した六つ子の両親。六つ子が大人になったため少し老けた容姿になっている。成人でありながら定職に就かずニート生活を続けている息子達を心配して、様々な手段を用いて、自立するようにプレッシャーを掛ける。初登場の回では結婚歴二十余年にして方向性の違いというバンドのような理由から離婚すると言い出し、松造が家を売り払うと宣言したため、家での安穏としたニート生活を続けたい六つ子を焦らせたものの、普段は夫婦仲も良く、息子たちを含め家族8人で仲良く暮らしている。1期では脇役だったが、2期からはメインの話が多く作られるようになり、出番も増えていった。フルネームに関しては初登場回で記入した離婚届に記載しているが、1期の公式サイトおよびクレジットでは、「おとうさん」「おかあさん」表記となっている。2期以降の公式サイトおよびクレジットでは「松造」「松代」表記になっている。
松野 松造（まつの まつぞう）
声 - 井上和彦
六つ子たちの父親で、おそらく松野家唯一の稼ぎ手。「松松商事」という会社に勤めているが、まともと思えるような仕事はしておらず、奇怪な行動ばかりしている。現在でも妻の松代に好意を抱いている。2期16話で六つ子や松代と共にチビ太のおでん屋台を訪れた時は、チビ太に対して当たり前な事（屋台にもかかわらず寒い、辛子が辛い）を指摘していた。2期24話では体調を崩して入院するも、命に別状はなかった。このことが六つ子達が一時的に自立を意識するきっかけとなったが、25話の六つ子の葬式の時は、松代共々自立の件を忘れていた。
松野 松代（まつの まつよ）
声 - くじら
松造の妻で六つ子の母親。髪型など全体的な見た目は年相応になっているものの、原作・前作より身長はやや縮んだが細身で丸い眼鏡を掛けているところは若い頃と同じ。六つ子の事はまとめて「ニートたち」と呼んでいる 。なかなか働こうとしない息子たちに対し、唐突に扶養家族選抜面接を開いたり、ニート矯正施設に六つ子の誰かを入所させようと考えたりするなど時々、厳しい姿勢を見せる時があるが、基本的には息子たちへの愛情の方が強いようで、結果として六つ子たちを家から追い出したりせずに世話をしてやっている。スペシャルAI・スケロクのファンであり、スケロクの生写真セットと引き換えに、オムスビたちに松野家でのエネルギー充電を許可する密約をいつの間にか取り交わしていた。
ハタ坊（ハタぼう）
声 - 斎藤桃子
前作同様、オーバーオール姿で登場 。なお、原作および前作まではチビ太とほぼ同じ大きさだったが、今作ではチビ太より大きくなった。「ダジョー」と言いながら走り回る姿やボーッとした性格は原作および前作までと相変わらず。子供の様に見えるが、アフリカ人並の男性器を持っており、チョロ松に「ずいぶん成長したね」と言われ、9話ではレンタルビデオ 店の18禁コーナーに一瞬だが、登場してるなど彼もやはり大人である。
情報商材の商売で大成功を収め、大企業の社長になった。秘書や執事達からは「ミスターフラッグ」の愛称で親しまれているが後に会社経営に何も貢献していないと指摘され、社長の座を追われた。その後、河川敷や街中で得体の知れない肉を使って始めたケバブやハンバーガーの移動販売や焼肉屋で成功を収め、再び大富豪に戻っている。2期以降はチビ太との絡みが多くなり、大富豪以外にも他の役職に付く事がある。
デカパン
声 - 上田燿司
パンツの色は前作とほぼ同じで、前作より少し老けたデザインになり、目尻に小じわがある。猫が好きでのんびりした性格 。パンツから色々な物を出すところも相変わらず。1期7話でダヨーンと共演して以降は親友関係。「故郷の味」と言うほどに芋煮が大好物。味付けは醤油派で、「味噌派」と聞いた際は、赤鬼のような憤怒の形相になった。
DEKAPAN-MAN
1期3話に登場。「ほれいけ!DEKAPAN-MAN」の主人公。お腹を空かせた少女トト子や囚人にいじめられたチビ太を助けるために、パンツから物を出すたびに警察官に扮したおそ松に撃たれるのが定番。マントの色は地上波版では赤だが、BSジャパン版では水色となっている。初放送版のみの登場で、再放送版やDVD・BD版ではカットされている。
デカパン博士
1期5話で初登場。研究所の所長であり、白衣を着ていることが多いが着ていない場合もある。原作と同様に様々な薬品や機械を作るが、それが騒動の原因になる事が多い。他にもイヤミの出っ歯の原理を「イヤメタル」と名付けたり、十四松の就職先の上司になったりする。
ダヨーン
声 - 飛田展男
原作・前作より頭身が高くなり、前作同様、背広姿に革靴を履いた姿であらゆる場面に登場している 。基本的にのんびりした口調で「…だよ～ん」という語尾で話すのが特徴。しかし、ごくまれに激昂すると、語尾に「だよ～ん」と付けずにドスの効いた声で恫喝するような口調になる（3期17話など）。掃除機のように何でも吸い込む特技があり、体内には「ダヨーン族」が住んでいる。さらに口からは「ファイナルダヨーン」という強力な光線技を放つなど、ある意味人間離れしている。トド松と披露したデリバリーコントによると、口が大きいのは遺伝らしい。7話でデカパンと共演して以降は親友関係。「ダヨーン相談室」ではおそ松とカラ松の相談相手として登場した。
トト子（トトこ）
声 - 遠藤綾
本作のヒロイン。前作まではサロペットスカート姿であったが、今作では濃いピンクのセーターとチェックのプリーツのミニスカート姿がベースとなる。髪型は原作同様おさげだが、髪を伸ばすと目が隠れるほどのロングヘアであり、髪の色も焦茶色に変更された。原作でも見られた男勝りで勝気な性格は相変わらずで、更に前作で見せた腹黒さに加えナルシスト、傲慢さも追加され必要とあらば暴力に訴え「ボディブロー」を得意技とする。前作でほとんど描かれなかった実家の魚屋は大繁盛しており、父親（声 - 利根健太朗）の愛車はベンツ（左ハンドル）である。母親（声 - 斉藤貴美子）はフォックス型の眼鏡をかけている。免許を取得はしていない。
1期4話では魚屋の宣伝も兼ねて、弱井トト子（よわいトトこ）名義でアイドルデビューしたが、魚介類 のコスチュームを着て歌うマニアックなステージのため、六つ子以外は固定ファンも付かず、ほとんど売れていない。トト子を利用して儲けようとしたイヤミからも「儲かる気がしない」と匙を投げられている。
アイドル活動こそしているが、定職についてはおらず、副業や就学もしておらず、家業の魚屋を手伝っているような明確な描写もない。
六つ子及びレギュラー陣とは腐れ縁を続けており未だに全員から好意を持たれているが、全員相手にしていない。普段は六つ子を「〜君」呼びしてるが怒ると「ニート達」「クソ」と見下す。他のレギュラーは呼び捨て。
ストレスが極限状態に溜まると冷凍倉庫にある冷凍マグロをサンドバッグにして殴りまくる。ただ自分がこの世で一番可愛いと信じているので「嫉妬」と「コンプレックス」という言葉を知らない。第1期第24話で石油王と結婚するが「魚臭い」と言われてブチ切れて破局。その後、シンガポールに留学するが、程なくホームシックになって帰ってきた。
2期24話では、松造の入退院後、「ちゃんとすること」と「自分らしくいること」の間で悩むおそ松の弱音を聞いてやり、辛口の言葉を掛けながらも励まして、おそ松にある決断をさせるという、本作のヒロインらしい振る舞いを見せた。
『えいがのおそ松さん』では、高校時代は橋本にゃーから尊敬される先輩後輩関係であった事が明かされた。
第3期第3話では評価値で、AIロボット達から「働いていない」「わがまま」「悪い人」などの理由から、総合評価を「ウンコ」とされた怒りで、AIたちを連れてきたカラ松、チョロ松、トド松を自宅のマグロの冷凍庫に吊るしてチェーンソーで切り刻むという制裁を行った。それ以来オムスビ達を苦手にしていたが、24話で彼らがA1グランプリのファイナルに出場した際には応援するなど関係も良くなっている。11話ではオムスビに再びアイドルとしての自分を評価してもらったものの、魚類系の衣装はすべて酷評され、最後に着装した橋本にゃーから薦められた猫モチーフ衣装に「100万点」の高評価が出たことにより激怒し、おそ松とカラ松に対してボディーブロー一発で消滅させた。
また、かつての後輩で今はアイドルとして目の上のたんこぶである橋本にゃーの娘のみーの子守りを時々するようになった。
聖澤 庄之助（ひじりさわ しょうのすけ）
声 - 上田燿司
1期2話冒頭のチョロ松と十四松のデリバリーコントで初登場した謎の男。同話Bパートのラストでは「NEWおそ松兄さん」となっていた。1期3話の「銭湯クイズ」以降もモブキャラクターとしてたびたび登場し、1期7話の「北へ」ではじめてセリフ付で登場した。
また主役を演じた1期19話冒頭の「しどう 聖澤庄之助さん」にて、慎之助、鈴之助、左之助、伝之助、由良之助、りん之助、とも之助、くら之助、あい之助、もん之助、てつ之助、はる之助、じゅん之助、えい之助、しか之助、のぼり之助という同じ顔の弟たちを持つ17つ子の長男であることが明らかになったが、他にネタがないという理由で打ち切りとなった。この17人は後に1期25話にも登場している。
顔の造形そのものは、「ボーイズライフ」に1965年7月号から同年12月号まで連載されていた作品『いじわる教授』の主人公と同一である。また、赤塚公認サイト「これでいいのだ」では鼻がないものの「カムカムホテルのオーナー」というキャラクターが『おそ松くん』のキャラクターとして記載されている。
橋本にゃー（はしもと にゃー）
声 - 山下七海
1期2話Bパートで初登場。チョロ松のお気に入りの地下アイドルだが、自身はチョロ松をファンとして全く認識していない。赤系の制服姿に猫耳 や猫の手のグローブなどを装着し、ネコを前面に押し出したキャラクターのコンセプトで活動をしている。愛称は「にゃーちゃん」。中学時代は黒髪の地味な容姿で、赤塚高校のマドンナ的な存在であったトト子にファンレターを渡すほど憧れていたが、現在彼女とはアイドルとしてのライバル関係にあり、顔を合わせると辛辣な口調で言い争いを始める。1期24話ではイケメンIT系の彼氏（声 - 上田燿司）と婚約し、この際に地下アイドルも引退したが、1期25話での「センバツ」出場の松野家チームの応援（チアガール）として再登場、次の年には選手としてチームに参加していた他、2期では何事もなかったように地下アイドルに復帰して、しばしばチビ太のおでん屋台で、トト子と一緒に一杯やっていた。おそ松とチョロ松以外の6つ子とは絡みが少ないにも係わらず、2期25話の6つ子の葬式に参列し、6つ子全員を悼んでいた。
3期ではIT実業家とは既に離婚して、シングルマザーとしてアイドル活動を続けていたことが判明。アイドルとしての活動に限界を感じ、トト子に話を持ち掛けて、女子プロレスのヒール役としてコンビを結成。チョロ松は彼女達の変貌を見て唖然とした。18話では、公園でまだ赤ちゃんの娘のみーが転倒してしまうところを、おそ松に助けられたことがきっかけで淡い想いを抱くが、トト子や他の六つ子など周囲から猛反対を受けて意地になった上に、自身の発言にチョロ松がショックを受け、海外に失踪する原因を作ってしまう。その後、おそ松とデートをすることになるものの、デート当日の朝、目覚めるのと同時に冷静になり、思い直して待ち合わせ場所の公園でおそ松に謝罪し、自ら断りを入れた。25話ではドブスやみーと共に花見を見に行っていた。
ドブス
声 - 斉藤貴美子
1期15話Bパートで初登場。名前の通りドブスな見た目をしている。 原型は原作『おそ松くん』の「チビ太の花のいのち」にてイヤミが欲をかいて誕生した花の精だが、キャラクターデザインは異なっている。2期25話では地獄で彼女の顔に似た獄卒が大量に出現しており、映画では6つ子やトト子たちと同期の赤塚高校の生徒の一人として登場。
花の精
1期15話Bパートに登場。枯れそうな花にカラ松が酒を注いだことで現れカラ松の彼女になり、彼からは「フラワー」と呼ばれていた。原作とは元になった花が異なる。
イヤミの彼女
2期11話で初登場。イヤミの家に同居しており、第3期ではベビーシッターとして橋本にゃーの娘の世話をしている。
オムスビ（シャケ / ウメ）
声 - 山本和臣
3期2話から登場。独立行政AI研究所からお届け物として松野家に配達されてきた2体の双子AI ロボット。6つ子の肩口位の身長で、ネクタイの色がシャケはサーモンピンク、ウメは紅色という違い以外は全く同じ形状をしている。声にも若干の違いがあり、シャケは甲高くハイテンションな声、ウメは低めでローテンションな声をしている。高い知能と性能を持ち、掃除・料理・洗濯などの家事全般をこなし、競馬のレース予想、マッサージ、将棋の相手、ライブの応援、VRの提供など多方面で能力を発揮する他、「コンプライアンス機能」も内蔵している。エネルギー（電力）が足りなくなると、正座した状態で、家庭用電源からバッテリーを通して充電する（プラグはお尻にある）。
最初は6つ子達も訝しんでいたものの、やがてAIたちが見せる能力に感心、あるいは満足し、更に彼らが「ニートの何がだめなのでしょうか？」と、ニートであることを容認する発言をしたことに喜び、一松以外の6つ子は一気にうち解けて仲良くなった。基本的に日中だけ松野家に来ており、夜になると、研究所のような所に戻って、その日に蓄積したデータをメインコンピューターに移しているかのような描写があり、その本来の目的は不明。ただし、5話Aパートでは、夜更けに松野家の縁側で、一松、十四松とともにトド松の一目惚れの相手の話題に2体揃って耳を傾けていた。時折「気に入られないと」と呟いている。頭を撫でられると喜ぶ。
当初名前が無かったため、3期2話のエンディングでは「AIロボ」と表記されていた。その後、同話Cパートにておそ松から適当に「オムスビ」、それにちなんでネクタイの色から「シャケ」と「ウメ」と命名された。
物事を評価値で評価検証することが可能。あくまでも客観的なデータ等から科学的に検証・評価を行うが、人間の個性・感情や言葉の裏の意味などの曖昧、微妙なニュアンスをまだ完全には理解できていない部分がある。そのためか、正論ではあるが登場人物が答えに困ったり、不快になる質問や意見、評価値を出してしまい、しばしば相手から怒りを買うなどの迷惑をかけることがある。ボイス機能付きで一度聞いた声の完全再現が可能。
6つ子に好印象を与えるべく献身的にお世話するが、「コンプライアンス機能」に引っかかるような命令が多いおそ松には基本的に従わないため、おそ松が完全にAIにハマることはない。一方で、最初から距離を置いている一松には自ら近づき、「最適化」の機能を駆使して町内の猫の居場所のデータを提供し仲良くなろうとするものの、彼から礼を言われつつも「もう、いいから」と告げられ、去られてしまった。
12話ではサポートAIとしての評価値が下がり過ぎで、スペシャルAIのスケロクと交代する形で降板した。その後、解体工場に異動して働いていたが、探しに来た六つ子に助けられ、二体とも自我に目覚めて「ニートAI」として覚醒したものの、興奮の余り暴走し、あたり構わず破壊の限りを尽くしたため、そのままバス停に置き去りにされた。以降は自主的に松野家に入り浸るようになり、以前のように命令されても「自分たちでやってください」と答えたり、「シェー」をしてはぐらかし、充電のためだけに来ているなどと憎まれ口を平気で叩くようになった。
14話以降は、AIたちの漫才の祭典という「A-1グランプリ」の本選出場や入賞を目標に、若手漫才コンビのような日常を送っている。14話Cや19話Aパートでは、ファミレスでネタ作りを行っている様子が描かれ、主にウメがネタを考えてツッコミ、シャケがボケという役割分担があるようだが、17話Aパートで一松とトド松の前で披露した新ネタでは、どちらがボケでツッコミなのかはあまり明確ではなく、しかも人間のAIに対する感情や扱いを揶揄するような内容であったため、一松とトド松を怒らせて、なぜか松野家の裏庭にある落とし穴（舞台でいう「奈落」）に2体とも落とされた。
24話では「A1グランプリ」のファイナル（8組）に進出。緊張の余り楽屋や廊下でオイルを吐きまくるかたわら、出場順・前のコンビが滑った場合・爆発的に受けた場合など様々な状況に応じたネタのパターンを計算し、必勝のアルゴリズムを形成するなどの準備して本番に臨む。しかし、本番を始めてほどなく、観客や視聴者の反応から「滑っている」ことに気が付き、追い詰められた結果、「ギャグAI」として覚醒。口や手から出したアンテナから、脳を揺さぶり笑いの中枢を刺激するような電波を発信し、日本中を強制的に「笑わせた」結果、見事優勝を勝ち取る。しかし、「あれは漫才ではない」「洗脳ではないのか」「コンプライアンス違反」などの批判殺到で、「A-1グランプリ」は今季限りで無期限番組休止（「打ち切り」）となり、オムスビたちの優勝も剥奪となった。
監督の藤田からは「2体の演技はあまり変えないでいい」という指示を受けていたが、担当声優の山本は「シャケはポジティブで若干テンション高め、ウメはオーソドックスなAIらしい聞き取りやすい喋り」と、2体のキャラクターを演じ分けている。

### 複数のシリーズに登場
アイダ / サチコ
声 - 遠藤綾（アイダ） / 斎藤桃子（サチコ）
1期2話Bパートで初登場した2人組の女の子。ロングヘアがアイダでポニーテールがサチコ。サチコはアイダから「サッチー」と愛称で呼ばれている。カラ松は公園でたまたま見かけた彼女たちから好意を持たれていると思い込み、二枚目を気取った振る舞いをしたが、実際は2人から気味悪がられていた。
1期7話ではカフェ「スタバァコォヒィー」の店員をしており、アルバイトしている同僚のトド松を「トッティ」と呼び 、それなりに親しくなって合コンにも誘っていたが、5人の兄たちに振り回されるトド松を見て失望した。1期ではその他、18話のカートレースと25話のセンバツにも二人とも出場している。
2期の5話では2人揃ってトド松と海に行っている。この時、弟に出し抜かれた怒りと嫉妬した5人の兄達によって、トド松は3度も流刑にされた。11話ではアイダが登場。
3期では15話で会社員（あつし）の彼女役でアイダが登場。17話と22話Bパートと25話では二人とも登場。
エスパーニャンコ
声 - 大川透
1期5話Bパートで初登場。デカパン博士が開発した人の気持ちが分かるようになる「気持ち薬」を注射されて、人の本音を読み取り言葉にして喋る能力を身に着けたネコ。メガネを掛けている。9話の時点では既に薬の効果が切れていることが一松から言及されている。
元は原作『おそ松くん』の「エスパーニャンコをねらえ」に登場するキャラクターで、原作ではデカパンの猫だったが、本作では一松の親友の野良猫という設定に改変されている。ただしデカパンからは原作同様「ぼうや」と呼ばれている。
台詞有りで登場したのは1期5話Bパートのみで、11話、25話、2期1話では台詞なしで登場。また、OPでも常に登場している。ほとんどのアニメ雑誌等のメディアやグッズでは一松とのコンビで登場する事が多い。
十四松の彼女
声 - 桑島法子
1期9話Bパート、25話、2期8話Bパート、25話で登場。とある事情で自殺しようとしていたところを十四松と知り合い、彼と意気投合し合う関係となる。
十四松のギャグについて呼吸困難になるほど面白がったり、彼との他愛もない遊びに付き合ったりするなど、兄弟達から見ても良好な間柄であった。しかし、十四松が想いを伝えた当日に田舎へ帰省する事になった旨を伝えて彼の元から去る。
そして新幹線に乗り込もうとした直前に見送りに駆け付けた十四松から渾身のエールを受け取り、彼との別れを惜しみながら東京を去って行った。
1期最終話にもセンバツのチームメイトとして登場。2期ではパラレルの世界にて登場。じょし松さんによる「ドルフィンシスターズ」達と共にイルカトレーナーとして登場したが、初登場時とは打って変わって表情を変えずに十四松にじょし松さん達がドン引きするほどのスパルタ特訓を行った（水中で15分間息を止める、手足を縛ってプールに落とす、魚をそのまま食べさせる、超音波を出させようとするなど）が誰よりも十四松がイルカになれると信じている。また最終回にて六つ子の葬式に彼女らしき人物がいる。
凸凹商事の社員
1期13話Aパート、2期14話Aパート、3期16話Aパートに登場。
薫子（かおるこ）
声 - 遠藤綾
実松が勤める凸凹商事のOL。職場の上司や社員たちからいつも馬鹿にされている実松を心配し、何かと気に掛けている。3期16話では、「実コップ」に改造され記憶を失った実松が、本当の「自分」を思い出すきっかけを作る。
前園（まえぞの）
声 - 井上和彦
凸凹商事で、実松が働く部署の上司。薫子を除く他の社員と一緒になって、仕事が遅い実松を馬鹿にし冷たくあしらう。実松を利用して出世するべく、2期14話Aパートでは交通事故にみせかけ実松を殺害。3期16話では実松を改造し、社畜AI「実コップ」を開発。パワハラによって社員を働かせ、会社の業績を飛躍的に上げることに成功。しかし、会社の経営会議に乗り込んできた実松にこれまでの悪事をばらされ、さらに社長を人質にとったためにクビを宣告され実松により射殺された。
社長
声 - 玄田哲章
3期16話Aパートに登場。実松が働く凸凹商事の社長。会議で社畜AIの実コップを使って会社の業績を上げた前園を褒めていたが、会議に乗り込んできた実松に動揺した彼に人質にされてしまう。さらに実松が前園のパワハラ行為をばらしたことで態度を一変し、彼にクビを宣告。実松に対しては働きぶりを評価した。
花の精
声 - 和久井優
1期15話Bパート、2期25話で登場。枯れそうな花にチビ太が水をやったことで恩返しに現れた花の精。最終的に花の命が尽きたことでチビ太に別れを告げ消滅した。2期25話では地獄で他のキャラクター達と共に登場している。
原型は原作『おそ松くん』の同名エピソード「チビ太の花のいのち」に登場するキャラクターだが、元になった花やキャラクターデザインは異なっている。
神松（かみまつ） / 悪松（あくまつ）
声 - 野島健児（神松） / 杉田智和（悪松）
1期21話Bパート、2期13話Bパートに登場。1期21話では、六つ子の、恨みや妬みといった負の感情によって剥がれ落ちたキレイな心が積もり積もって誕生したのが神松で、髪型は他の6つ子と同じだが、端整な顔立ちと福耳を持っている。普段は6つ子と同じ松パーカーを着用しており、イメージカラーは白。同話の後半では6つ子たちが悪巧みをし、神松を始末しようとした為、6つ子の良い心が剥がれ落ち、それが徐々に吸収された為に背丈が伸び、トト子からデートに誘われたりもした。逆に、6つ子の負の感情が口から黒く吐き出され、集まってできたのが悪松で、オーラのような形状をしている。最終的には神松を押し潰す。クレジットでは神松と野島の名前の色は黄色、悪松と杉田の名前は黒色で表記されている。2期では二軍メンバーとしてセリフ無しで登場。
あつし
声 - 利根健太朗（1期）→上田燿司（劇場版・3期）
1期22話Aパート「希望の星・トド松」で初登場。トド松の友人で、金持ちで車も持っているステータスの高い「一軍の男」。トド松が呼び掛けた合コンに参加し、結果的に女性達の人気を独占した（一方のトド松は女性達から「何も無し男」として蔑まれる結果となった）。2期7話Cパート「おそ松とトド松」では名前のみ登場。トド松に頼まれて、合コンにOLのミワとクミを紹介した。
3期15話では、飛び降り自殺をしようとする会社員として登場。最終的には「しょうがない」が口癖の警察官・一松の発したある言葉から自殺を思いどどまったが、心配した彼女（アイダ）が駆けつけて彼に抱き付いたため、それを見た一松から発砲された。
劇場版では、物語冒頭の赤塚高校の同窓会で、6つ子がニートであることを嘘をついて隠していたのがバレて、同級生の内川に「ニート村」などと説教されている場面にワイン片手に登場、6つ子をやんわりとフォローしてやり、女性達に好感を持たれていた。また中盤以降の「思い出の世界」では、赤塚高校3年生として登場。現在の垢ぬけた感じの身なりとはかなり異なり、マッシュルームヘアーで、同級生たちの中では地味な存在であった。
石油王
声 - 川島得愛
1期第24話Aパート、25話、2期19話Bパート、25話に登場。1期24話では、合コンで出会ったトト子を気に入り、結婚まで順調に進んでいたが、トト子の魚臭さにドン引きし、更に魚を否定した為、彼女を本気で怒らせてしまう。その結果、激怒したトト子から強力なボディブローを喰らい、高層ホテルのビルから蹴り落されたため、婚約破棄となり破局となった。1期25話では松野家のメンバーの一員としてセンバツに参加している。映画版にもセリフ付きで1シーンのみ登場。
コーチ松
声 ‐ なし
1期25話、2期25話に登場。サングラスに口髭の強面で、赤の開襟シャツに白いスーツという「タッチ」の柏葉英二郎監督風の容貌。1期25話では、松野家チームのコーチとして登場。2度目のセンバツでチームは様々な手を使って順調に勝ち進むが、本人は本選を前にして突然逝去。チームのメンバーに墓参りされてその死を悼まれるものの、最後はなぜか墓石を蹴り倒された。2期25話では、地獄にいたキャラクターたちの一人として登場。
橋本みー
声 - 川井田夏海（3期/赤ちゃん）→下地紫野（劇場版3作目・4期/幼女）
3期4話、7話、9話Cパート、17話、24話Bパート、25話に赤ん坊の姿で登場。橋本にゃーの娘。離婚したにゃーがシングルマザーとして育てているが、仕事（アイドル活動）で留守の間、ドブスがベビーシッターとして世話をしていた。
3期7話では既にハイハイが出来るようになり、トト子とにゃーが帰宅した際の姿に驚いたはずみに立てるようになる。
劇場版3作目『魂伝』、4期1話、4話では少し成長した幼女の姿で登場。6つ子からは「お嬢」と呼ばれている。

### 第1期に登場
じぐ蔵（じぐぞう）
声 - 高木渉
1期3話登場。怪しいマスクを被りチェーンソーを持った怪人。10年前の学生時代の頃に演劇部に所属していたが、おそ松が彼から主役の座を奪うために台本の間に鳥の糞を挟んだことを根に持っており復讐のため六つ子を攫うものの、何度も間違った人物を攫ったあげく、実際には演劇部だったのはカラ松であり、尚且つ鳥の糞を挟ませたのはトド松だった。最終的には面倒くさくなったのか妥協して十四松を襲った。
イヤ代（イヤよ） / チビ美（チビみ）
声 - たかはし智秋（イヤ代） / 野中藍（チビ美）
1期10話登場。イヤミとチビ太がデカパンの作った「美女薬」の効果で女体化した姿。スタイル抜群の金髪美女がイヤ代、ロリータ服に身を包んだツインテールの美少女がチビ美。
レンタル彼女と称し法外な料金で六つ子とデートをして大金をせしめるも、繰り返し服用したため薬に耐性が付き、最終的に効き目がなくなり正体がバレる。その後イヤミとチビ太に戻った2人は虎と共に檻に入れられ、一松から鍵を法外な料金でレンタルするか尋ねられるという制裁を受ける。
イヤミカート実況
声 - 古川登志夫
1期18話登場。1期の振り返りPVではナレーションも担当していた。
合コンの神様
声 - 大塚芳忠
1期22話Aパートに登場。合コン相手の女の子から「かっこよくてノリがいい20代の男をあと1人連れてくること。無理なら合コン中止」と告げられ、誰を連れていくか迷い、途方に暮れたトド松が辿り着いた神社に降臨した、白髪のロックシンガーのような見た目の神様。トド松に「自分の心に素直になりなさい」と説く。
師範代 / シャオリン
声 - 柴田秀勝（師範代） / 釘宮理恵（シャオリン）
1期22話Bパートに登場。アカーツカの武人と、チャイナ娘風の娘。
イヤミはシャオリンのために修行を頑張るも、後に既婚で子持ちであることが発覚。
ダヨーン族 / 娘ダヨーン
声 - 飛田展男（ダヨーン族） / 遠藤綾（娘ダヨーン）
1期23話Bパートに登場。ダヨーンの体内にいるダヨーン族。いずれも「ダヨーン」としか喋らない。娘ダヨーンはチョロ松に惚れ結婚式を挙げるも、彼を外の世界へと返すために別れた。

### 第2期に登場
照英（しょうえい）
声 - 本人
俳優。3話Cパートに本人役で登場。トト子が参加している「爆食女王決定戦」の番組MC。涙脆いが筋肉自慢、鼻息で空を飛べる。また9 話では入眠しかけた一松の夢の中、25話では地獄にいたキャラクターたちの一人として登場。
ナナミ / タックン
声 - 大坪由佳（ナナミ） / 佐々木拓真（タックン）
5話に登場。二人は高校生でタックンは野球部員。真夏のグラウンド横でタックンが告白をしようとしたところを、それを嫉妬したセミたち（六つ子）が次々に鳴き声のボリュームを上げて邪魔をしたため、ナナミが告白を聞き取れず、タックンは振られてしまう。
ミワ / クミ
声 - 日笠陽子（ミワ） / 加藤英美里（クミ）
7話、25話に登場。トド松とおそ松の合コン相手。ウェーブの掛かった薄茶色の長髪がミワ、黒髪ショートヘアがクミ。二人共OLで実は彼氏持ち。最初は女性を絡ませた下ネタなど無神経な発言をくり出すおそ松を嫌悪していたが、酒が進むと意気投合する。しかし後日、街中で再会した時には、この前は自分たちが楽しむために参加しただけと、おそ松を軽くあしらった。25話では地獄に登場。
栄太郎（えいたろう）
声 - 小林由美子
12話、24話、25話に登場。十四松に憧れて弟子入りした小学生。十四松に影響されて妙なギャグまで覚えた末、彼の嘘（ニートは二塁手とショート の間を守る野手で自分は独立リーグの選手、チェリーボーイ は、さくらんぼ好きだから、等）も信じ込んだため、十四松は母親（声 - 松谷彼哉 ）に呼び出された。叱られると思った十四松だが、実際は親が転勤族で転校が多く、中々友達が作れずにいたため、心配した母親に相談された十四松と一緒に友達を作るためにギャグを開発した。最終的に友達もできて更に彼女もできたが十四松からは破門され、母親の方が十四松の信者になった。24話では同学年の友達と砂遊びをしており25話では母親と共に六つ子の葬式に向かっている描写があった。
マイコマツ
声 - 東地宏樹
13話、25話に登場。戦力外通告されたトド松に変わりスカウトされた、メジャーでも活躍した助っ人外国人末っ子。しかし日本食が口に合わない事や「神様からのお告げがあった」という理由でフロリダに帰国した。25話では地獄にて登場。
シャーザー
声 - 安原義人
16話、25話に登場。元宇宙海賊だったが、海賊として軍に追われる生活に飽き、博士（声 - 福田信昭）とその助手のアンドロイド（声 - 勝生真沙子）に依頼して姿も記憶もリセットし、別人として生きていく道を選んだ。その20年後、追っ手が地球まで来て、シャーザーの現在の姿と思われるダヨーンをデカパンの研究所で追い詰めるものの、ダヨーンが自分がシャーザーであることを否定したため、居合わせたデカパン、イヤミまでもが本物のシャーザーではないかと疑われる。その結果、3人がお互いを「こいつが本物のシャーザーだ！」と押し付け合うまでの一連の光景を研究所の窓の外から覗いていたハタ坊が、微かに笑いながら去っていくという暗示的な結末となった。
なお、シャーザーが現役時代のパートは、通常とは大きく異なり、元ネタの作画や演出（止め画など）を意識した作風になっている。
犬山キン子（いぬやま キンこ）
声 - 伊藤かな恵
16話、25話に登場。松野家の隣人である親戚の家に遊びにきた沖縄 出身の女の子。褐色肌にショートヘアの非常にボーイッシュな女性で、洗濯していた下着を松野家に多く飛ばしたことで六つ子達と親しくなる。ある日、六つ子達がトト子との約束をドタキャンして彼女とのデートを優先させたことで、トト子から一方的に妬まれた。実は、六つ子がキン子と遊びに行くのを優先したのは、親戚の家に来ていた彼女が翌日には沖縄に帰るため東京での最後の思い出作りという理由があり、最終的にはその真相を知ったトト子と和解して、笑顔で沖縄に帰って行った。25話では六つ子の葬式に参列している。
原型は原作『おそ松くん』の同名エピソード「となりのかわい子ちゃん」に登場する同名のキャラクターだが、名前以外のキャラクターデザインが大きく異なっている。また原作では父親と愛犬「ペス」が登場したが、本作では登場していない。
菊（きく）
声 - 諸星すみれ
18話、25話に登場。堕落した盗人のイヤミが出会った花売りをしている盲目の少女。戦争で両親を亡くしてからは一人で生活していたが、彼女の境遇を哀れんだイヤミと共に暮らすことになった。町医者（デカパン）の診断で来日中のアメリカの医者なら目を治すことができると知ったイヤミは昼夜問わず働いて治療費を工面し、その姿に感化された大金持ちのチビ太の計らいで残りの治療費も補うことができた。しかしチビ太と舎弟の六つ子たちが治療費を渡す際の芝居（イヤミに強盗されたことにして金を渡す）が原因で、イヤミは警官から強盗として追われることとなるが、最後は町の住民達の協力で無事に治療費を彼女に渡すことができた。最終的にイヤミは逮捕され、菊とはそれきり離れ離れに。菊はその後無事に治療を受けて目を治すことができ、十数年後、イヤミが出所した頃は大人になって、恩人であるイヤミの名前を冠した花屋（「イヤミ花店」）を営んでいる。
原型は原作『おそ松くん』の同名エピソード「イヤミはひとり風の中」（モチーフはチャールズ・チャップリン『街の灯』）に登場するキャラクター「お菊」だが、時代設定は江戸時代から戦後へと変更されており、ラストも、『おそ松くん』では菊が浮浪人となったイヤミを当人とは知らずに助ける流れだが、今作では、刑期を終え出所したイヤミが、花屋を営み幸せに暮らしている彼女を物陰から涙ながらに見守り、敢えて名乗ることも会うこともせず立ち去っていく流れとなっている。
木村出代音（きむら ダヨーン）
声 - 田中秀幸
23話に登場。ダヨーンに瓜二つの人物。35歳。赤塚大学教授で家庭を持ち、妻（声 - 冬馬由美）と子供2人（声 - 遠藤綾）がいる。出会ったダヨーンに「君という存在は私の中に存在する可能性の一つ」であると語る。理知的な人物だが、ダヨーンから「ドッペルゲンガー」ではないかと言われた際には激怒した。互いに意気投合して家族も紹介したが、数日後に電車内での盗撮未遂で逮捕された。25話では地獄に登場。
プロデューサー
23話、25話に登場。番組が嫌になり、突如首吊り自殺をしようとしたイヤミをおそ松やチビ太と共に止めようとしたが、シェーに変わる新たなギャグを提案しようとしたおそ松やチビ太に呆れ、あと2話で最終回だからと開き直り去って行った。25話では地獄に登場。

### 第3期に登場
新6つ子
声 - 花江夏樹（新おそ松）、石川界人（新カラ松）、島﨑信長（新チョロ松）、松岡禎丞（新一松）、内田雄馬（新十四松）、村瀬歩（新トド松）
1話、24話Aパートに登場。製作委員会が新たに用意した令和にふさわしい清廉潔白な6つ子。顔も身長もスタイルもバージョンアップして、爽やかな印象。更に後述のジェンダーバランス6つ子とグローバルバランス6つ子を合わせた18つ子となり、第3期を引っ張っていく事を宣言した。その様子を見たおそ松は困惑した。
その後、アニメ製作委員会によってウンコにまでキャラクター再生（失敗）されて、底辺まで落とされるも、「3期に登場しない」ことを条件に人間の姿に戻された旧6つ子が、新6つ子たちのお披露目の場で暴動を起こした際に、巨大な合体ウンコと化して街を破壊しまくる旧6つ子の攻撃を食らって弾き飛ばされてしまう。この時、気を失った新6つ子全員のポケットから謎の白い粉が入った袋がこぼれ落ちていたため、現行犯逮捕で全員降板となった。24話ではいつの間にか全員出所しており、旧6つ子に1話の仕返しをするべく様々な対決を繰り広げるが、最終的に長男同士が全裸になりつつも互いの健闘を認め合った。
ジェンダー松
声 - 日笠陽子
1話に登場。ジェンダーバランスに配慮して登場した姉妹の6つ子。
グローバル松
声 - 利根健太朗
1話に登場。グローバルバランスに配慮して登場した様々な人種・民族からなる6つ子。
コンビニ（Uocyu-Mart）関係者
3期において六つ子達が頻繁に利用するコンビニ。店員として以下の人物が登場している。
男女の店員
21話Aパートに登場。長居を注意されるかと恐れるチョロ松と一松の後ろを、プレッシャーをかけるかのように無言で通り過ぎていった。
男性店員
25話に登場。店の前で騒ぎ続ける六つ子に不満を抱いており、最後は表に出て来て注意した。
アニメ製作委員会
声 - 飛田展男
1話に登場。前から見ると5体のモノリスに見えるが、俯瞰すると裏面は色違いの蒲鉾のような形状。松野家の6つ子を令和の時代のコンプライアンスにそぐわないという理由から強制降板させ、「キャラクター再生工場」送りにする。
藤田陽一
声 - 鈴村健一
1話に登場。本作の監督として、番組を「下品」「暴力」「全裸」などで俗悪にしたことを理由に降板させられた6つ子に最終通告に現れるが、6つ子から「お前が作ってるんだろうが!」と突っ込まれた。
櫻井孝宏、中村悠一、神谷浩史、福山潤 、小野大輔
声 - 本人
1話に本人役で登場。トド松以外6つ子の声優陣である。アニメ製作委員会によって降板させられた6つ子の前に花束を持って登場し、労いの言葉と共に自分たちが声をあてている6つ子（トド松を除く）に対してそれぞれひとしきり絡んだ。
村上光司（むらかみ こうじ）
声 - 吉野裕行
1話、8話、14話、17話、19話、25話に登場。花束をトド松に渡そうとするが、トド松は自分だけ自分の担当声優（入野自由）ではないことに狼狽し、「誰!?自由（みゆ）はどこ!」などと突っ込んだ。聖澤庄之助とと共に3話アバンタイトルの「ぼんくらの時代」に出演した際も声優として扱われている。7話では、松造の会社（松松商事）の社長として登場。奇怪な行動を繰り返す松造に対してなぜか給料をあげたり、昇進命令をしていた。元々は『天才バカボン』に出演した無名のキャラクターが原型になっている。
配達員
声 - 高橋伸也
1話のラストと、2話Bパート冒頭に登場。2体のAIロボを松野家に届けた。
さとざき
声 - 無し
5話Aパートに登場。ドラッグストアの店員の女性。黒髪の美人で、優しげな接客応対から自分に気があると勘違いしたトド松とカラ松が一目惚れし、すったもんだの挙句、2人で同時に告白しに行くも玉砕した（断られた理由などは省略され、その後、2人が河原に腰掛け、憮然として佇む場面で、振られたことを暗示している）。
6つ子の同級生
声 - 無し
5話Bパートの回想で登場。学生時代の元同級生で6つ子が初めて呼ばれた結婚式の新郎。式からの帰り道、6つ子が自分たちも結婚を考えうる年齢であることを自覚する。
スケロク
声 - 立木文彦
12話と24話Bパートに登場。六つ子のサポートの任務を降板したオムスビの代わりに独立行政AI研究所から派遣されたスペシャルAI。大柄な体躯で、ストップウォッチのような丸い顔と4本の腕、金色のネクタイが特徴。おそ松が認めるほど声が渋くイケボであり、その声とスマートな気遣いには松代も瞬時に心奪われた。業界No.1のサポートAIを自認するだけあって、あらゆることへの完璧なサポートを提供できる有能さをもつ。姿を消したオムスビを心配して探しに行く六つ子を影から見守り、様々な手助けをして山奥の解体工場へと導く。その後六つ子たちとの再会をきっかけに「ニートAI」として覚醒したオムスビたちを見て「奇跡の自律型AIが誕生した」と喜んだ。翌朝、現場の後始末も完璧に済ませて、辺り構わず破壊の限りを尽くしたオムスビを完全に見限った六つ子と一緒に、六本木で「ずっこんばっこんパーティー」を開くと言って意気揚々とバスで帰っていった。14話ではオムスビが、スケロクの生写真を松代に渡す代わりに、松野家で充電をさせてもらうという密約を結んでいたことが判明した。24話ではA1グランプリで優勝したオムスビを影から見守っていた。
ボス
声 - 山野井仁
12話と24話Aパートに登場。独立行政AI研究所の所長でオムスビやスケロクたちサポートAIの生みの親。他のAIたちが業績を上げる中で、六つ子のサポート業務がうまくいかず、最低の評価値を付けられたオムスビたちを、六つ子の担当から外して解体現場の仕事に異動させた。その後、六つ子たちとの再会を引き金としたオムスビの「ニートAI」への覚醒には、スケロクと一緒に「自律型AI」の誕生と狂喜乱舞していたが、暴走したオムスビたちが乱射したミサイルの爆発でどこかに飛ばされてしまった。
クソ助 / ダメ丸 / カス男
声 - 吉田丈一郎（クソ助）、高橋伸也（ダメ丸）、近藤浩徳（カス男）
12話に登場。順に、AIのサポートで彼女ができた秋田県の男性、就職できた三重県の男性、結婚できた佐賀県の男性。なお、1期22話にもトド松の友人として同名の「クソ助」が登場していたが、姿が異なり別人。
ナンマイダー一味
16話Bパートと24話Aパートに登場。原型は原作『おそ松くん』に登場したエイリアン。六つ子を始め、世の中に影響力のある多数の地球人に変装して入れ替わり、さらに、サブリミナルな広告や特殊な電波などを使って密かに人類の洗脳も進め、地球侵略を企む。しかしふとした事からナンマイダーたちの存在に気付いたイヤミと松造の活躍により、侵略は失敗した。
ナンマイダー
声 - 近藤浩徳
エイリアンのボス。原作では『バカボン』の本官さんのような繋がり目だったが、本作では黒目になっている。
インベーダー達
ナンマイダーの手下のエイリアン達。無精ヒゲがゴンベーダー（声 - 利根健太朗）、カールヒゲがジンベーダー（声 - 遠藤綾）、ベロを出しているのがアッカンベーダー（声 - 吉田丈一郎）、おしゃぶりを咥えた赤ん坊のような容姿をしているのがバブバブダー（声 - 髙橋ミナミ）、鼻に絆創膏を貼っているのがシンジマッタダー（声 - 上田耀司）、目が3なのがカレンダー（声 - 飛田展男）、タレ目で鼻がないのがコレデオシマイダー（声 - 中村源太）。
芋人
声 - 利根健太朗、近藤浩徳、高橋伸也、橘潤二、川井田夏海
17話Bパートと24話Aパートに登場。カラ松が、芋煮に使う最高の食材の芋を探す旅先で出会った芋人間たち。最初はカラ松を警戒していたが徐々に打ち解け合い、やがてカラ松は「これを食べればお前も我々の仲間」と芋人の長老から授かった「究極の芋」を持ち帰ることに成功。それらの芋を芋煮の鍋の中に食材として加えるが、その結果、長老の言葉通り、芋煮を食べた全員が芋人間になってしまった。
ワン太
19話Cパートと20話Dパートと24話Aパートに登場。十四松と仲良しの野良犬。公園で楽しく遊んでいるうち、ふとした出来事から十四松と人格が入れ替わってしまう。それに気づいた一松が両者を元に戻そうとするが、十四松の体になったワン太が逃走してしまい、一松もワン太を結局見つけられず、諦めて犬の体になった十四松を連れて帰宅した。しかし、犬の十四松は割と違和感なく松野家に馴染み、失踪したワン太は十四松の体で全裸のまま、屋外で暮らすことになった。20話Dパートでは、病気のハタ坊に対する嫌がらせで、1個だけ残った柿の実を落とそうとする医師のイヤミに噛みつく犬として登場（19話Cパートとはストーリー上の繋がりはない）。
原型は「赤旗日曜版」（日本共産党）に、1971年1月から1972年12月まで連載した漫画『ハタ坊とワンペイ』に登場するワンペイという犬のキャラクター（赤塚不二夫公認サイト「これでいいのだ」参照）。今作では相手役がハタ坊から十四松に変更されており、十四松の言う事をよく聞くが、人語は話せないごく普通の犬になっている。
バッシー
声 - 近藤浩徳
21話Bパート、24話Bパートに登場。MCとしての実績を持ち、後輩のAIたちからも信頼されている人気者のAI。24話Bパートでは「A-1」グランプリ・ファイナリストの「バッシーズ」として、相方と共に出演している。
AI達
声 - 中務貴幸、山口智広（若手）、高橋伸也（チャラ）、中村源太（普通）、土屋神葉（同期）
21話Bパートに登場。お笑いAIライブの楽屋にいたAI達。オムスビを含め、全員「A-1グランプリ」の1次予選に通った事で、バッシ―と一緒に、喜びながら楽屋を後にした。
イヤチビ
声 - 鈴村健一、國立幸
21話Bパートと24話Bパートに登場。イヤミとチビ太に似た容貌を持つAIの2人組。イヤはイヤミと違い語尾に「ザンス」をつけない。オムスビたちの先輩で、「決して悪い人ではないけど、正直なところいろいろと面倒くさい人」と認識されている。オムスビを含め、楽屋にいた後輩のAIたちが全員「A-1グランプリ」の1次予選を突破する中、彼らだけが落選してしまい、ショックで2体とも自爆（自壊）してしまう。24話Bパートでは、懲りずに敗者復活戦に賭けようとしたが、オムスビから「1次予選を突破しなければいけない」という条件がある事を指摘され、再び自壊してしまった。その後は仕方なく、楽屋裏のモニターからオムスビを応援をする事になった。
立浪
声 - 野島裕史
23話Cパートと24話Aパートに登場。卒業式中の赤塚高校を眺めていたチョロ松が、アイデンティティーであったエロ本の事について共感してもらいたく編み出していた空想上の友人。通称「たっちゃん」。高校時代の友達であるチョロ松を「博士」と呼ぶ。学生時代は不良であったが、チョロ松と絡んでいるうちに更生していったという設定。
新F6
24話Aパートに登場。新6つ子のF6版であり、元のF6をやや可愛めにアップデートした容姿をしている。
入野自由・遠藤綾
声 - 本人
24話Bパートに本人役で登場。「A-1グランプリ」ファイナルの番組司会・進行を担当した。
内海、鞍馬
声 - 櫻井トオル、大隈健太
24話Bパートに登場。「A-1グランプリ」の前年度優勝コンビ「チェリーボーイ」のAI2人組。
アーシモ、ルンダ、ペッポー、アレキサ、モグレーダー、とんつかにゃん、バッシーズ
24話Bパートに登場。「A-1グランプリ」のオムスビ以外の7組のファイナリストAIたち。
キョジング、ザビ川家、ハニワ、ラクレロ、プロッコ、アマガサ、アワジシマ
24話Bパートに登場。「A-1グランプリ」ファイナルの審査員のAIたち。
教官
声 - 高橋伸也
25話に登場。トト子が通っている自動車教習所の教官。教習車で所内を破壊しまくるトト子に困惑していた。

### 第4期に登場
スイカ星人
声 - 氷上恭子、中原麻衣
2話に登場。スイカ星の宇宙人。原型は原作『おそ松くん』に登場したエイリアン。小柄な方は氷上、背の高い方は中原が演じている。冷水に弱い。暑い日が続くせいで故郷のスイカが増え続けたので、地球でイヤミがデカパンの畑から盗んだスイカに紛れ込ませそれを人々に食べさせた。食べた人間は特殊な電波で苦しめられやがて顔がスイカ柄のスイカ人間と化してしまうが、種を吐き出せば元に戻る。六つ子たちが正気に戻ったことで事情を話し、罪滅ぼしとして自らを食うようせがむも、彼らの作ったスイカの美味しさを知った六つ子は彼らと和解し、再びスイカを作り始めた。
赤塚りえ子
4話に登場。赤塚不二夫の娘で実在する人物がモデルだが、劇中では一言も台詞を発していないためキャスト表記には記載されていない。
神社の巫女として登場し、縁日の主催を務めている。また、この縁日が行われた8月2日は父・不二夫の命日でもある。

## トラブル

### 第1期第1話
2015年11月5日、『おそ松さん』の公式HP上で「製作委員会の判断」により第1期第1話をBD・DVD第1巻に収録しないことが発表された。また、各種動画サイトでの対応についても触れられており、2015年11月12日をもって第1期第1話は配信終了となった（ニコニコ動画内の「公式アニメ」では、当面1話のみの無料配信を継続する予定であることが発表されており、GYAO!においては2016年4月まで配信予定だった）。発表では理由は明らかにされていない。なお、2016年4月以降にネットされる地上波の局やキッズステーションなどのBSやCSで第1期が放送される場合は第1話は放送されず、第2話から放送開始となる。
第1期第1話未収録の代わりに、BD・DVD第一松（第1巻）には代わりに未放送回“ 「松汁」「童貞なヒーロー」 ”を収録、ソフトメディアの各巻には新作ショート映像が収録された。

### 第1期第3話
「こぼれ話集」では9本のショートアニメが放送されたが10月20日に地上波およびAT-Xで放送されたのち、10月25日のBSジャパンでは『それいけ!アンパンマン』のパロディ部分などが修正されて放送された。これについてテレビ東京の髙橋雄一社長は「オリジナルに失礼な行為だった」と説明した。
第1期第1話同様、「製作委員会の判断」によりBD・DVD第一松ではアンパンマンのパロディは未収録となった。アンパンマンのパロディの代わりに「リアル松」が収録された。各種サイトでの配信も2015年11月24日でアンパンマンのパロディはカットされた（なお、2016年4月以降にネットされる地上波の局やキッズステーションなどのBSやCSも同様で、当該の話とリアル松を除いた内容で放送される）。

## 反響

### ファン層形成
第1期第1話はパロディネタと下ネタ満載だったが、放送されると六つ子に「萌える」女性が続出し、Twitterやpixivには本作のイラストが多数投稿された。
おそ松さんの放送期間中にあたる2015年11月末からアニメイト池袋本店で行われた企画展「おそ松さんミュージアム」は、開店前から2000人ほどの行列ができるほどの大盛況をおさめた。その際、スポーツニッポンは女性鉄道ファンを「鉄子」と呼ぶことになぞらえ、本作の女性ファンを「松子」と呼び始めたが、この呼称には女性ファンから批判が殺到した。その一方、六つ子たちのファンを意味する「おそ松girl」「カラ松girl」など、「〜松girl」と自称する女性ファンが増えていると、まんたんウェブは報じている。
アニメージュの編集長である川井久恵はこの状況について、2015年秋から2016年冬にかけてのアニメ業界全体への盛り上がりにつながっているわけではなく一人勝ちに近い状態だとしており、一部の編集者からはアベノミクスをもじって“マツノミクス”と呼ばれていた。
本作を特集した雑誌類が軒並み売り切れが続出し、代わりに電子書籍版を購入するファンも多数見られる。また、アニメ関係のフリーライターの渡辺由美子は主要キャラクターの声優に人気男性声優を起用したことも女性ファンの心をくすぐった大きな要因であると評している。
テレビ東京アニメ制作部の土方真は、東京新聞のインタビューの中で「当初から「いける」という見通しは全くなかった。ターゲットが明確な作品が多い中、人気声優が採用されていたものの誰をターゲットにしたのかわからない印象があった」と述べ、このような予想外の反響は喜ばしいものだとしている。また、インタビューに同席していたアニメ事業部の広部琢も「ターゲットが不明確なのはビジネスとしてはかけかもしれないが、キービジュアルがポップな雰囲気であるため印象に残るだろうし、間口の広い作品だったがために広い支持を得られたのではないか」とみている。

### 評価
漫画家の倉田真由美は本作の人気について、「モテる男性像が変わってきている。身近にいそうな『おそ松さん』は、今の若い子にとってダメダメなんだけれども元気をもらえる存在になっている」と分析している。
月刊アニメ雑誌「アニメディア」の馬渕悠編集長は、女性のアニメ視聴者がイケメンの登場するアニメに疲れたことが一因ではないかと推測しており、馬渕編集長のコメントを掲載したまんたんウェブもシンプルな作画のギャグアニメであるがゆえにイケメンが登場するアニメよりも作画崩壊が起きにくい分、ファンも安心して見られるのではないかと評している。
音楽評論家の石黒隆之は本作のサウンドトラックについて、「『おそ松さん』のアニメも漫画も見ていないが、何でもありの音楽の大図鑑ともいえるほどの内容で、最初から最後まで楽しませてもらった。」と評し、「2枚目の26番目に収録されている「実松さん」とその次の「十四松と概念」を聴き比べて、同一のメロディを基にしていても、調やリズムパターン・楽器構成等が異なると全く別の曲のように聞こえるということを改めて知った」とも述べている。

### 第1期第13話
第1期2クール目の開幕となる第13話の各パートは、いずれも実験的な内容から視聴者の間でさまざまな反響を呼んだ。
Aパート「連続テレビドラマ 実松さん 第三話」は、これまでとは異なるリアルな作風やショッキングな結末が視聴者の間で話題となり、声優情報ウェブサイト・ボイ☆スタは第13話のレビューの中で、このパートを制作陣からの挑戦状とみたと述べている。また、ボイ☆スタはこのパートのメインキャラクターだった実松がアダルトゲーム『遺作』のキャラクターに似ていることを指摘し、同作の原画を務めた横田守が第13話に関連するイラストを投稿したことを報じている。
Bパート「じょし松さん」は、6つ子を女体化したキャラクターたちが居酒屋で話し合う内容でありながら、6つ子を演じた男性声優たちが彼女たちを演じたことも話題となり、ボイ☆スタは「まさに公式が最大手」と評した。また、アニメイトTVは女性の視聴者から「女の嫌なところがすべて出てきた」、「私もこのように気持ちを吐き出したい」といったキャラクターへの共感が多数寄せられ、再登場を望む声も上がったことを報じた。
Cパート「事故?」は、チョロ松の一人遊びをおそ松がからかったことに端を発した6つ子たちの大喧嘩を描いた内容であり、ボイ☆スタは生々しいテーマだったと評した。一方、アニメイトTVは視聴者から「翌朝に元の関係に戻っているのが良かった」「6つ子たちの日常が見られた」「今まで描かれなかった側面が描かれたことでさらにキャラクターに興味を抱けた」といった好意的な反応が寄せられたことを報じた。また、この回は番組名こそ書かれてはいないが、行為を兄弟に見られてからかわれるというネタだったことから、BPOに苦情が入った。そして、一部の視聴者がNHKのニュース番組『NEWS WEB』のミニコーナーの一つでTwitter上の流行ワードを取り上げる「つぶやきビッグデータ」に「シコ松」を乗せようとする動きもあったが、実際の放送では「松さん」が表示された。

### 第1期最終回放送前後の反応
第1期最終回である2016年3月28日の放送1か月前からネット上では番組終了を惜しむ声が上がり、「松ロス」「松鬱」という言葉がネット上に現れるほどだった。
2016年3月29日1時35分 - 2時5分（28日深夜）放送の最終回では、自己最高となる平均視聴率3.0%（ビデオリサーチ調べ、関東地区・世帯、以下略）を獲得し、占拠率も21.8%を獲得した。

### 他作品への影響
2015年12月10日には、同時期放送の『ヤング ブラック・ジャック』第11話のエンドカードで漫画家の田中圭一による本作風のパロディイラストが公開され、ヤングチャンピオン編集部が公式Twitterで謝罪した（詳細はヤング ブラック・ジャック (漫画)#テレビアニメを参照）。

### 売上・指標
『おそ松さん』のBD第1巻は発売1週目で3.6万枚の売上を記録し、日本のオリコン週間BDランキングのアニメ部門で1位を獲得した。また、同日に発売したDVDについても4.3万枚を売り上げて週間DVDランキングのアニメ部門で1位を獲得し、アニメ部門での同時首位を達成した。
続く第2巻も第1巻と同様に、BD・DVD双方で週間ランキングの1位を獲得した。
また、『おそ松さん』の大判ポスターを付録とした月刊アニメ雑誌「PASH!」の2016年1月号は大きな反響を呼び、発売の5日後には発行部数の6万部を完売したため緊急重版が実施された。その後、「PASH!」の2016年2月号においては発売前から重版が決定するなど異例の事態となっている。また、本作を表紙として特集を行った「アニメージュ」の2016年2月号においても売り切れ店舗が続出し、テレビアニメ『機動戦士ガンダム』の「マチルダ・アジャン」が表紙を飾った1980年3月号以来、約36年ぶりに重版が行われた。ピンナップやクリアファイルを付録にした「アニメディア」「オトメディア」の2016年2月号も同様の経緯から重版されることとなった。
『おそ松さん』の人気により、原作『おそ松くん』にも若い層が興味を持つという現象も発生しており、eBookJapanでの電子書籍版の売上は前年（2014年1月 - 12月）対比で80倍にものぼった。これを受け、「eBookJapan」の運営元であるイーブックイニシアティブジャパンは、原作全34巻セット半額かつ1巻無料キャンペーンを2016年1月14日まで延長した。また、チバテレは本作の大ヒットにあやかり、第2作の再放送を2015年11月27日から開始することを発表した。
『おそ松さん』はニュースサイト「アニメ！アニメ！」が行ったアンケートにおいて、2015年素晴らしかったアニメ総合4位を獲得した。
『おそ松さん〜The Game〜（仮）』の予約を2016年5月13日にAmazon.co.jpにて開始した所、2016年5月14日正午時点でAmazon.co.jpのゲームの人気度ランキングの1位から14位までを独占するという事象を記録した。
2016年5月7日に発売された『おそ松さん Original Sound Track Album』は発売初週に約1万4000枚を売り上げ、オリコンチャートで初登場5位を記録した。

### 受賞歴
アニメージュ第38回アニメグランプリ
- 作品部門グランプリ - おそ松さん
- 男性キャラクター部門グランプリ - カラ松
- アニメソング部門グランプリ - 「はなまるぴっぴはよいこだけ」

第33回新語・流行語大賞
- ノミネート - おそ松さん

## 主題歌

### オープニングテーマ
「はなまるぴっぴはよいこだけ」
A応Pによる第1期第1クールOP。作詞はあさき、作曲・編曲は96。
作曲の黒沢ダイスケは、「『やっこちゃん』＝奴さん＝犯人」という風に、全ての歌詞に意味があると作詞のあさきから指導を受けた」と話している。不思議な歌詞と昭和時代を思わせる作風を特徴としており、アキバ総研のアニメポータル「あにぽた」が主催する「2015秋アニメOPテーマ人気投票」で2位を獲得したほか、オリコンシングルチャートでは最高15位を記録した。
「全力バタンキュー」
A応Pによる第1期第2クールOP。作詞・作曲は池波晏寿、編曲は池波晏寿と有木竜郎。
伴奏に和楽器が使用されており、プロモーションビデオも城を舞台としたり忍者を登場させるなど和風を意識した演出がとられている。
シングルは発売初週に2.5万枚を売り上げ、オリコン週間シングルランキング（2016年2月22日付）ではグループ初の初登場2位を果たした。
アニメ本編の第18話Bパートでデカパンとダヨーンが二人揃ってレース中にこの曲を口ずさむシーンがある。
「君氏危うくも近うよれ」
A応Pによる第2期第1クールOP。作詞はあさき、作曲はまふまふ、編曲は三矢禅晃とまふまふ。
第3話以降は映像が修正された物を使用。第13話では一部のシーンでトド松がカットされた特別仕様のOPになっている。
「まぼろしウインク」
A応Pによる第2期第2クールOP。作詞は鈴木おさむ、作曲はトキメーカーズと村井大、編曲はキタニタツヤ。
第17話以降は映像が修正された物を使用。第18話では曲が大幅に短縮され、映像は「君氏危うくも近うよれ」のものになった特別仕様のOPになっている。
「nice to NEET you!」
A応Pによる第3期第1クールOP。作詞・作曲は村井大、編曲は倉内達矢。
第3話以降は映像が修正された物を使用。第13話ではwith you versionを使用した特別仕様のOPになっている。
「6つ子の魂ナユタまで」
A応Pによる第3期第2クールOP。作詞はしらゆき美優、作曲はアッシュ井上、編曲は渡辺拓也。
「おそ松さんのボンバシェー！」
DA PUMPによる第4期OP。 作詞はm.c.A・T、作曲はTarcsi Zoltán Jolly、編曲はHa-ne。
ハンガリーの歌手JOLLYによる楽曲「Bombashéj」を原曲としている。映像はCGで描かれた六つ子がダンスを踊る。

### エンディングテーマ
エンディングテーマ（ED）では松野家6兄弟が合いの手で参加している。第1期および第3期EDの作詞・作曲・編曲はTECHNOBOYS PULCRAFT GREEN-FUNDが担当。アニメーションは「イヤミ音頭」を除き一貫してアニメスタジオ「dwarf」が担当。
「SIX SAME FACES 〜今夜は最高!!!!!!〜」
イヤミ feat.おそ松×カラ松×チョロ松×一松×十四松×トド松による第1期第1クールED。
イヤミがメインボーカルで六つ子がセリフや合いの手を入れるという構成をとっており、1話毎に六つ子のパートが変更される。各キャラクターごとにtype Aとtype Bの2種が存在しており、typeごとに台詞と歌詞が異なる。おでんとねりからしを使ったコマ撮りアニメになっている。
「SIX SHAME FACES 〜今夜も最高!!!!!!〜」
トト子 feat.おそ松×カラ松×チョロ松×一松×十四松×トド松による第1期第2クールED。
衣類や帽子などの小物とチョーク絵を組み合わせたコマ撮りアニメである。トト子がメインボーカルとなっている。『type M』では六つ子が全力で求愛し、トト子が全力でそれを嫌がるという内容の歌詞になっている。『type F』ではイケメン声のF6口調となりトト子の受け答えも変化している。
「SIX SAME FACES 〜今夜も最高!!!!!!!!!!!!!!〜 -type FINAL-」
イヤミ&トト子 feat.おそ松さんオールスターズによる第1期最終回ED。
イヤミとトト子をメインに六つ子、チビ太、デカパン、ダヨーン、ハタ坊、お父さん、お母さんが合いの手を入れるというものになっている。ベースは第1EDのもので、映像は第1EDと第2EDを再撮して合わせたものとなっている。
「SIX SAME FACES 〜お馬で必勝!!!!!!〜」
イヤミ feat.おそ松×カラ松×チョロ松×一松×十四松×トド松によるテレビスペシャル『おそ松さん おうまでこばなし』限定ED。ベースは第1ED。
「SIX SAME BIRTHDAY2017 〜誕生日は最高¡¡¡¡¡¡〜」
第2期放送記念としてPV配信。
「レッツゴー!ムッツゴー! 〜6色の虹〜」
ROOTS66 Party with 松野家6兄弟による第2期第1クールED。作詞は大槻ケンヂ、増子直純、谷中敦、作曲・編曲は田島貴男、奥野真哉、トータス松本。
「早松66」バージョンと「遅松66」バージョンに分かれており、「早松66」バージョンでは宮田和弥、大槻ケンヂ、中川敬、増子直純、田島貴男、斉藤和義、渡辺美里が、「遅松66」バージョンではスガシカオ、ABEDON、伊藤ふみお、吉井和哉、八熊慎一、トータス松本、斉藤由貴がそれぞれ歌唱を担当。メンバーは全員、1966年生まれで、「早松」「遅松」は誕生日順で分かれている。
「イヤミ音頭」
イヤミによる第2期第5話ED。作詞は松原秀、作曲・編曲は橋本由香利。
「大人÷6×子供×6」
The おそ松さんズ with 松野家6兄弟による第2期第2クールED。作詞は鈴木慶一、作曲・プロデュースは高橋幸宏、編曲は高橋幸宏とThe おそ松さんズ。
- The おそ松さんズは高橋プロデュースによるスペシャルユニットで、本曲が初の書き下ろしオリジナル楽曲。ボーカルは高橋幸宏、鈴木慶一、大貫妙子、矢野顕子、奥田民生、柴咲コウ、重住ひろこ（SMOOTH ACE）。バンドメンバーは小原礼、佐橋佳幸、Dr.kyOn、鈴木茂、ゴンドウトモヒコ。

六つ子がセリフや合いの手を入れるという構成をとっており、1話毎に六つ子のパートが変更される。各キャラクターごとに1番と2番の2種が存在しており、台詞と歌詞が異なる。なお、トド松の2番のみエンディングでは未使用となっている。とある美術室を背景に六つ子の彫刻が置かれており、最後は爆発するというもの。
「Max Charm Faces 〜彼女は最高♡♡!!!!!!〜」
Shuta Sueyoshi with Totoko♡Nya & 松野家6兄弟による第3期1クールED。
魚類の画像のコラージュと黒猫の人形によるコマ撮りアニメである。
「Amazing Intelligence 〜クズは最高!!!!!!!!!!!!!♡♡△△〜」
オムスビ with おそ松さんオールスターズによる第3期2クールED。コント脚本は松原秀。
本編で「ニートAI」となったオムスビの視点からの歌詞に、六つ子やその他の登場キャラクターたちがセリフや合いの手を入れる構成。typeAではAIロボとしてのオムスビ、typeBではニートAIとしてのオムスビが担当する。第1期第1クールのED以来の、おでんとねりからしを使ったコマ撮りアニメだが、映像には六つ子以外のキャラは登場していない。
「バディ」
ひとみ from あたらよ＆松野家6兄弟による第4期ED。作詞・作曲・編曲は亀田誠治。
第4期OP同様、キャラクターがCGで描かれている。トト子がメインとなっているものの、アニメ本編で彼女を演じた遠藤ではなくあたらよのひとみが歌唱している。

### 挿入歌
スタッフロールに表記された楽曲のみ記載。一貫して作曲・編曲は橋本由香利。
「ちゃんとした合体のテーマ」
佐伯ユウスケによる第2期第1話・第20話挿入歌。作詞は橋本由香利。
「イルカになった青年」
佐伯ユウスケによる第2期第8話挿入歌。作詞は松原秀。
「マジック天使マジヘライッチー」
五條真由美による第3期第3話挿入歌。作詞は橋本由香利。
「Great Victory ～大いなる勝利～」
AIJによる第3期第8話挿入歌。作詩はAIJ。

## 各話リスト

### 第1期
公式サイトの「ストーリー」で紹介されているエピソードは太字で表記。第3話・第11話・第13話・第14話・第16話・第17話・第19話・第20話は公式サイトの「ストーリー」で画像が掲載されたものを太字で表記。
放送日はテレビ東京のものを基準とする。
| 話数    | 放送日         | サブタイトル | 脚本                       | 絵コンテ                     | 演出                  | 作画監督                                                                        | 美術設定                | 美術                | EDパート        |
| ------- | -------------- | --- | -------------------------- | ---------------------------- | --------------------- | ------------------------------------------------------------------------------- | ----------------------- | ------------------- | --------------- |
| 第1話   | 2015年 10月6日 | 復活！おそ松くん | 松原秀                     | 山本航 本多康之              | 安藤貴史              | 沼田くみ子 浅野直之                                                             | 秋山健太郎              | 嶋田昭夫            | おそ松 type A   |
| 第2話   | 10月13日       | デリバリーコント 本当は怖いイソップ物語就職しようおそ松の憂鬱 | 松原秀                     | 浜名孝行 田頭しのぶ          | 田中智也              | 鈴木かんち                                                                      | しらいしろう 秋山健太郎 | 嶋田昭夫            | チョロ松 type A |
| 第3話   | 10月20日       | こぼれ話集 - 宇宙 - OAW（地上波、AT-X） OSO（その他の放送、BD・DVD） - キラキラネーム - ほれいけ!DEKAPAN-MAN（地上波、AT-X） DEKAPAN-MAN（BS）（#1-3） - パチンコ警察 - 寝かせてください - 密漁 - 10月31日 - 銭湯クイズ - リアル松（BD・DVD）     | 松原秀                     | 小高義規                     | 小高義規              | 松井啓一郎 刃間田雅俊                                                           | 佐藤正浩                | 坂東宏美            | 十四松 type A   |
| 第3.5話 | 未放映         | 松汁童貞なヒーロー | 横手美智子 岡田幸生        | 許平康 又野弘道              | 島崎奈々子 又野弘道   | 山崎展義 沼田くみ子 HAN SEUNGAH 小山知洋                                        | 佐藤正浩                | 坂東宏美 田村せいき | おそ松 type A   |
| 第4話   | 10月27日       | シェーの練習自立しようトト子なのだデリバリーコント 本当は悲しい赤ずきんちゃん | 松原秀                     | 田頭しのぶ                   | 川奈可奈              | 櫻井拓郎 小倉典子                                                               | 田村せいき              | 丸山康司            | チョロ松 type B |
| 第5話   | 11月3日        | カラ松事変エスパーニャンコ | 松原秀                     | サトウ光敏                   | サトウ光敏            | 富田美文 山本佐和子                                                             | 田村せいき              | 北井真理江          | カラ松 type A   |
| 第6話   | 11月10日       | おたんじょうび会ダジョーイヤミの大発見 | 横手美智子 岡田幸生        | 又野弘道 高柳哲司            | 又野弘道 島崎奈々子   | 山崎展義 沼田くみ子 HUN SEUNGAH 小山知洋                                        | 佐藤正浩                | 坂東宏美            | 一松 type B     |
| 第7話   | 11月17日       | トド松と5人の悪魔4個北へダヨーン相談室（#1） | 松原秀                     | 藤田陽一 長屋誠志郎          | 関谷真実子 長屋誠志郎 | 藤澤研一 安彦英二 小和田良博                                                    | 田村せいき              | 丸山康司            | トド松 type A   |
| 第8話   | 11月24日       | なごみのおそ松トト子の夢六つ子に生まれたよ | 松原秀                     | 藤田陽一 田頭しのぶ 神谷純   | 小高義規              | 富田美文 松竹徳幸 松井啓一郎                                                    | 佐藤正浩                | 坂東宏美            | カラ松 type B   |
| 第9話   | 12月1日        | デリバリーコント 本当は気まずい鶴の恩返しチビ太とおでん恋する十四松 | 松原秀                     | 関谷真実子 神谷純            | 関谷真実子 大野和寿   | 窪敏 鈴木恵 塚本歩 沼田くみ子 松井啓一郎                                        | 田村せいき              | 北井真理江          | 十四松 type B   |
| 第10話  | 12月8日        | イタいって何だ?イヤミチビ太のレンタル彼女ミスビューティコンテスト | 岡田幸生 松原秀            | 藤田陽一 ひいろゆきな        | ひいろゆきな          | 安彦英二 小和田良博                                                             | 佐藤正浩                | 坂東宏美            | トド松 type B   |
| 第11話  | 12月15日       | クリスマスおそ松さん - 松野家のクリスマス - ブラックサンタ - 逆ナン - THE PERFECT CHRISTMAS - プレゼント交換 - マッチ売りのイヤミ - おじさんの友情 - 十四松とサンタ - クリスマス飲み - 土下座 ダヨーン相談室（#2）                                | 松原秀                     | 藤田陽一 関谷真実子 神谷純   | 井之川慎太郎          | 窪敏 鈴木恵 神戸環 山本航 福世真奈美 HAN SEUNGAH                                | 佐藤正浩                | 坂東宏美            | 一松 type A     |
| 第12話  | 12月22日       | 年末スペシャルさん | -                          | -                            | -                     | -                                                                               | -                       | -                   | おそ松 type B   |
| 第13話  | 2016年 1月5日  | 連続テレビドラマ 実松さん 第三話じょし松さん（#1）事故? | 横手美智子 松原秀          | 関谷真実子 神谷純 高柳哲司   | 奥野浩行              | 沼田くみ子 鈴木かんち 松井啓一郎                                                | 佐藤正浩                | 坂東宏美            | おそ松 type M   |
| 第14話  | 1月12日        | 風邪ひいたトド松のラインチョロ松先生 | 松原秀 岡田幸生            | 藤田陽一 島崎奈々子 神谷純   | 島崎奈々子            | 和田佳純 藤澤研一 佐藤綾子 小和田良博                                           | 田村せいき              | 丸山康司            | トド松 type M   |
| 第15話  | 1月19日        | 面接じょし松さん（#2）チビ太の花のいのち | 横手美智子 松原秀          | 長屋誠志郎                   | 長屋誠志郎            | 和田佳純 中谷亜沙美 谷口宏美 小幡公春                                           | 佐藤正浩                | 田村せいき          | カラ松 type M   |
| 第16話  | 1月26日        | 猫カフェ松野松楠一松事変 | 横手美智子 松原秀          | 五十嵐達也 島崎奈々子        | 冨永恒雄              | 武内啓 窪敏 桜井木の実 塚本歩 青野厚司 鈴木恵 佐藤綾子                          | 佐藤正浩                | 坂東宏美            | 一松 type M     |
| 第17話  | 2月2日         | 十四松まつり - 十四松と爆弾 - 十四松と夜食 - 十四松とコミケ - 十四松と移動 - 十四松とヒミツ - 十四松と概念 - 十四松と手術 - 十四松と研究 - 十四松パン - 十四松と薬 - 十四松 - 十四松まつりED                                                      | 横手美智子 岡田幸生        | 山口ひかる                   | 山口ひかる            | 谷田部透湖 松井啓一郎 高木麻穂 小和田良博                                       | 田村せいき              | 北井真理江          | 十四松 type M   |
| 第18話  | 2月9日         | じょし松さん（#3）逆襲のイヤミ | 横手美智子 松原秀          | 高柳哲司                     | 関谷真実子 藤澤研一   | 安彦英二 藤澤研一 鈴木かんち                                                    | 佐藤正浩                | 坂東宏美            | チョロ松 type M |
| 第19話  | 2月16日        | 聖澤庄之助さん時代劇おそ松さん - 岡っぴきのチビ太 - グラサン風来坊 - ビビリ代官トド松 - 松尾バショ〜ン - 忍者シコ松 - デカパン裁き - 円盤屋敷 - 十四松太子 じょし松さん（#4）チョロ松ライジング                                                   | 横手美智子 松原秀          | 田頭しのぶ 神谷純 島崎奈々子 | 冨永恒雄 小野歩       | 武内啓 和田佳純 小野陽子                                                        | 田村せいき              | 一色美緒            | チョロ松 type F |
| 第20話  | 2月23日        | 教えてハタ坊スクール松イヤミの学校 | 横手美智子 岡田幸生 松原秀 | 山口ひかる                   | 田中智也              | 山崎展義 小和田良博                                                             | 田村せいき              | 丸山康司            | カラ松 type F   |
| 第21話  | 3月1日         | 麻雀神松 | 横手美智子 松原秀          | 古田丈司 綿田慎也            | 冨永恒雄              | 武内啓 青野厚司 鈴木恵 塚本歩 松井啓一郎 小野陽子                               | 佐藤正浩                | 坂東宏美            | 一松 type F     |
| 第22話  | 3月8日         | 希望の星、トド松ファイナルシェー | 岡田幸生 松原秀            | 橋本三郎 赤松康裕            | 赤松康裕 萩原露光     | 高橋直樹 HAN SEUNGAH 松井啓一郎 小野陽子                                        | 田村せいき              | 北井真理江          | トド松 type F   |
| 第23話  | 3月15日        | 灯油ダヨーン族 | 松原秀                     | 金森陽子 高柳哲司            | 金森陽子 関谷真実子   | 沼田くみ子 浅野直之 實藤晴香 元廣和恵 小和田良博                                | 田村せいき              | 一色美緒            | 十四松 type F   |
| 第24話  | 3月22日        | トト子大あわて手紙 | 岡田幸生 松原秀            | 古田丈司 神谷純              | 島崎奈々子            | 和田佳純 安彦英二 小野陽子                                                      | 佐藤正浩                | 坂東宏美            | おそ松 type F   |
| 第25話  | 3月29日        | おそまつさんでした | 松原秀                     | 長屋誠志郎 田頭しのぶ        | 田中智也 小高義規     | 和田佳純 安彦英二 松井啓一郎 沼田くみ子 佐藤綾子 鈴木かんち 浅野直之 小和田良博 | 田村せいき              | 丸山康司            | type FINAL      |
| 特番    | 12月12日       | おうまでこばなし - 競馬ザンス - 予想 - はじめての競馬 - 競馬場での正しいマナー - 競馬の歌（#1・2） - チェック - GRAND PRIX G1 有馬記念 第○×回グランプリ 芝2500m - 走らないヨ〜ン - 馬主 - GRAND PRIX OSO1 赤塚杯 第138回グランプリ 超絶大大大障害 | 松原秀                     | 山口ひかる                   | 山口ひかる            | 藤澤研一 和田佳純 鈴木かんち 浅野直之                                           | 田村せいき              | 坂東宏美            | お馬で必勝      |

### 第2期
第2期以降は全てのエピソードの脚本を松原秀が担当。エピソードの内容も公式サイトの「ストーリー」で全て紹介されているため、複数のエピソードがあるものは前話予告で紹介されたエピソードを太字で表記。例外的に、小編が複数ある第5話・第13話・第20話・第3期7話・第15話は公式サイトの「ストーリー」で画像が掲載されたものを太字で表記。
| 話数   | 放送日         | サブタイトル | 絵コンテ                     | 演出              | 作画監督                                            | EDパート  |
| ------ | -------------- | --- | ---------------------------- | ----------------- | --------------------------------------------------- | --------- |
| 第1話  | 2017年 10月3日 | ふっかつ おそ松さん | 田頭しのぶ                   | 山口ひかる        | 浅野直之                                            | 早松      |
| 第1話  | 2017年 10月3日 | ふっかつ おそ松さん | 浅野元                       |                   |                                                     | 早松      |
| 第2話  | 10月10日       | 祝・就職!!超洗剤 | 古田丈司                     | 小高義規          | 沼田くみ子                                          | 遅松      |
| 第3話  | 10月17日       | げんし松さん（#1）チョロ松と一松トト子の挑戦 | 戸部敦夫                     | 前屋俊広          | 佐賀野桜子 服部益美                                 | 早松      |
| 第4話  | 10月24日       | げんし松さん（#2）松造と松代 | 神谷純                       | 関谷真実子        | 渡邊葉瑠                                            | 遅松      |
| 第5話  | 10月31日       | 夏のおそ松さん - セミ - 十四松体操 - じょーず - 暑いざんす - 流刑（#1-3） - 花火 - サマー仮面 - 夏のトト子 - 今年こそは                            | 長屋誠志郎                   | 井之川慎太郎      | 柳瀬譲二 神戸環 小倉典子                            | -         |
| 第6話  | 11月7日        | イヤミがやって来たともだちがほしいじょー | 高柳哲司                     | いわもとやすお    | 二上由佳子 森田実                                   | 早松      |
| 第7話  | 11月14日       | げんし松さん（#3）三国志さんおそ松とトド松 | 安藤尚也                     | 安藤尚也          | 松井啓一郎                                          | 遅松      |
| 第8話  | 11月21日       | 合成だよん十四松とイルカトト子とにゃー（#1） | 田頭しのぶ                   | 飛田剛            | 阿部安佳里 佐藤愛架 石堂伸晴 小幡公春               | 早松      |
| 第9話  | 11月28日       | キャンペーン発動!ゲームセンターイヤミトト子とにゃー（#2）                                                                                          | 山口ひかる                   | 山口ひかる        | 小澤早依子                                          | 遅松      |
| 第10話 | 12月5日        | カラ松とブラザー新入社員トト子アフレコ松さん | 小高義規                     | 小高義規          | 朴旲烈                                              | 早松      |
| 第11話 | 12月12日       | 復讐のチビ太 | 高柳哲司                     | 前屋俊広          | 神戸環 野上慎也 小泉孝司 小林ゆかり                 | 遅松      |
| 第12話 | 12月19日       | トト子とにゃー（#3）栄太郎親子返すだストト子とにゃー（#4）                                                                                         | 堂山卓見 高柳哲司            | 堂山卓見          | 河野真貴 HAN SEUNGAH                                | 早松      |
| 第13話 | 12月26日       | 年末 - よいお年を - 年末ジャンボ - ニューイヤーフェス - 餅つき - 雪遊び（#1・2） - かさじぞう - 年賀状 戦力外通告2017 -クビを宣告された末っ子-     | 吉村愛                       | 吉村愛            | 渡邊葉瑠                                            | 遅松      |
| 第14話 | 2018年 1月9日  | 連続テレビドラマ 実松さん 第九話UMA探検隊（#1）チョロ松事変                                                                                        | 戸部敦夫 関谷真実子          | 関谷真実子        | 和田佳純 沼田くみ子                                 | おそ松1   |
| 第15話 | 1月16日        | UMA探検隊（#2）びんカラ松タクシートッティクイズ | 金森陽子                     | 井之川慎太郎      | 藤田正幸 柳瀬穣二 神戸環                            | カラ松1   |
| 第16話 | 1月23日        | 宇宙海賊グルメ回となりのかわい子ちゃん | 高柳哲司                     | 川奈可奈          | 森田実 能地清 石井珠樹 河野真貴 高柳久美子 小川一郎 | チョロ松1 |
| 第17話 | 1月30日        | UMA探検隊（#3）戒め!旅館デリバリーコント 本当は賢いヘンゼルとグレーテル                                                                            | 藤田陽一 山口ひかる          | 山口ひかる        | 小澤早依子                                          | 一松1     |
| 第18話 | 2月6日         | イヤミはひとり風の中 | 小高義規                     | 小高義規          | 渡邉葉瑠                                            | -         |
| 第19話 | 2月13日        | デカパン大統領ふくわ術バレンタインデーデリバリーコント 本当は話が進まない白雪姫                                                                    | 藤田陽一 堂山卓見 高柳哲司   | 堂山卓見          | 和田佳純 鈴木かんち 朴旲烈                          | 十四松1   |
| 第20話 | 2月20日        | こぼれ話集2 - 松まん - 確定申告 - カラピノ - 財布 - 花粉 - 迷路 - あらいぐま十四松 - トド松逝く - 社会科見学 - 出動! チャントシター!! - スケルトン | 前屋俊広 山口ひかる          | 前屋俊広          | 竹内アキラ Lee jong kyong 小林ゆかり                | トド松1   |
| 第21話 | 2月27日        | 深夜の日松屋（#1）BANANAニート矯正施設 | 関谷真実子 堂山卓見 小高義規 | 関谷真実子        | 河野真貴 高柳久美子 小澤早依子                      | 十四松2   |
| 第22話 | 3月6日         | 海外旅行 | 長屋誠志郎                   | 赤松康裕          | 沼田くみ子 森田実                                   | 一松2     |
| 第23話 | 3月13日        | 深夜の日松屋（#2）ダヨーンとダヨーン悩むイヤミさん深夜の日松屋（#3）                                                                               | 高柳哲司                     | 井之川慎太郎      | 藤田正幸 神戸環 柳瀬譲二 飯飼一幸                   | チョロ松2 |
| 第24話 | 3月20日        | 桜 | 山口ひかる                   | 山口ひかる        | 和田佳純 鈴木かんち                                 | カラ松2   |
| 第25話 | 3月27日        | 地獄のおそ松さん | 堂山卓見 小高義規            | 堂山卓見 小高義規 | 渡邊葉瑠 浅野直之 浅野元                            | おそ松2   |

### 第3期
| 話数   | 放送日          | サブタイトル | 絵コンテ                                      | 演出                             | （総作画監督） 作画監督                                                   | EDパート                         |
| ------ | --------------- | --- | --------------------------------------------- | -------------------------------- | ------------------------------------------------------------------------- | -------------------------------- |
| 第1話  | 2020年 10月13日 | 降板 | 堂山卓見                                      | 堂山卓見                         | 渡邊葉瑠 菅野芳弘                                                         | トト子 TypeA                     |
| 第2話  | 10月20日        | ぼんくらの時代（#1）ハタ坊 EATS夜は静かにぼったくりDoctor-T 外科医・弱井トト子三角ポップ椅子お届け物                              | 小高義規                                      | 小高義規                         | 和田佳純                                                                  | にゃー TypeA                     |
| 第3話  | 10月27日        | ぼんくらの時代（#2）評価値マジック天使 マジヘライッチー                                                                           | 古田丈司                                      | 安藤貴史 藤田陽一                | （安彦英二） 陳達理 高橋万帆 飯飼一幸 和田佳純                            | トト子&にゃー TypeA              |
| 第4話  | 11月3日         | 一松ラジオコンビ結成松代の罠 | 高柳哲司 鈴木祐太                             | 前屋俊広                         | 小林ゆかり 桝井一平 Song Hyeonju Han Eunmi Lim Jinuk                      | トト子 TypeA Dis by にゃー       |
| 第5話  | 11月10日        | まぁな帰り道 | 田頭しのぶ                                    | 鈴木祐太                         | 河野真貴                                                                  | にゃー TypeA Dis by トト子       |
| 第6話  | 11月17日        | 客引き最適化マッサージ | 高柳哲司                                      | 大塚隆寛                         | Jeong Yeon soon Won Chang hee Kim Yoon jung                               | トト子 vs にゃー                 |
| 第7話  | 11月24日        | こぼれ話集3 - 美容室 - 立っち - docking ドッキング - 夜道 - とんちマスターちび休 - 松造の仕事 - ボイス機能 - 十四松知事           | 小高義規                                      | 小高義規                         | 関川成人                                                                  | トト子 TypeB                     |
| 第8話  | 12月1日         | 南へ高尾山 | 古田丈司 寺岡巌                               | 矢島竜 泉明宏 小高義規 藤田陽一  | （安彦英二） 陳達理 菅野芳弘                                              | にゃー TypeB                     |
| 第9話  | 12月8日         | シェートトにゃー ショートシリーズ「衣装」家事をやろう                                                                             | 山口ひかる                                    | 山口ひかる                       | 竹島照子 一居一平                                                         | トト子&にゃー TypeB              |
| 第10話 | 12月22日        | ZANSU人狼 | 山井紗也香                                    | 山井紗也香                       | 渡邊葉瑠 和田佳純                                                         | トト子 TypeB Dis by にゃー       |
| 第11話 | 12月29日        | やれよピザ | 高柳哲司                                      | 村田光                           | （安彦英二） Won Chang hee jeong Yeon soon                                | にゃー TypeB Dis by トト子       |
| 第12話 | 12月29日        | AI | 石川健朝                                      | 石川健朝                         | 石川健朝 清山滋崇 りお 島袋智和                                           | Smile Again                      |
| 第13話 | 2021年 1月5日   | あけおめ松さん | -                                             | -                                | -                                                                         | 主役も最高!!!!!!                 |
| 第14話 | 1月12日         | ワカサギ釣り死闘キラキラ ファントム ストリーム                                                                                    | 高柳哲司                                      | 鈴木祐太                         | 一居一平 Lee joung kyuong                                                 | おそ松・シャケ・ウメ TypeA       |
| 第15話 | 1月19日         | コスプレ松 - しょうがない警察 - てやんでえいメイド - ノーチャンス裁判 - 蚊転生 - おじさん - オレオレバーデンダー - 謎の多い料理店 | 前屋俊広                                      | 前屋俊広                         | 武内啓 Lee Seunghui Han Eunmi Kim Juno                                    | 一松・ハタ坊 TypeA               |
| 第16話 | 1月26日         | 実コップナンマイダー来襲 | 小高義規                                      | 小高義規                         | 竹島照子 河野真貴                                                         | トド松・松造・松代 TypeA         |
| 第17話 | 2月2日          | オムスビの新ネタ芋煮 | 伊藤憲子 高柳哲司                             | 伊藤憲子 いがりたかし 山井紗也香 | 伊藤憲子 陳達理                                                           | 十四松・デカパン・ダヨーン TypeA |
| 第18話 | 2月9日          | やめておけ | 藤田陽一 大塚隆寛                             | 大塚隆寛                         | （河野真貴） （小澤早依子） Won Chang hee Kim Yoon jung 上條舞子 竹島照子 | チョロ松・トト子・にゃー TypeA   |
| 第19話 | 2月16日         | 解散の危機すもう部屋犬 | 高柳哲司                                      | 村田光                           | 渡邊葉瑠 和田佳純                                                         | カラ松・イヤミ・チビ太 TypeA     |
| 第20話 | 2月23日         | 買おうぜチョロ松記念館耳かき柿 | 石川健朝                                      | 石川健朝                         | （小澤早依子） 石川健朝 清山滋崇 沓澤洋子 島袋智和                        | 一松・ハタ坊 TypeB               |
| 第21話 | 3月2日          | いいのかな楽屋トトデレラ | ユキヒロマツシタ 高柳哲司 前屋俊広            | 前屋俊広                         | Song Hyeonju Lee Yeseung Kim Juno 高橋渚 柿椿滲美                         | チョロ松・トト子・にゃー TypeB   |
| 第22話 | 3月9日          | 拾ったやりたい刑事かくれんぼ | ユキヒロマツシタ 高柳哲司 小高義規            | 笹原嘉文                         | 陳達理                                                                    | トド松・松造・松代 TypeB         |
| 第23話 | 3月16日         | 契約更改買い出し友IF疑惑 | ユキヒロマツシタ 高柳哲司 山口ひかる 藤田陽一 | 鈴木祐太                         | （一居一平） Won Chang hee Kim Yoon jung Jeong Yeon soon                  | 十四松・デカパン・ダヨーン TypeB |
| 第24話 | 3月23日         | 帰ってきた新おそ松A-1グランプリ                                                                                                   | 小高義規                                      | 小高義規 村田光                  | （小澤早依子） 河野真貴 竹島照子 Lee joung kyouong                        | カラ松・イヤミ・チビ太 TypeB     |
| 第25話 | 3月30日         | ひま | 山口ひかる 藤田陽一                           | 山口ひかる 藤田陽一              | 渡邊葉瑠 和田佳純 安彦英二                                                | Type FINAL                       |

### 第4期
| 話数  | サブタイトル         | 絵コンテ          | 演出              | 作画監督                                                | 総作画監督 | 初放送日      |
| ----- | -------------------- | ----------------- | ----------------- | ------------------------------------------------------- | ---------- | ------------- |
| 第1話 | また始まるざんす     | 小高義規          | 東亮佑            | かみじょうまいこ                                        | 安彦英二   | 2025年 7月9日 |
| 第2話 | スイカ星人           | 小高義規 鈴木常夫 | 鈴木常夫 中野剛志 | 竹島照子                                                | 渡邊葉瑠   | 7月16日       |
| 第3話 | 雷雨と角刈り         | 内田直人          | 森田侑希 一居一平 | 阿部安佳里 佐藤愛架 耳浦朋彰 前原薫 加藤久美子 林智子   | 和田佳純   | 7月23日       |
| 第4話 | 縁日                 | 二村寧々          | 二村寧々          | 齊藤崇了 安武航 永田有香 阿部安佳里 佐藤愛架 加藤久美子 | 渡邊葉瑠   | 7月30日       |
| 第5話 | 安静つり仙人         | 田頭しのぶ        | 水野健太郎        | 齊藤格 竹島照子 加藤愛                                  | 安彦英二   | 8月6日        |
| 第6話 | 扇風機とタイムマシン | 高柳哲司          | 菊池優作          | 渡辺伸弘 堀光明 耳浦朋彰 北川知子 渡部ゆかり 林智子     | 和田佳純   | 8月13日       |
| 第7話 | 物語だじょ           | 東亮佑            | 東亮佑            | かみじょうまいこ 鈴木かんち 杨沛源 酸鱼骨头             | 安彦英二   | 8月20日       |

## 放送局
| 放送期間                      | 放送時間                     | 放送局     | 対象地域   | 備考                                 |
| ----------------------------- | ---------------------------- | ---------- | ---------- | ------------------------------------ |
| 2015年10月6日 - 2016年3月29日 | 火曜 1:35 - 2:05（月曜深夜） | テレビ東京 | 関東広域圏 | 製作参加                             |
|                               |                              | テレビ大阪 | 大阪府     |                                      |
|                               | 火曜 3:05 - 3:35（月曜深夜） | テレビ愛知 | 愛知県     |                                      |
| 2015年10月7日 - 2016年3月30日 | 水曜 0:30 - 1:00（火曜深夜） | AT-X       | 日本全域   | 製作参加 / CS放送 / リピート放送あり |
| 2015年10月11日 - 2016年4月3日 | 日曜 0:00 - 0:30（土曜深夜） | BSジャパン | 日本全域   | BS放送                               |

| 配信開始日                                                                    | 配信時間                     | 配信サイト                                         | 備考                   |
| ----------------------------------------------------------------------------- | ---------------------------- | -------------------------------------------------- | ---------------------- |
| 2015年10月7日                                                                 | 水曜 12:00 更新              | dTV                                                | 見放題配信             |
|                                                                               |                              | あにてれしあたー 楽天ショウタイム ビデオマーケット | 有料配信               |
| 2015年10月12日                                                                | 月曜 12:00 更新              | U-NEXT アニメ放題 dアニメストア バンダイチャンネル | 見放題配信             |
|                                                                               |                              | バンダイチャンネル                                 | 最新話期間限定無料配信 |
| 2015年10月13日                                                                | 火曜 0:00（月曜深夜） 更新   | GYAO! 楽天ショウタイム ビデオマーケット            | 最新話期間限定無料配信 |
|                                                                               | 火曜 0:00 - 0:30（月曜深夜） | ニコニコ生放送                                     |                        |
| 2015年10月14日                                                                | 水曜 12:00 更新              | GYAO!ストア                                        | 有料配信               |
| 第1話は2015年11月12日0時で配信終了。第3話は2015年11月24日より内容を一部変更。 |                              |                                                    |                        |

| 放送期間                      | 放送時間                     | 放送局       | 対象地域   | 備考                                 |
| ----------------------------- | ---------------------------- | ------------ | ---------- | ------------------------------------ |
| 2017年10月3日 - 2018年3月27日 | 火曜 1:35 - 2:05（月曜深夜） | テレビ東京   | 関東広域圏 | 製作参加                             |
|                               |                              | テレビ愛知   | 愛知県     |                                      |
| 2017年10月4日 - 2018年3月28日 | 水曜 1:00 - 1:30（火曜深夜） | テレビ北海道 | 北海道     |                                      |
|                               | 水曜 2:05 - 2:35（火曜深夜） | テレビ大阪   | 大阪府     |                                      |
|                               | 水曜 22:30 - 23:00           | AT-X         | 日本全域   | 製作参加 / CS放送 / リピート放送あり |
| 2017年10月8日 - 2018年4月1日  | 日曜 0:30 - 1:00（土曜深夜） | BSジャパン   | 日本全域   | BS放送                               |

| 配信開始日     | 配信時間                     | 配信サイト                                                                                         | 備考                   |
| -------------- | ---------------------------- | -------------------------------------------------------------------------------------------------- | ---------------------- |
| 2017年10月3日  | 火曜 12:00 更新              | あにてれ dTV                                                                                       | 見放題配信             |
|                |                              | Rakuten TV ビデオマーケット GYAO!ストア                                                            | 有料配信               |
| 2017年10月8日  | 日曜 0:00（土曜深夜） 更新   | プレミアムGYAO! バンダイチャンネル ニコニコチャンネル ビデオパス Hulu J:COMオンデマンド メガパック | 見放題配信             |
|                |                              | Rakuten TV ビデオマーケット ニコニコチャンネル バンダイチャンネル GYAO!                            | 最新話期間限定無料配信 |
|                | 日曜 0:00 - 0:30（土曜深夜） | ニコニコ生放送                                                                                     |                        |
|                | 日曜 12:00 更新              | dアニメストア U-NEXT アニメ放題 アニメイトチャンネル                                               | 見放題配信             |
|                |                              | U-NEXT                                                                                             | 最新話期間限定無料配信 |
| 2017年10月15日 | 日曜 0:00（土曜深夜） 更新   | バンダイチャンネル ニコニコチャンネル                                                              | 有料配信               |

| 放送期間                       | 放送時間                     | 放送局         | 対象地域   | 備考                                 |
| ------------------------------ | ---------------------------- | -------------- | ---------- | ------------------------------------ |
| 2020年10月13日 - 2021年3月30日 | 火曜 1:30 - 2:00（月曜深夜） | テレビ東京     | 関東広域圏 | 製作参加                             |
|                                |                              | テレビ愛知     | 愛知県     |                                      |
|                                |                              | テレビ大阪     | 大阪府     |                                      |
| 2020年10月15日 - 2021年4月1日  | 木曜 21:00 - 21:30           | AT-X           | 日本全域   | 製作参加 / CS放送 / リピート放送あり |
| 2020年10月16日 - 2021年4月2日  | 金曜 1:30 - 2:00（木曜深夜） | テレビ北海道   | 北海道     |                                      |
| 2020年10月28日 - 2021年4月28日 | 水曜 2:35 - 3:05（火曜深夜） | テレビ熊本     | 熊本県     |                                      |
| 2020年11月1日 - 2021年5月2日   | 日曜 2:10 - 2:40（土曜深夜） | 福島中央テレビ | 福島県     | [ 注 41 ]                            |
| 2020年11月6日 - 2021年4月30日  | 金曜 0:35 - 1:05（木曜深夜） | テレビ和歌山   | 和歌山県   |                                      |
| 2020年11月14日 - 2021年5月22日 | 土曜 22:30 - 23:00           | アニマックス   | 日本全域   | BS/CS放送 / 字幕放送                 |
| 2020年11月22日 - 2021年5月30日 | 日曜 1:28 - 1:58（土曜深夜） | テレビ高知     | 高知県     |                                      |
| 2021年1月13日 - 6月30日        | 水曜 2:25 - 2:55（火曜深夜） | 静岡放送       | 静岡県     | 『アニメ6区』枠                      |

| 配信開始日     | 配信時間                   | 配信サイト                                                                                              | 備考                     |
| -------------- | -------------------------- | --- | ------------------------ |
| 2020年10月13日 | 火曜 12:00 更新            | dTV あにてれ                                                                                            | 見放題配信               |
|                |                            | Rakuten TV ビデオマーケット music.jp DMM.com GYAO!ストア COCORO VIDEO FOD                               | 都度課金配信             |
| 2020年10月17日 | 土曜 18:00 更新            | Amazonプライム・ビデオ Netflix Hulu Paravi ABEMA U-NEXT アニメ放題 dアニメストア バンダイチャンネル FOD | 見放題配信               |
|                |                            | ムービーフルplus Amazonビデオ バンダイチャンネル ひかりTV Google Play                                   | 都度課金配信             |
|                |                            | GYAO!                                                                                                   | 最新話期間限定無料配信   |
|                | 土曜 19:00 更新            | TSUTAYA TV                                                                                              | 都度課金配信             |
|                | 土曜 23:00 更新            | niconico                                                                                                | 都度課金配信             |
|                | 土曜 23:00 - 23:30         | ABEMA [ 165 ] ニコニコ生放送                                                                            |                          |
| 2020年10月18日 | 日曜 0:00（土曜深夜） 更新 | TELASA J:COMオンデマンド auスマートパスプレミアム milplus                                               | 見放題配信・都度課金配信 |
|                | 日曜 12:00 更新            | HAPPY!動画                                                                                              | 都度課金配信             |

| 放送期間        | 放送時間                     | 放送局                               | 対象地域                                                    | 備考                                            |
| --------------- | ---------------------------- | ------------------------------------ | ----------------------------------------------------------- | ----------------------------------------------- |
| 2025年7月9日 -  | 水曜 0:00 - 0:30（火曜深夜） | テレビ東京（製作参加） ほか系列全6局 | 北海道・関東広域圏・愛知県・ 大阪府・岡山県・香川県・福岡県 | 字幕放送                                        |
|                 | 水曜 22:00 - 22:30           | AT-X                                 | 日本全域                                                    | 製作参加 / CS放送 / 字幕放送 / リピート放送あり |
| 2025年7月25日 - | 金曜 2:05 - 2:35（木曜深夜） | テレビ熊本                           | 熊本県                                                      |                                                 |
| 2025年7月28日 - | 月曜 1:25 - 1:55（日曜深夜） | 福島中央テレビ                       | 福島県                                                      |                                                 |
| 2025年8月1日 -  | 金曜 1:15 - 1:45（木曜深夜） | 岩手めんこいテレビ                   | 岩手県                                                      |                                                 |

| 配信開始日    | 配信時間                   | 配信サイト | 備考                   |
| ------------- | -------------------------- | --- | ---------------------- |
| 2025年7月9日  | 水曜 12:00 更新            | アニメタイムズ Lemino U-NEXT アニメ放題                                                                              |                        |
| 2025年7月13日 | 日曜 0:00（土曜深夜） 更新 | Amazon Prime Video Hulu dアニメストア ABEMA FOD DMM TV AnimeFesta バンダイチャンネル TELASA J:COM STREAM milplus     | 見放題配信             |
|               |                            | HAPPY!動画 Google TV Amazon Prime Video ニコニコチャンネル Rakuten TV バンダイチャンネル TELASA J:COM STREAM milplus | 都度課金配信           |
|               |                            | Lemino TVer ネットもテレ東 ニコニコ生放送 ニコニコチャンネル ABEMA Rチャンネル （赤塚不二夫TV・アニメch）            | 最新話期間限定無料配信 |

## 劇場版

### おそ松さん 春の全国大センバツ上映会
2017年に期間限定で上映された、六つ子それぞれにスポットを当てた傑作選。4月6日に全国6か所の劇場で先行上映。その後、4月7日から4月13日までは「おそ松部屋」「カラ松部屋」「チョロ松部屋」を、4月14日から4月20日までは「一松部屋」「十四松部屋」「トド松部屋」を上映。全部屋共通の新作パートとして、「銭湯クイズ2」と第2期制作の告知アニメが上映された。主題歌は「はなまるぴっぴはよいこだけ」（「おそ松部屋」「カラ松部屋」「チョロ松部屋」）、「全力バタンキュー」（「一松部屋」「十四松部屋」「トド松部屋」）で、オープニング映像もテレビ版のものがそのまま使われている。

### えいがのおそ松さん
『えいがのおそ松さん』のタイトルで2019年3月15日より公開。
本編は、現在の6つ子が高校卒業を間近に控えた時期の「思い出の世界」に来てしまう、「『おそ松くん』と『おそ松さん』をつなぐストーリー」となる。

#### 登場人物（えいが）
高橋のぞみ（たかはし のぞみ）
声 - 佐藤利奈
映画オリジナルキャラクター。赤塚高校時代におそ松たちと同学年だった女の子。在学中は地味で目立たない生徒だったため、いつも賑やかで楽しそうな6つ子たちにほのかな憧れを抱きつつも、ほとんど接点がないまま遠巻きに見守るだけの3年間を過ごし、同じクラスだったり、学校行事などで一緒だったりした者もいたにもかかわらず、6つ子は誰一人として彼女のことを覚えていなかった。ある事情で卒業後に遠くに引っ越してしまうため、卒業式前日に思い切って松野家の玄関に挟んでおいた彼女の手紙が、高校の同窓会に出席したことをきっかけに大人の6つ子が迷い込む「思い出の世界」の真相に迫る重要な鍵となる。
黒猫
映画オリジナルキャラクター。6つ子達を「思い出の世界」に誘い、その世界の中で、ある所に6つ子を誘導しようとする。
柳田 / 内川 / 大山 / 岩瀬 / 上原 / 則本
声 - 高橋伸也（柳田） / 利根健太朗（内川）/ 中務貴幸（大山）/ 齋藤綾（岩瀬）/ 福沙奈恵（上原）/ 菊池こころ（則本）
6つ子たちの高校時代の同級生。柳田・内川・大山は男子、岩瀬・上原・則本は女子。映画冒頭の同窓会シーンではそれぞれ成人の姿で、「思い出の世界」では、高校3年生（18歳）の姿で登場する。長身で褐色の肌の男性が柳田、同窓会でニートの6つ子に説教をした眼鏡の男性が内川、6つ子がとっさに嘘の勤め先に選んだ「赤塚ホテル」に勤務している面長の男性が大山、内川と一緒に6つ子の話を聞いていたショートのソバージュヘアが岩瀬、あつしと一緒に登場した2人の女性で、やや釣り目でポニーテールの背が高い方が上原、丸顔でセミロングの小柄な方が則本。

#### スタッフ (えいが)
- 原作 - 赤塚不二夫「おそ松くん」
- 監督 - 藤田陽一
- 脚本 - 松原秀
- キャラクターデザイン - 浅野直之
- 絵コンテ - 長屋誠志郎、小高義規、金森陽子、田頭しのぶ、堂山卓見、山口ひかる、山本航、高柳哲司、藤田陽一
- 演出 - 長屋誠志郎、小高義規、金森陽子。堂山卓見、山口ひかる、田中智也、笹原嘉文、藤田陽一
- 作画監督 - 沼田くみ子、渡邊葉瑠、小澤早依子、和田佳純、小泉孝司、河野真貴、松本翔吾
- 美術監督 - 田村せいき
- 色彩設計 - 垣田由紀子
- 編集 - 坂本久美子
- 撮影監督 - 福士享
- 音楽 - 橋本由香利
- 音響監督 - 菊田浩巳
- アニメーション制作 - studioぴえろ
- 製作 - 「えいがのおそ松さん」製作委員会（大一商会、ぴえろ、テレビ東京、エイペックス・ピクチャーズ、電通、フジオ・プロダクション、エー・ティー・エックス）
- 配給 - 松竹

#### 主題歌（えいが）
「Good Goodbye」
Dream Amiの作詞・歌による『えいがのおそ松さん』主題歌。エンディングで使用された。作曲はErik Lidbon.Carlos K.、編曲はErik Lidbon。
「ネコとディスコとサカナ」
弱井トト子（遠藤綾）&橋本にゃー（山下七海）による『えいがのおそ松さん』挿入歌。オープニングテーマに当たる。作詞はeNu、作曲・編曲は橋本由香利。
「赤塚ホテル」
『えいがのおそ松さん』挿入歌。同窓会で、おそ松を除く兄弟5人が現在の仕事を聞かれた際に、駅前の「赤塚ホテル」で働いていると嘘をつき「CMソング」と称して即興で歌った曲。歌：松野カラ松(中村悠一)・松野チョロ松(神谷浩史)・松野一松(福山潤)・松野十四松(小野大輔)・松野トド松(入野自由)、作詞：松原秀、作曲・編曲：橋本由香利。
「思春期バスターズ」
『えいがのおそ松さん』挿入歌。18歳の自分たちの恥ずかしい黒歴史を抹消しようと、成人の6つ子が「思春期バスターズ」と名乗り、戦隊ヒーローを模したような姿（胸の1～6の番号以外、コスチュームに統一性はない）で登場した際に流れる曲。歌：佐伯ユウスケ、作詞：佐伯youthK、作曲・編曲：橋本由香利。
「完全体おそ松さん」
『えいがのおそ松さん』挿入歌。後半のクライマックス、崩壊が進む「思い出の世界」を、成人の6つ子と18歳の6つ子が協力しつつ、ある場所に向かって、コンピューターゲーム内に現れるような様々な障害物を越えて進んでいくという、スペクタクルなシーンに流れる曲。歌：五阿弥ルナ、作詞・作曲・編曲：橋本由香利

#### 前説劇場
『えいがのおそ松さん 前説劇場』は、本編上映前に週替わりで上映された短編作品。監督藤田陽一、脚本松原秀。
| 話数   | サブタイトル       | 上映日                         | 入場者プレゼント                                                                       |
| ------ | ------------------ | ------------------------------ | -------------------------------------------------------------------------------------- |
| 第一松 | オン・ザ・ムービー | 第1週：3月15日 第7週：4月26日  | 第1週：描き下ろしコースター（ニートver.） 第7週：マル秘ポストカード                    |
| 第二松 | オレに任せろ       | 第2週：3月22日 第8週：5月3日   | 第2週：描き下ろしコースター（ニートmeets18歳ver.） 第8週：まぼろしの第2ボタン          |
| 第三松 | 限定商品           | 第3週：3月29日 第9週：5月10日  | 第3週：赤塚高校公式カレンダー 第9週：描き下ろしコースター（ニートmeets18歳ver.）（再） |
| 第四松 | ストーリー         | 第4週：4月5日 第10週：5月17日  | 第4週：原画スクエアふせん 第10週：ICHIポスター                                         |
| 第五松 | テコ入れ           | 第5週：4月12日 第11週：5月24日 | 第5週：赤塚高校学生証風カード 第11週：赤塚高校学生証風カード（再）                     |
| 第六松 | ありがとう         | 第6週：4月19日 第12週：5月31日 | 第6週：ステッカー（18歳with黒猫ver.） 第12週：描き下ろしコースター（ニートver.）（再） |

#### 春のおそ松さん同窓会
『えいがのおそ松さん5周年記念 春のおそ松さん同窓会～センバツもまたやるよ～』
公開5周年を記念し2024年3月15日に『えいがのおそ松さん』、続けて3月16-18日に『春の全国大センバツ上映祭』がリバイバル上映。

### おそ松さん〜ヒピポ族と輝く果実〜
2021年6月に制作が決定した新作アニメの第1弾として『おそ松さん〜ヒピポ族と輝く果実〜』のタイトルで2022年7月8日より公開。

#### スタッフ (ヒピポ族)
- 原作 - 『おそ松くん』赤塚不二夫[11]
- 監督 - 小高義規[11]
- 脚本 - 松原秀[11]
- キャラクターデザイン - 安彦英二[11]
- 美術監督 - 田村せいき[11]
- 色彩設計 - 垣田由紀子[11]
- 撮影監督 - 福士享、佐藤陽一郎[11]
- 編集 - 坂本久美子[11]
- 音楽 - 橋本由香利[11]
- 音楽制作 - エイベックス・ピクチャーズ[11]
- 音響監督 - 菊田浩巳[11]
- アニメーション制作 - studioぴえろ[11]
- 配給 - エイベックス・ピクチャーズ[11]

#### 主題歌 (ヒピポ族)
「はなまるぴっぴはよいこだけ 令和ver.」
A応PによるOP曲。TVアニメ第1期第1クールOPのアレンジバージョン。
「Ignition!!! feat. 松野家6兄弟 ＆ ヒピポ族と赤塚区の仲間たち」
PUNPEEによるED曲。

#### まつのけチャンネル
『まつのけチャンネル』は、本編上映前に週替わりで上映の短編作品。
| 週      | 出演            | 上映日        |
| ------- | --------------- | ------------- |
| 第1週目 | カラ松&チョロ松 | 2022年 7月8日 |
| 第2週目 | おそ松&十四松   | 7月15日       |
| 第3週目 | 一松&トド松     | 7月22日       |
| 第4週目 | 6つ子           | 7月29日       |

### 講談のおそ松さん（劇場版）
- 講談のおそ松さん いろはの「い」（上映時間 45分）
- 講談のおそ松さん いろはの「ろ」（上映時間 48分）
- 講談のおそ松さん いろはの「は」（上映時間 46分）

2023年6月23日公開。詳細は後述。

### おそ松さん〜魂のたこ焼きパーティーと伝説のお泊り会〜
2023年7月21日公開。6周年記念映画第2弾。劇場公開と同日2023年7月21日より上映劇場にて「劇場限定版Blu-ray」および「劇場限定版DVD」が販売されている。

#### スタッフ（魂のたこ焼き）
- 監督 - 山口ひかる
- 脚本 - 松原秀
- キャラクターデザイン - 安彦英二
- 美術監督 - 田村せいき
- 色彩設計 - 垣田由紀子
- 撮影監督 - 福士享、赤尾英美
- 編集 - 坂本久美子
- 音楽 - 橋本由香利
- 音響監督 - 菊田浩巳
- 音響制作 - 楽音舎
- アニメーション制作 - studioぴえろ
- 配給・音楽制作 - エイベックス・ピクチャーズ

#### 主題歌（魂のたこ焼き）
オープニング主題歌『全力バタンキュー メタルアレンジ』
作詞・作曲 - 池波晏寿 / 編曲 - 渡辺拓也 / 歌 - A応P / オープニング主題歌制作協力 - スマイルデイズ
エンディング主題歌『ノープラン』
作詞 - 中野エイト / 作曲 - 浦野リョウヤ / 編曲・歌 - DeNeel
合いの手 - 松野おそ松（櫻井孝宏）、松野カラ松（中村悠一）、松野チョロ松（神谷浩史）、松野一松（福山潤）、松野十四松（小野大輔）、松野トド松（入野自由）
合いの手台詞監修 - 山口ひかる

## 関連映像作品

### ショートフィルムシリーズ
DVD&Blu-ray収録映像特典短編エピソード。アニメーション制作は10GAUGE。
| 話数 | サブタイトル      | 出演                         | 監督       | 脚本         |
| ---- | ----------------- | ---------------------------- | ---------- | ------------ |
| #01  | しりとり          | チョロ松、十四松             |            | うえのきみこ |
| #02  | OSOMATSU BLASTER  | おそ松、十四松、イヤミ       | 栗原ハジメ |              |
| #03  | カラ＆トド リズム | カラ松、トド松               |            |              |
| #04  | ロボ松さん        | おそ松、チョロ松             | 矢部弘幸   |              |
| #05  | 雑談              | カラ松、一松                 |            | うえのきみこ |
| #06  | 西武新宿線の旅    | トド松                       |            | うえのきみこ |
| #07  | ことばとおんがく  | おそ松、チョロ松             |            |              |
| #08  | オールシェーズ    | おそ松、一松、十四松、イヤミ |            |              |

### 映像特典（第2期）
第2期DVD&Blu-ray収録映像特典短編エピソード。
| 巻数  | サブタイトル                                  | 監督     | 脚本   |
| ----- | --------------------------------------------- | -------- | ------ |
| 第1松 | 発表!                                         |          |        |
| 第2松 | 夏のおそ松さん こぼれ話「海女ちゃんのトト子」 | 藤田陽一 | 松原秀 |
| 第3松 | 銭湯クイズ2                                   |          |        |
| 第4松 | 骨折したおそ松                                | 藤田陽一 | 松原秀 |
| 第6松 | 結局                                          | 藤田陽一 | 松原秀 |
| 第8松 | アニメおそ松さん ファン感謝デー 2018          | 藤田陽一 | 松原秀 |

### オールフリー×おそ松さん
『オールフリーと楽しむ、この夏イチオシ物語』は2016年6月28日より配信のサントリーオールフリーとのコラボ動画。また『6つ子流 オールフリーの楽しみ方』キャンペーン告知動画も配信された。
| 話数  | サブタイトル         | 登場キャラ | 配信日         |
| ----- | -------------------- | ---------- | -------------- |
| 第1弾 | おそ松流の楽しみ方   | おそ松     | 2016年 6月22日 |
| 第2弾 | カラ松流の楽しみ方   | カラ松     | 6月23日        |
| 第3弾 | チョロ松流の楽しみ方 | チョロ松   | 6月24日        |
| 第4弾 | 一松流の楽しみ方     | 一松流     | 6月25日        |
| 第5弾 | 十四松流の楽しみ方   | 十四松     | 6月26日        |
| 第6弾 | トド松流の楽しみ方   | トド松     | 6月27日        |

| 話数  | サブタイトル         | 登場キャラ       | 配信日  |
| ----- | -------------------- | ---------------- | ------- |
| 第1話 | 風流                 | チョロ松、十四松 | 6月28日 |
| 第2話 | World is mine        | カラ松、トド松   | 6月28日 |
| 第3話 | お祭り屋台           | おそ松、一松     | 6月28日 |
| 第4話 | いつかどこかの場所で | おそ松、トド松   | 7月12日 |
| 第5話 | 怪談                 | 一松、チョロ松   | 7月12日 |
| 第6話 | 夏の終わりに         | カラ松、十四松   | 7月12日 |

### 『走れ！おう松さん』シリーズ

#### おそ松さん おうまでこばなし
JRAとのコラボ作品として、テレビ東京で2016年12月13日1時 - 1時30分（12日深夜）に放送された新作アニメ。特設サイトでは12月13日から、dTVでは12月16日、ニコニコ動画では12月21日から配信。実況は清水久嗣が担当。

#### 6つ子とおうまの物語
JRAとコラボサイト『走れ！おう松さん』で配信の短編Web限定アニメ。全6話。脚本・監督は渡辺直と依田伸隆、制作は10GAUGEとソーダコミュニケーションズ。
| 話数  | サブタイトル             | 配信日          |
| ----- | ------------------------ | --------------- |
| 第1話 | おうまのお仕事           | 2016年 10月13日 |
| 第2話 | プレゼン松               | 10月20日        |
| 第3話 | ケイバの学校             | 10月27日        |
| 第4話 | お馬のアイドルなのだ     | 11月10日        |
| 第5話 | 第66回ミスターフラッグ杯 | 11月24日        |
| 第6話 | お馬は最高!!!!!!         | 12月8日         |

#### 『走れ！おう松さん』スペシャルCM
ぴえろ制作のJRA×おそ松さん、30秒テレビCM。作画監督は浅野直之。
| 話数  | サブタイトル           | OA時期     |
| ----- | ---------------------- | ---------- |
| 第1弾 | 「競馬はいいぞ」篇     | 2016年10月 |
| 第2弾 | 「大事なこと言うよ」篇 | 2016年11月 |
| 第3弾 | 「クリスマスの予定」篇 | 2016年12月 |

### マツモトキヨシ×おそ松さん
第1期&第2期でマツモトキヨシとのコラボCMを放送。また公式サイトでも2018年1月4日まで会員限定動画を配信、マツキヨのコラボアプリ『おそ松さん 6つ子大レース』の関連動画となっている。
| 話数    | サブタイトル   | 登場キャラ | 配信開始日      |
| ------- | -------------- | ---------- | --------------- |
| 第1弾   | ギャンブル的な | おそ松     | 2017年 10月17日 |
| 第2弾   | 鏡の前で       | カラ松     | 10月24日        |
| 第3弾   | 面接           | チョロ松   | 11月6日         |
| 第4弾   | 履歴書         | 一松       | 11月16日        |
| 第5弾   | 野球？         | 十四松     | 11月28日        |
| 第6弾   | 自撮り         | トド松     | 12月8日         |
| SPECIAL | 6つ子編        | 6つ子      | 12月18日        |

### おそ松さんVR
2017年12月7日から2018年1月8日まで、アドアーズのサンシャイン店とアニメプラザ町田店で稼働の視聴・体験型VRコンテンツ。PlayStation VRを使い、銭湯をテーマにした完全オリジナルストーリー。
2018年7月2日には新宿バルト9で『映画館でVR!』の1作として『evangelion:Another Impact (VR)』『夏をやりなおす』と共に劇場公開された。

### d松さん
2018年1月9日より映像配信サービスdTVで、コラボレーション短編アニメ『dTVオリジナルショートアニメ d松さん』を配信。全12話。6つ子とトト子、イヤミとの日常会話劇。
| 話数   | サブタイトル     | 配信日        |
| ------ | ---------------- | ------------- |
| 第1話  | おそ松とイヤミ   | 2018年 1月9日 |
| 第2話  | カラ松とイヤミ   | 1月16日       |
| 第3話  | チョロ松とイヤミ | 1月23日       |
| 第4話  | 一松とイヤミ     | 1月30日       |
| 第5話  | 十四松とイヤミ   | 2月6日        |
| 第6話  | トド松とイヤミ   | 2月13日       |
| 第7話  | おそ松とトト子   | 2月20日       |
| 第8話  | カラ松とトト子   | 2月27日       |
| 第9話  | チョロ松とトト子 | 3月6日        |
| 第10話 | 一松とトト子     | 3月13日       |
| 第11話 | 十四松とトト子   | 3月20日       |
| 第12話 | トド松とトト子   | 3月27日       |

### おそ松さん〜はじまりはじまり〜 ストーリームービー
『CRおそ松さん〜はじまりはじまり〜』特設サイトで配信の短編アニメ。
| 話数  | サブタイトル                                                    | 配信日        |
| ----- | --------------------------------------------------------------- | ------------- |
| 第1話 | 恩返しの達人「おそ松」ショートVer. つるの恩返し                 | 2018年 8月9日 |
| 第2話 | カメを助けたナルシスト「カラ松」ショートVer. 浦島太郎           | 8月10日       |
| 第3話 | かぐや姫に扮するアイドルオタク「チョロ松」ショートVer. かぐや姫 | 8月17日       |
| 第4話 | ネクラなリベンジャー「一松」ショートVer. さるかに合戦           | 8月24日       |
| 第5話 | Mr.破天荒「十四松」ショートVer. 金太郎                          | 8月31日       |
| 第6話 | おともはおとり「トド松」ショートVer. 桃太郎                     | 9月7日        |

### コラボムービー
赤塚不二夫生誕日記念「おそ松さん」×「深夜！天才バカボン」コラボムービー
原作者の誕生日を記念して2018年9月14日にYouTubeで配信された動画。着ぐるみの六つ子、イヤミ、サマー仮面に『深夜!天才バカボン』からウナギイヌ（声 - 櫻井孝宏）が出演。
チョロ松＆十四松が紹介！映画『IT／イット THE END』×『えいがのおそ松さん』特別映像
2019年10月30日にYouTubeで配信の映画コラボムービー。チョロ松と十四松が映画を紹介する。

### オリジナル短編劇場
映画公開記念として2019年3月1日よりdTVで配信の短編アニメ。
| 話数  | サブタイトル         | 配信日        |
| ----- | -------------------- | ------------- |
| 第1話 | おそ松、起床         | 2019年 3月1日 |
| 第2話 | 歯みがき             | 3月4日        |
| 第3話 | 一松の事情           | 3月6日        |
| 第4話 | トドまっつぁん       | 3月8日        |
| 第5話 | にゃんこキャッチャー | 3月11日       |
| 第6話 | 銭湯にて             | 3月13日       |
| 第7話 | 行く？               | 3月15日       |

### おそ松のAT-Xチャレンジ
YouTubeおそ松さん公式、AT-X公式および第3期内CMで放送のAT-X15秒CM。
| 話数                | サブタイトル                                                       | 配信日          |
| ------------------- | ------------------------------------------------------------------ | --------------- |
| #01 導入編 #1       | おそ松をCMキャラクターに起用したアニメ専門チャンネルとは！？       | 2020年 10月12日 |
| #02 導入編 #2       | 長男だったら15秒でアニメ専門チャンネルの説明、できるよね？         | 10月20日        |
| #03 導入編 #3       | トライアル・アンド・エラーのアニメ専門チャンネル！                 | 10月27日        |
| #04 言えるかな編 #1 | 松野さんお願い1回…いや10回だけでいいから！                         | 11月3日         |
| #05 言えるかな編 #2 | 松野さん！私のお願いを聞いてください！                             | 11月10日        |
| #06 言えるかな編 #3 | 松野家長男、限界に挑戦！                                           | 11月17日        |
| #07 いろんなAT-X #1 | 長男が○○○風に『○○○○』と読み上げるだけの単純な遊び                  | 11月24日        |
| #08 いろんなAT-X #2 | 長男が○○○や○○○風に『○○○○』と読み上げるだけの単純な遊び第2弾！      | 12月1日         |
| #09 いろんなAT-X #3 | 長男が○○○や○○○、○○○風に『○○○○』と読み上げるだけの単純な遊び第3弾！ | 12月8日         |
| #11 10回クイズ編 #2 | 聖なる夜の10回クイズ！                                             | 12月22日        |
| #10 10回クイズ編 #1 | 復活10回クイズ！松野おそ松さんの答えとは？！                       | 12月29日        |
| #12 10回クイズ編 #3 | F6おそ松の10回クイズ！                                             | 12月29日        |
| #13 あなた編        | おそ松があなたを勧誘します                                         | 2021年 1月5日   |
| #14 あなた編2       | おそ松が諦めず、またまたあなたを勧誘！                             | 1月12日         |
| #15 じょし松編      | じょし松編では、おそ子が登場！                                     | 1月19日         |
| #16 決意編          | おそ松の決意とは？                                                 | 1月26日         |
| #17                 | カラ松編                                                           | 2月2日          |
| #18                 | チョロ松編                                                         | 2月9日          |
| #19                 | 一松編                                                             | 2月16日         |
| #20                 | 十四松編                                                           | 2月23日         |
| #21                 | トド松編                                                           | 3月2日          |
| #22                 | 家族編                                                             | 3月9日          |
| #23 番長編          | AT-X番長登場！？                                                   | 3月16日         |
| #24                 | ちゃんとしてる編                                                   | 3月23日         |
| #25 完結編          | おそ松チャレンジ、完結！                                           | 3月23日         |

### チョコ松さん
dTVで第3期コラボレーション短編アニメを配信。2021年2月に『dTVオリジナルショートアニメ チョコ松さん〜バレンタインデー編〜』、2021年3月に『dTVオリジナルショートアニメ チョコ松さん〜ホワイトデー編〜』を配信。全6話。
| 話数  | サブタイトル    | 配信日         |
| ----- | --------------- | -------------- |
| 第1話 | おそ松&一松     | 2021年 2月13日 |
| 第2話 | カラ松&トド松   | 2月14日        |
| 第3話 | チョロ松&十四松 | 2月15日        |

| 話数  | サブタイトル    | 配信日  |
| ----- | --------------- | ------- |
| 第1話 | カラ松&一松     | 3月13日 |
| 第2話 | 十四松&トド松   | 3月14日 |
| 第3話 | おそ松&チョロ松 | 3月15日 |

### 講談のおそ松さん
2022年10月6日から29日までHall Mixaで公演の特殊なスクリーンを使用した体験型アトラクション。6つ子（声はアニメ同様）が舞台に登壇し、18種類の演目からお客が観たい演目6本をスマートフォンで投票し多数決で決定した講談を披露する（東京公演千秋楽、仙台公演、劇場版は演目固定）。講談監修は神田春陽。2023年5月3日から28日までCROSS B PLUSで仙台公演を開催。2023年6月23日にはイオンシネマ27館で劇場公開。同日より劇場内でblu-rayも発売。
| いろは     | 演目               | 講談師   | 元ネタ講談                     | 講談会     |
| ---------- | ------------------ | -------- | ------------------------------ | ---------- |
| 演目「い」 | 禁断の……           | おそ松   | 大岡政談「禁断の網」           | 神田春陽   |
| 演目「い」 | 母の愛             | カラ松   | 大岡政談「二人の母親」         | 田辺銀冶   |
| 演目「い」 | 嘘はダメ！         | チョロ松 | 大岡政談「直助・権兵衛」       | 神田春陽   |
| 演目「い」 | 喧嘩両成敗         | 一松     | 大岡政談「奇縁友禅染め」       | 田辺銀冶   |
| 演目「い」 | 三方一両損？       | 十四松   | 大岡政談「三方一両損」         | 宝井琴調   |
| 演目「い」 | 復活炎上祭         | トド松   | 大岡政談「白洲の祝言」         | 宝井琴調   |
| 演目「ろ」 | おかずパワハラ     | おそ松   | 寛永三馬術「出世の石段」       | 宝井梅湯   |
| 演目「ろ」 | 怖い話①            | カラ松   | 耳なし芳一                     | 田辺いちか |
| 演目「ろ」 | 怖い話②            | チョロ松 | 東海道四谷怪談「お岩誕生」     | 神田春陽   |
| 演目「ろ」 | 雪女の話           | 一松     | 雪女                           | 田辺凌天   |
| 演目「ろ」 | 眠い話             | 十四松   | 大菩薩峠「剣法いねむりの術」   | 田辺凌天   |
| 演目「ろ」 | 怖い話③            | トド松   | 牡丹灯篭「お札はがし」         | 田辺銀冶   |
| 演目「は」 | 兄弟話             | おそ松   | 忠臣蔵「赤垣源蔵・徳利の別れ」 | 宝井琴調   |
| 演目「は」 | あっぱれ……         | カラ松   | 源平盛衰記「扇の的」           | 宝井梅湯   |
| 演目「は」 | コスプレ           | チョロ松 | 大岡政談「越前守と巾着切り」   | 田辺いちか |
| 演目「は」 | ボクの宝物         | 一松     | 大岡政談「縛られ地蔵」         | 田辺いちか |
| 演目「は」 | 長 or 短？         | 十四松   | 太閤記「長短槍試合」           | 宝井梅湯   |
| 演目「は」 | お腹いっぱい大作戦 | トド松   | 一休とんち話「水あめ」         | 田辺凌天   |

### 赤塚区セレクション
2023年7月2日から9月24日にかけてBS日テレのアニメにむちゅ〜枠（毎週日曜 23:00 - 23:30）にて放送された、テレビシリーズ第1〜3期のセレクト再放送（第3期の一部は無料BS局初放送）。
| 話数 | 放送話 | 放送話 | エピソード                                                                       | 放送日        |
| ---- | ------ | ------ | -------------------------------------------------------------------------------- | ------------- |
| #1   | 第1期  | 第2話  | デリバリーコント 本当は怖いイソップ物語 就職しよう おそ松の憂鬱                  | 2023年 7月2日 |
| #2   | 第1期  | 第4話  | シェーの練習 自立しよう トト子なのだ デリバリーコント 本当は悲しい赤ずきんちゃん | 7月9日        |
| #3   | 第1期  | 第5話  | カラ松事変 エスパーニャンコ                                                      | 7月16日       |
| #4   | 第1期  | 第9話  | デリバリーコント 本当は気まずい鶴の恩返し チビ太とおでん 恋する十四松            | 7月23日       |
| #5   | 第2期  | 第2話  | 祝・就職!! 超洗剤                                                                | 7月30日       |
| #6   | 第2期  | 第8話  | 合成だよん 十四松とイルカ トト子とにゃー(#1)                                     | 8月6日        |
| #7   | 第2期  | 第12話 | トト子とにゃー(#3) 栄太郎親子 返すだス トト子とにゃー(#4)                        | 8月13日       |
| #8   | 第2期  | 第21話 | 深夜の日松屋(#1) BANANA ニート矯正施設                                           | 8月20日       |
| #9   | 第3期  | 第5話  | まぁな 帰り道                                                                    | 8月27日       |
| #10  | 第3期  | 第9話  | シェー トトにゃー ショートシリーズ「衣装」 家事をやろう                          | 9月3日        |
| #11  | 第3期  | 第11話 | やれよ ピザ                                                                      | 9月10日       |
| #12  | 第3期  | 第18話 | やめておけ                                                                       | 9月17日       |
| #13  | 第3期  | 第25話 | ひま                                                                             | 9月24日       |

### 超ショートアニメ
2024年9月11日より配信の短編アニメ。全4話。第1話はTVアニメ「おそ松さん」公式YouTubeで配信、第2話以降はファンクラブ限定配信。
| 話数  | サブタイトル | 配信日         |
| ----- | ------------ | -------------- |
| 第1話 | お月見       | 2024年 9月11日 |

## スピンオフアニメ

### まついぬ
テレビ東京（関東ローカル）『イニミニマニモ』内で2023年10月7日、AT-Xで10月12日より放送されたテレビアニメ。全12話。六つ子をモチーフに2018年3月にプライズゲーム商品として誕生した犬のようなキャラクターがアニメ化。
公式X（旧twitter）及びYouTube『TVアニメ「おそ松さん」公式』チャンネルでは振り返り動画『きょうのまついぬ』を配信。振り返りでは遠藤綾によるナレーションがつけられる。

#### キャラクター
本作に登場する犬たち。カッコ内はモデルとなった六つ子。全員声優はなし。
- しばいぬ（おそ松）
- ハスキー（カラ松）
- レトリバー（チョロ松）
- ボストン（一松）
- ポメラニアン（十四松）
- チワワ（トド松）

#### スタッフ（まついぬ）
- 原作 - 赤塚不二夫「おそ松くん」
- 監督 - えんどうてつや
- シリーズ構成 - 小川ひとみ、えんどうてつや
- 脚本 - 小川ひとみ
- キャラクターデザイン - 長島有輝
- 音楽 - 橋本由香利、川田瑠夏、設楽哲也、関向弥生
- テクニカルアドバイザー - あさをゆうじ
- 音楽制作 - エイベックス・ピクチャーズ
- 松犬原案 - フリュー
- プロデューサー - 三輪拓也、西浩子、土方真、桑原正人、井上健太郎、田中渉、西前朱加
- アニメーションプロデューサー - 高橋真
- アニメーション制作 - ポイント・ピクチャーズ
- 製作 - まついぬ製作委員会

#### 挿入歌（まついぬ）
「まついぬサンバ」（第7話）
作詞 - えんどうてつや / 作曲 - 橋本由香利 / 歌 - HARU

#### 各話リスト（まついぬ）
| 話数   | サブタイトル                       | 絵コンテ       | 演出         | 作画                | 音楽       | 放送日         |
| ------ | ---------------------------------- | -------------- | ------------ | ------------------- | ---------- | -------------- |
| 第1話  | まついぬとシーソー                 | えんどうてつや | 南京実       | 長島有輝            | 橋本由香利 | 2023年 10月7日 |
| 第2話  | おやつ食べたい                     | えんどうてつや | くだゆうた   | 長島有輝            | 川田瑠夏   | 10月14日       |
| 第3話  | 寝かせて                           | えんどうてつや | くだゆうた   | 長島有輝            | 川田瑠夏   | 10月21日       |
| 第4話  | ポメラニアンVSお掃除ロボット       | えんどうてつや | 崎山敬信     | 寺戸菜那子          | 設楽哲也   | 10月28日       |
| 第5話  | どうにも止まらない                 | えんどうてつや | 崎山敬信     | 寺戸菜那子          | 設楽哲也   | 11月4日        |
| 第6話  | あ、セミ                           | えんどうてつや | 崎山敬信     | 長島有輝            | 設楽哲也   | 11月11日       |
| 第7話  | みんなで踊ろう！まついぬサンバ     | えんどうてつや | くだゆうた   | 寺戸菜那子          | -          | 11月18日       |
| 第8話  | 満月に♡                            | えんどうてつや | あさおゆうじ | 長島有輝            | 関向弥生   | 11月25日       |
| 第9話  | かくれんぼハロウィン               | えんどうてつや | くだゆうた   | 寺戸菜那子          | 川田瑠夏   | 12月2日        |
| 第10話 | アイススケートローリングスペシャル | えんどうてつや | くだゆうた   | 寺戸菜那子          | 川田瑠夏   | 12月9日        |
| 第11話 | おさんぽ探偵事件ファイル           | えんどうてつや | 崎山敬信     | 長島有輝            | 設楽哲也   | 12月16日       |
| 第12話 | まついぬとクリスマス               | えんどうてつや | くだゆうた   | 寺戸菜那子 長島有輝 | 橋本由香利 | 12月23日       |

#### 放送局（まついぬ）
| 放送期間                  | 放送時間     | 放送局     | 対象地域   | 備考                                |
| ------------------------- | ------------ | ---------- | ---------- | ----------------------------------- |
| 2023年10月7日 - 12月23日  | 土曜 7:00 -  | テレビ東京 | 関東広域圏 | 「イニミニマニモ」内                |
| 2023年10月12日 - 12月28日 | 木曜 22:05 - | AT-X       | 日本全域   | リピート放送：月曜 10:05/水曜 16:05 |

| 配信開始日                | 配信時間       | 配信サイト                                                            |
| ------------------------- | -------------- | --------------------------------------------------------------------- |
| 2023年10月7日 - 12月23日  | 土曜 8:00 更新 | Lemino アニメタイムズ                                                 |
| 2023年10月13日 - 12月29日 | 金曜 8:00 更新 | dアニメストア U-NEXT アニメ放題 Hulu DMM TV ABEMA TVer ネットもテレ東 |

## アニメ関連商品

### BD / DVD
「第○松」という名称で呼ばれている。
| 巻 | 発売日        | 収録話                | 規格品番   | 規格品番   |
| 巻 | 発売日        | 収録話                | BD         | DVD        |
| -- | ------------- | --------------------- | ---------- | ---------- |
| 1  | 2016年1月29日 | 第2話 - 第3話 第3.5話 | EYXA-10740 | EYBA-10732 |
| 2  | 2016年2月26日 | 第4話 - 第6話         | EYXA-10741 | EYBA-10733 |
| 3  | 2016年3月25日 | 第7話 - 第9話         | EYXA-10742 | EYBA-10734 |
| 4  | 2016年4月29日 | 第10話 - 第12話       | EYXA-10743 | EYBA-10735 |
| 5  | 2016年5月27日 | 第13話 - 第15話       | EYXA-10744 | EYBA-10736 |
| 6  | 2016年6月24日 | 第16話 - 第18話       | EYXA-10745 | EYBA-10737 |
| 7  | 2016年7月29日 | 第19話 - 第21話       | EYXA-10745 | EYBA-10737 |
| 8  | 2016年8月26日 | 第22話 - 第25話       | EYXA-10746 | EYBA-10738 |

| 巻 | 発売日         | 収録話          | 規格品番   | 規格品番   |
| 巻 | 発売日         | 収録話          | BD         | DVD        |
| -- | -------------- | --------------- | ---------- | ---------- |
| 1  | 2017年12月22日 | 第1話 - 第3話   | EYXA-11747 | EYBA-11739 |
| 2  | 2018年1月26日  | 第4話 - 第6話   | EYXA-11748 | EYBA-11740 |
| 3  | 2018年2月23日  | 第7話 - 第9話   | EYXA-11749 | EYBA-11741 |
| 4  | 2018年3月30日  | 第10話 - 第12話 | EYXA-11750 | EYBA-11742 |
| 5  | 2018年4月27日  | 第13話 - 第15話 | EYXA-11751 | EYBA-11743 |
| 6  | 2018年5月25日  | 第16話 - 第18話 | EYXA-11752 | EYBA-11744 |
| 7  | 2018年6月29日  | 第19話 - 第21話 | EYXA-11753 | EYBA-11745 |
| 8  | 2018年7月27日  | 第22話 - 第25話 | EYXA-11754 | EYBA-11746 |

| 巻 | 発売日         | 収録話          | 規格品番   | 規格品番   |
| 巻 | 発売日         | 収録話          | BD         | DVD        |
| -- | -------------- | --------------- | ---------- | ---------- |
| 1  | 2020年12月25日 | 第1話 - 第3話   | EYXA-13195 | EYBA-13187 |
| 2  | 2021年1月22日  | 第4話 - 第6話   | EYXA-13196 | EYBA-13188 |
| 3  | 2021年2月19日  | 第7話 - 第9話   | EYXA-13197 | EYBA-13189 |
| 4  | 2021年3月19日  | 第10話 - 第12話 | EYXA-13198 | EYBA-13190 |
| 5  | 2021年4月23日  | 第13話 - 第15話 | EYXA-13199 | EYBA-13191 |
| 6  | 2021年5月21日  | 第16話 - 第18話 | EYXA-13200 | EYBA-13192 |
| 7  | 2021年6月18日  | 第19話 - 第21話 | EYXA-13201 | EYBA-13193 |
| 8  | 2021年7月23日  | 第22話 - 第25話 | EYXA-13202 | EYBA-13194 |

| 巻 | 発売日             | 収録話          | 規格品番   |
| -- | ------------------ | --------------- | ---------- |
| 1  | 2025年9月24日予定  | 第1話 - 第3話   | EYXA-14779 |
| 2  | 2025年10月29日予定 | 第4話 - 第6話   | EYXA-14780 |
| 3  | 2025年11月26日予定 | 第7話 - 第9話   | EYXA-14781 |
| 4  | 2025年12月24日予定 | 第10話 - 第13話 | EYXA-14782 |

上記以外に、以下のBD・DVDも発売されている。
おそ松さんスペシャルイベント フェス松さん'16（2016年10月14日発売、EYXA-11125 / EYBA-11124）
2016年5月8日に幕張メッセイベントホールで開催されたスペシャルイベント『フェス松さん』夜の部を収録したもの。ただし、声優が即興芝居を行ったコーナー「デリバリーコントin幕張」のパートはBD・DVDに未収録となっている。
おそ松さん こばなしあつめ（2017年6月30日発売、EYXA-11426 / EYBA-11425）
『おそ松さん おうまでこばなし』、『6つ子とおうまの物語』などの番外編を集めたもの。
松セレクション
六つ子それぞれのエピソードをセレクションした廉価版。特典映像として各六つ子それぞれをメインにしたエンディング4種類のノンクレジット版も同時収録。
1. 「長男 おそ松」（2017年7月28日発売、EYXA-11433 / EYBA-11427）
2. 「次男 カラ松」（2017年7月28日発売、EYXA-11434 / EYBA-11428）
3. 「三男 チョロ松」（2017年8月25日発売、EYXA-11435 / EYBA-11429）
4. 「四男 一松」（2017年8月25日発売、EYXA-11436 / EYBA-11430）
5. 「五男 十四松」（2017年9月29日発売、EYXA-11437 / EYBA-11431）
6. 「末弟 トド松」（2017年9月29日発売、EYXA-11438 / EYBA-11432）

### 音楽CD
| 発売日         | タイトル                                                  | 規格品番     |
| -------------- | --------------------------------------------------------- | ------------ |
| 2015年12月16日 | SIX SAME FACES 〜今夜は最高!!!!!!〜                       | EYCA-10731   |
| 2016年3月16日  | SIX SHAME FACES 〜今夜も最高!!!!!!〜                      | EYCA-10868   |
| 2016年9月7日   | おそ松さん Original Sound Track                           | EYCA-11072-3 |
| 2017年12月6日  | レッツゴー！ムッツゴー！〜6色の虹〜                       | EYCA-11737/B |
| 2018年8月15日  | おそ松さん第2期 Original Sound Track                      | EYCA-12009   |
| 2019年6月26日  | えいがのおそ松さん Original Sound Track                   | EYCA-12371   |
| 2020年12月16日 | Max Charm Faces ～彼女は最高♡♡!!!!!!～                    | EYCA-13186   |
| 2021年2月24日  | Amazing Intelligence 〜クズは最高!!!!!!!!!!!!!♡♡△△〜      | EYCA-13268   |
| 2021年8月18日  | おそ松さん Original Sound Track Album3                    | EYCA-13466   |
| 2023年11月22日 | おそ松さん Original Sound Track Album 6周年記念新作アニメ | EYCA-14240   |

### ドラマCD
2016年にシリーズ第1弾『おそ松さん 6つ子のお仕事体験 ドラ松CDシリーズ DORAMATSU（どらまつ）』のタイトルで全7巻が発売された。また、2017年にシリーズ第2弾『かくれエピソードドラマCD「松野家のなんでもない感じ」』全3巻、2019年にシリーズ第3弾『かくれエピソードドラマCD「松野家のわちゃっとした感じ」』全3巻がそれぞれ発売された。
ドラ松CDシリーズでは、6巻までは2人1組、7巻は6人全員となってそれぞれが職業体験をする内容となっている。脚本は柿村イサナ（1・2・6・7巻）、ふでやすかずゆき（3・4・5巻）が担当。かくれエピソードでは六つ子の日常を描く内容となっており、こちらは6巻とも全て構成・脚本を松原秀が担当。
オリコンランキングではドラ松CDシリーズ全巻が週間アルバムチャートで5位以内にランクイン。また、7巻以外を除き6作が週間アニメアルバムチャートで1位を獲得。最初に発売された1巻の売り上げは5万枚を突破し、ドラマCDとしては歴代1位の売り上げを記録した。かくれエピソードも全巻が週間アルバムチャートで10位以内にランクインしている。
2020年10月6日よりドラマCDシリーズ全話の単品配信・販売が開始され、全話試聴可能な特設サイト「ドラマCDコレクション」も公開された。
| 巻数 | サブタイトル                                                        | 出演者 | 発売日         | 規格品番   |
| ---- | ------------------------------------------------------------------- | --- | -------------- | ---------- |
| 1    | おそ松＆一松 『占い師』                                             | おそ松（櫻井孝宏）、一松（福山潤）                                                                                | 2016年 2月24日 | EYCA-10791 |
| 2    | チョロ松＆十四松 『バー』                                           | チョロ松（神谷浩史）、十四松（小野大輔）                                                                          | 3月23日        | EYCA-10792 |
| 3    | おそ松＆チョロ松 『TVプロデューサー』                               | おそ松（櫻井孝宏）、チョロ松（神谷浩史）                                                                          | 4月20日        | EYCA-10793 |
| 4    | カラ松＆一松 『弁護士』                                             | カラ松（中村悠一）、一松（福山潤）                                                                                | 5月25日        | EYCA-10794 |
| 5    | 十四松＆トド松 『警察官』                                           | 十四松（小野大輔）、トド松（入野自由）                                                                            | 6月22日        | EYCA-10795 |
| 6    | カラ松＆トド松withトト子 『ホストクラブ』                           | カラ松（中村悠一）、トド松（入野自由） トト子（遠藤綾）                                                           | 7月27日        | EYCA-10796 |
| 7    | おそ松＆カラ松＆チョロ松＆一松＆十四松＆トド松 『お仕事アラカルト』 | おそ松（櫻井孝宏）、カラ松（中村悠一） チョロ松（神谷浩史）,一松（福山潤） 十四松（小野大輔）、トド松（入野自由） | 8月24日        | EYCA-10797 |

| 巻数 | サブタイトル                                                             | 出演者 | 発売日         | 規格品番   |
| ---- | ------------------------------------------------------------------------ | --- | -------------- | ---------- |
| 1    | 第1巻参ったぜ マッサージ イカ 銭湯                                       | おそ松（櫻井孝宏）、カラ松（中村悠一） チョロ松（神谷浩史）、一松（福山潤） 十四松（小野大輔）、トド松（入野自由） | 2017年 2月22日 | EYCA-11288 |
| 2    | 第2巻ひまつぶし オレ これでいいのか？ チョロプレックス 一松病院 定例会議 | おそ松（櫻井孝宏）、カラ松（中村悠一） チョロ松（神谷浩史）、一松（福山潤） 十四松（小野大輔）、トド松（入野自由） | 3月29日        | EYCA-11289 |
| 3    | 第3巻トッティのお願い 日曜大工 寝起きドッキリ なんでもない感じ           | おそ松（櫻井孝宏）、カラ松（中村悠一） チョロ松（神谷浩史）、一松（福山潤） 十四松（小野大輔）、トド松（入野自由） | 4月26日        | EYCA-11290 |

| 巻数 | サブタイトル                                                             | 出演者 | 発売日         | 規格品番   |
| ---- | ------------------------------------------------------------------------ | --- | -------------- | ---------- |
| 1    | 第1巻手洗った？ ねこの誘惑 ややこしいじょー 耳かき                       | おそ松（櫻井孝宏）、カラ松（中村悠一） チョロ松（神谷浩史）、一松（福山潤） 十四松（小野大輔）、トド松（入野自由） トト子（遠藤綾）、イヤミ（鈴村健一） チビ太（國立幸）、デカパン（上田燿司） ダヨーン（飛田展男）、ハタ坊（斎藤桃子） | 2019年 2月29日 | EYCA-12208 |
| 2    | 第2巻トト子ちゃーん！ 持って帰ってきちゃった 十四松クイズ 銭湯の帰り     | おそ松（櫻井孝宏）、カラ松（中村悠一） チョロ松（神谷浩史）、一松（福山潤） 十四松（小野大輔）、トド松（入野自由） トト子（遠藤綾）、イヤミ（鈴村健一） チビ太（國立幸）、デカパン（上田燿司） ダヨーン（飛田展男）、ハタ坊（斎藤桃子） | 3月13日        | EYCA-12209 |
| 3    | 第3巻チョロ松一松戦争 お惣菜コーナーにて しぇーうぇぶ わちゃっとした感じ | おそ松（櫻井孝宏）、カラ松（中村悠一） チョロ松（神谷浩史）、一松（福山潤） 十四松（小野大輔）、トド松（入野自由） トト子（遠藤綾）、イヤミ（鈴村健一） チビ太（國立幸）、デカパン（上田燿司） ダヨーン（飛田展男）、ハタ坊（斎藤桃子） | 4月17日        | EYCA-12210 |

## WEBラジオ
『TVアニメ「おそ松さん」WEBラジオ シェーWAVE おそ松ステーション』のタイトルで、2015年10月5日（第0回）から2016年4月18日（第13回）までアニメ公式サイト、アニメイトTVにて配信された。月2回月曜日更新。パーソナリティはイヤミを演じる鈴村健一。お便りを紹介する「おた松さん！」、出演声優への質問に答える「おこ松さん！」のコーナーがある。
2016年3月13日には舞浜アンフィシアターでファン感謝イベント『チミ達と一緒にシェーザンス！』を開催。第11回は昼の部、第12回は夜の部の公開録音イベントを配信。パンフレットにはスペシャル出張版CDを同梱。
2016年3月27日に発表された第2回アニラジアワードにおいて、「BEST FUNNY RADIO 大笑いラジオ賞（新人枠）」を受賞した。
2017年4月6日にスペシャル回として復活配信された。2017年10月から2018年4月まで第2期に合わせ配信復活。公開収録が2018年4月1日に開催、ラジオ版DJCD『おそ松さん第2期 シェーWAVE おそ松ステーション DJシェーD』が同年7月11日に発売。『えいがのおそ松さん』、第3期に合わせその都度配信。
| 回数             | 配信期日       | サブタイトル | ゲスト声優（役名）                        |
| ---------------- | -------------- | --- | ----------------------------------------- |
| 第0回 (プレ放送) | 2015年 10月5日 | シェー！！ミーのラジオの始まりザンス♪                                                                            | 無し                                      |
| 第1回            | 10月26日       | シェー！！六つ子の長男が来たザンス♪                                                                              | 櫻井孝宏（おそ松 役）                     |
| 第2回            | 11月16日       | シェー！！魚屋のアイドルが来たザンス♪                                                                            | 遠藤綾（トト子 役）                       |
| 第3回            | 11月30日       | シェー！！クールでかっこつけな六つ子の次男が来たザンス♪                                                          | 中村悠一（カラ松 役）                     |
| 第4回            | 12月14日       | シェー！！ダ〜ジョ〜、ダダジョ〜、ダッジョダジョ〜！な男の子が来たザンス♪                                        | 斎藤桃子（ハタ坊 役）                     |
| 第5回            | 12月28日       | シェー！！甘え上手で世渡り上手な松野家の末っ子が来たザンス♪                                                      | 入野自由（トド松 役）                     |
| 第6回            | 2016年 1月11日 | シェー！！おフランス帰りのミーがゲストに来たザンス！？                                                           | 鈴村健一（イヤミ 役）                     |
| 第7回            | 1月26日        | シェー！！何でも入っているパンツのホエホエなおじさんが来たザンス！？                                             | 上田燿司（デカパン 役）                   |
| 第8回            | 2月8日         | シェー！！六つ子内では唯一の常識人（？）と言われる三男が来たザンス！？                                           | 神谷浩史（チョロ松 役）                   |
| 第9回            | 2月22日        | シェー！！正体不明の謎のおじさんが来たザンス！？                                                                 | 飛田展男（ダヨーン 役）                   |
| 第10回           | 3月7日         | シェー！！異常に明るく、ハッスルハッスル！な松野家の五男が来たザンス♪                                            | 小野大輔（十四松 役）                     |
| 第11回           | 3月21日        | シェー！！舞浜に、マイペースでネコが友達な松野家の四男が来たザンス♪                                              | 福山潤（一松 役）                         |
| 第12回           | 4月4日         | シェー！！舞浜に、おでん大好きバイタリティいっぱいな彼 ＆ダッジョダジョ〜！とたくましく生きている彼が来たザンス♪ | 國立幸（チビ太 役） 斎藤桃子（ハタ坊 役） |
| 第13回           | 4月18日        | シェー！！最終回に六つ子の長男が再び登場ザンス♪                                                                  | 櫻井孝宏（おそ松 役）                     |

| 回数         | 配信期日      | サブタイトル                                     | ゲスト声優（役名）    |
| ------------ | ------------- | ------------------------------------------------ | --------------------- |
| スペシャル回 | 2017年 4月6日 | シェー！！春の復活祭に6つ子の長男が登場ザ〜ンス♪ | 櫻井孝宏（おそ松 役） |

| 回数   | 配信期日       | サブタイトル                                                                                    | ゲスト声優（役名）                      |
| ------ | -------------- | ----------------------------------------------------------------------------------------------- | --------------------------------------- |
| 第15回 | 10月2日        | シェー！！復活のラジオに6つ子の長男が登場ザ〜ンス♪                                              | 櫻井孝宏（おそ松 役）                   |
| 第16回 | 10月23日       | シェー！！復活のラジオに魚屋のアイドルが登場ザ〜ンス♪                                           | 遠藤綾（トト子 役）                     |
| 第17回 | 11月13日       | シェー！！松野家の唯一の稼ぎ頭のお父さんが登場ザ〜ンス♪                                         | 井上和彦（松造 役）                     |
| 第18回 | 11月27日       | シェー！！テンションMAXでハッスルハッスル！な松野家の五男が来たザンス♪                          | 小野大輔（十四松 役）                   |
| 第19回 | 12月11日       | シェー！！おでん大好き、てやんでぇいバーローチキショーなあの人が来たザンス♪                     | 國立幸（チビ太 役）                     |
| 第20回 | 12月25日       | シェー！！マイペース&ネコが友達な松野家の四男が来たザンス♪                                      | 福山潤（一松 役）                       |
| 第21回 | 2018年 1月22日 | シェー！！真面目そうに見えて実はそうでもない(?)三男が来たザンス♪                                | 神谷浩史（チョロ松 役）                 |
| 第22回 | 1月29日        | シェー！！心優しきホエホエ〜なおじさんが来たザンス♪                                             | 上田燿司（デカパン 役）                 |
| 第23回 | 2月12日        | シェー！！甘え上手な松野家の末っ子が来たザンス♪                                                 | 入野自由（トド松 役）                   |
| 第24回 | 2月26日        | シェー！！“The おそ松さんズ”から素敵なお二人がゲストにいらしたザンス♪                           | 高橋幸宏 大貫妙子                       |
| 第25回 | 3月19日        | シェー！！満を持しての松野家の次男が来たザンス♪                                                 | 中村悠一（カラ松 役）                   |
| 第26回 | 3月26日        | シェー！！大きな口でなんでも吸い込じゃう謎のおじさんが来たよ〜ん♪                               | 飛田展男（ダヨーン 役）                 |
| 第27回 | 4月9日         | シェー！！最終回の公開録音に、松野家の四男と漠然とたくましく生きるダジョ〜な男の子が来たザンス♪ | 福山潤（一松 役） 斎藤桃子（ハタ坊 役） |

| 回数   | 配信期日       | サブタイトル                                                          | ゲスト声優（役名）                                            |
| ------ | -------------- | --------------------------------------------------------------------- | ------------------------------------------------------------- |
| 第28回 | 12月27日       | シェー！！復活のラジオに監督サンと脚本家サンがいらしたザ〜ンス♪       | 藤田陽一 松原秀                                               |
| 第29回 | 2019年 2月12日 | シェー！！おフランスの土産話をひっさげて松野家の末っ子が来たザ〜ンス♪ | 入野自由（トド松 役）                                         |
| 第30回 | 4月5日         | シェー！！有明の地に、松野家の長男&四男&五男が登場したザ〜ンス♪       | 櫻井孝宏（おそ松 役） 福山潤（一松 役） 小野大輔（十四松 役） |

| 回数              | 配信期日       | サブタイトル                                                                                             | ゲスト声優（役名） |
| ----------------- | -------------- | --- | --- |
| 生放送 （第31回） | 2020年 7月10日 | TVアニメ「おそ松さん」第3期放送記念 「シェーWAVE おそ松ステーション」生放送！〜8時からだョ！全員集合？〜 | 櫻井孝宏(おそ松 役） 小野大輔(十四松 役） 福山潤(一松 役） 中村悠一(カラ松 役） 神谷浩史(チョロ松 役） 入野自由(トド松 役) |
| 第32回            | 10月12日       | シェー！！またまた復活のミーのラジオに、6つ子の長男がお祝いに登場ザ～ンス♪                               | 櫻井孝宏（おそ松 役） |
| 第33回            | 11月2日        | シェー！！ミーのラジオにも、あの双子AIロボットがやってきたザンス！！                                     | 山本和臣（シャケとウメ 役）                                                                                                |
| 第34回            | 11月16日       | シェー！！ミーのラジオから、松野家の四男の裏番組に切り替えないでほしいザンス！！！                       | 福山潤(一松 役） |
| 第35回            | 12月7日        | シェー！！松野家の次男と一緒に第3期の傾向と対策を考えるザンス！！！                                      | 中村悠一(カラ松 役） |
| 第36回            | 2021年 1月11日 | シェー！！ミーが!ミーが!!両手に花ザンス～ぅ！！                                                          | 山下七海（橋本にゃー 役） 斉藤貴美子（ドブス 役）                                                                          |
| 第37回            | 1月25日        | シェー！！魚屋のアイドルさんと年末年始のおそ松さん界隈を振り返るザンス～ぅ！！                           | 遠藤綾（トト子 役） |
| 第38回            | 2月8日         | シェー！！ダジョ～な男の子に番組中の笑いを持っていかれるザンス～ぅ！！                                   | 斎藤桃子（ハタ坊 役） |
| 第39回            | 3月1日         | シェー！！アカツカシティから松野家の五男がやって来たザンス～！！                                         | 小野大輔（十四松 役） |
| 第40回            | 3月15日        | シェー！！ガラス窓の向こう側から生みの親のお一人がやって来たザンス～！！                                 | 松原秀（シリーズ構成） |
| 第41回            | 3月29日        | シェー！！グッズ開発室からの特使が宣伝にやって来たザンス～！！                                           | 入野自由（トド松 役） |
| 第42回            | 4月19日        | シェー！！最終回らしくない最終回を松野家の三男と一緒にお届けするザ～ンス！！                             | 神谷浩史(チョロ松 役） |

| 回数   | 配信期日                                    | サブタイトル       | ゲスト声優（役名）                           |
| ------ | ------------------------------------------- | ------------------ | -------------------------------------------- |
| 特別回 | 2022年 8月6日(ショート) 8月10日(ノーカット) | PUNPEEとIgnition!! | 櫻井孝宏（おそ松 役） PUNPEE（ED主題歌担当） |

## 書籍

### 漫画
いずれも原作：赤塚不二夫、監修：おそ松さん製作委員会。
『おそ松さん』（漫画：シタラマサコ）
『月刊YOU』（集英社）2016年2月号より連載を開始。同誌が2018年11月号をもって休刊後は『Cookie』へ移籍し、2019年1月号から2021年1月号まで連載された。シタラマサコによる描き下ろしオリジナルストーリーである。また、『ザ マーガレット』2019年4月号からも連載中。
シタラマサコの別作品とコラボレーションしており、一部は別作品の単行本に収録されている。詳しくは#タイアップ・コラボレーションなどを参照。
- 単行本（マーガレットコミックスYOU）
  1. 2016年5月25日発売、ISBN 978-4-08-845570-9
  2. 2016年9月23日発売、ISBN 978-4-08-845648-5
  3. 2017年2月24日発売、ISBN 978-4-08-845726-0
  4. 2017年7月25日発売、ISBN 978-4-08-845797-0
  5. 2017年12月25日発売、ISBN 978-4-08-845874-8
  6. 2018年3月23日発売、ISBN 978-4-08-844017-0
  7. 2018年9月25日発売、ISBN 978-4-08-844104-7
  8. 2019年2月25日発売、ISBN 978-4-08-844162-7
  9. 2021年1月25日発売、ISBN 978-4-08-844452-9
  10. 2021年2月25日発売、ISBN 978-4-08-844465-9

『アニメコミック・おそ松さん』
スマートデバイス向けの無料漫画・小説アプリ 『comico PLUS』（NHN comico）にて2016年9月30日より連載開始。オンラインコミックで唯一のアニメコミックである。未単行本化。
アニメの第1期第2話、第3話、第11話、第4話、第5話、第6話を縦スクロール形式に配置してコミックス化。2017年4月29日配信の「イヤミの大発見」をもって更新を終了している。

『TVアニメおそ松さんアニメコミックス』（編：YOU編集部）
単行本として発売、全6巻。上記と同様にアニメ第1期のエピソードをそのままコミックス化しているが、コマ割りは異なる。アニメとは収録順が異なり、各巻ごとのテーマに沿ったエピソードを選抜して収録しており、一部のエピソードは未収録となっている。それぞれの巻に一人ずつ六つ子が表紙に描かれている。
- 単行本（マーガレットコミックスYOU）
  1. おさわがせ6つ子!篇 2017年1月25日 発売 ISBN 978-4-08-845694-2
    - 「就職しよう」「おそ松の憂鬱」「トト子なのだ」「カラ松事変」「おたんじょうび会ダジョー」「事故?」「風邪ひいた」「トド松のライン」「4個」「6つ子に生まれたよ」

  2. そんなことよりモテたい!篇 2017年2月24日発売 ISBN 978-4-08-845695-9
    - 「童貞なヒーロー」「トト子の夢」「トド松と5人の悪魔」「イヤミチビ太のレンタル彼女」「希望の星、トド松」「トト子大あわて」「イタイって何だ?」

  3. まじめに生きてみようか…篇 2017年3月24日発売 ISBN 978-4-08-845696-6
    - 「自立しよう」「エスパーニャンコ」「チビ太とおでん」「恋する十四松」「チビ太の花の命」「チョロ松ライジング」「イヤミの学校」

  4. つぎはどんなワールドだ!?篇 2017年4月25日発売 ISBN 978-4-08-845697-3
    - 「なごみのおそ松」「面接」「時代劇おそ松さん」「スクール松」「じょし松さん」「松汁」「松野松楠」「チョロ松先生」

  5. さらにカオスへ!!篇 2017年5月25日発売 ISBN 978-4-08-845698-0
    - 「こぼれ話集」「クリスマスおそ松さん」「十四松まつり」「猫カフェ」

  6. んじゃあ、またね!篇 2017年6月23日発売 ISBN 978-4-08-845699-7
    - 「一松事変」「麻雀」「神松」「灯油」「手紙」「おそまつさんでした」

『ウル松さん』
LINEコミックで連載されたウルトラマンコラボ漫画。漫画：わんにゃんぷー 。不思議なパーカーを手に入れた6つ子がウル松となる話。 単行本はLINE Digital Frontierより発行。
- 第1巻 2020年10月15日発売 ISBN 978-4-86697-094-3。

#### アンソロジーコミック
様々な出版社から公式アンソロジーコミックが複数刊行されている。いずれも原作：赤塚不二夫、監修：おそ松さん製作委員会。
リブレ
- おそ松さん公式アンソロジー 愛しているのよおそ松さん 2016年6月24日発売 ISBN 978-4-7997-2985-4
- おそ松さん公式アンソロジー 6つ子オールスターズ！ 2017年9月29日発売 ISBN 978-4-7997-3485-8

KADOKAWA
シルフコミックス（編集：電撃マオウ編集部）
- おそ松さん 公式アンソロジーコミック こぼれ話集 2016年6月25日発売 ISBN 978-4-04-865904-8

- おそ松さん 公式アンソロジーコミック こぼれ話集2 2017年9月15日発売 ISBN 978-4-04-893326-1

ジーンピクシブ / MFCコミックス ジーンシリーズ（編集：ジーン編集部）
- おそ松さん公式アンソロジーコミック 【ゲス】 2016年6月25日発売 ISBN 978-4-04-068272-3
- おそ松さん公式アンソロジーコミック 【メス】 2016年6月25日発売 ISBN 978-4-04-068273-0
- おそ松さん公式アンソロジーコミック 【F6】 2016年6月25日発売 ISBN 978-4-04-068271-6
- おそ松さん公式アンソロジーコミック 【ゲスゲス】 2017年9月15日発売 ISBN 978-4-04-069427-6
- おそ松さん公式アンソロジーコミック 【ケモケモ】 2017年9月15日発売 ISBN 978-4-04-069426-9

あすかコミックスDX（編集：あすか編集部）
- おそ松さん公式アンソロジーコミック 【キレイ】 2016年6月25日発売 ISBN 978-4-04-104528-2
- おそ松さん公式アンソロジーコミック 【祭り】 2017年9月15日発売 ISBN 978-4-04-106104-6

ビーズログ・コミックス（編集：コミックビーズログ編集部）
- 働く!? おそ松さん 〜IN おそ川書店〜 公式アンソロジー 2016年9月1日発売 ISBN 978-4-04-734270-5
- おそ松さん公式アンソロジー 〜コント松集〜 2017年9月15日発売 ISBN 978-4-04-734758-8

ブシロードメディア（編集：月刊ブシロード編集部）
- 「おそ松さん」公式アンソロジーコミック 『4コ松さん』 2016年10月14日発売 ISBN 978-4-04-899423-1
- 「おそ松さん」公式アンソロジーコミック 『4コ松2さん』 2017年11月8日発売 ISBN 978-4-04-899434-7

MFC（編集：キューン編集部）
- おそ松さん公式アンソロジーコミック 【呑んだくれ】 2017年9月15日発売 ISBN 978-4-04-069435-1

一迅社 DNAメディアコミックス
- おそ松さん 公式コミックアンソロジー 今夜は寝かさない 2016年7月1日発売 ISBN 978-4-7580-0914-0
- おそ松さん 公式コミックアンソロジー 明日も寝かさない 2017年9月25日発売 ISBN 978-4-7580-0964-5

スクウェア・エニックス Gファンタジーコミックス
- おそ松さん 公式コミックアンソロジー〜スクエニセンバツ〜 2016年7月12日発売 ISBN 978-4-7575-4898-5
- おそ松さん 公式コミックアンソロジー〜スクエニセンバツ〜 2 2017年9月27日発売 ISBN 978-4-7575-5492-4

フロンティアワークス
- まるっと12ヶ月おそ松さん 公式アンソロジーコミック 2016年10月25日発売 ISBN 978-4-86134-930-0
- 夜のおそ松さん〜人生大バクチ！〜公式アンソロジーコミック 2017年12月19日発売 ISBN 978-4-86657-081-5

双葉社 アクションコミックス/月刊アクション
- おそ松さん公式アンソロジーコミック NEET GOING ON! 2018年3月12日発売 ISBN 978-4-575-94523-2

上記以外に『おそ松さん』のキャラクターが使用された同人アンソロジーコミックも複数刊行されているが、それらはタイトルに「おそ松さん」が含まれておらず、おそ松さん製作委員会の監修も付いていない非公式のものとなっている。

### 小説
雑誌『ダ・ヴィンチ』（KADOKAWA）掲載作品
- 『なごみ探偵おそ松さん・リターンズ』（著者：乙一） - 2016年5月号に掲載。
  - 2022年4月13日発売『さよならに反する現象』 ISBN 978-4-04-112074-3 収録。

- 『黙れおそ松』（著者：柚月裕子） - 2017年11月号に掲載。

未単行本化作品。

雑誌『おそ松六年生』（Cheese!2016年7月号増刊、小学館）掲載作品
未単行本化作品。
- 『クイズストーリー カラジャンとうなんじけん』（著者：都築奈央）

『おそ松さん〜番外編〜』シリーズ（著者：小倉帆真、原作：赤塚不二夫（『おそ松くん』）、監修：おそ松さん製作委員会）
- 単行本（集英社みらい文庫・集英社）

- 番外編 2016年7月22日発売 ISBN 978-4-08-321331-1
- 番外編再び 2017年9月22日発売 ISBN 978-4-08-321395-3

『小説 おそ松さん』シリーズ（著者：三津留ゆう（前松のみ）／石原宙、イラスト：浅野直之、原作：赤塚不二夫、監修：おそ松さん製作委員会（後松以降））
『前松』のみ三津留ゆう・石原宙の2名による共著、『後松』以降は石原宙のみが担当している。通常版のほか、特典付きで表紙デザインの異なる限定版が存在する。
- 単行本（JUMP j BOOKS・集英社）
  - 前松 2016年7月29日発売 ISBN 978-4-08-703396-0（通常版） / ISBN 978-4-08-907053-6（限定版）
  - 後松 2016年11月29日発売 ISBN 978-4-08-703406-6（通常版） / ISBN 978-4-08-907054-3（限定版）
  - タテ松 2017年11月24日発売 ISBN 978-4-08-703437-0（通常版） / ISBN 978-4-08-907059-8（限定版）
  - ヨコ松 2018年4月20日発売 ISBN 978-4-08-907063-5（限定版） / （通常版は電子書籍のみ発売）

『小説 おそ松さん 6つ子とエジプトとセミ』（著者：都築奈央、原作：赤塚不二夫（『おそ松くん』）、監修：おそ松さん製作委員会）
- 単行本（小学館ジュニア文庫・小学館）
  - 2018年2月21日発売 ISBN 978-4-09-231223-4

この他に『こちら葛飾区亀有公園前派出所』とのコラボレーション小説がある。詳しくは#タイアップ・コラボレーションなどを参照。

### 公式ファンブック等
TVアニメ「おそ松さん」公式ファンブック われら松野家6兄弟！（生活シリーズ）（編：PASH!編集部）
- 2016年4月30日発売 ISBN 978-4-391-63908-7 / 主婦と生活社

TVアニメ「おそ松さん」キャラクターズブック（マーガレットコミックスYOU）（編：YOU編集部、監修：おそ松さん製作委員会） / 集英社
1. おそ松 2016年5月25日発売 ISBN 978-4-08-845564-8
2. カラ松 2016年5月25日発売 ISBN 978-4-08-845565-5
3. チョロ松 2016年6月24日発売 ISBN 978-4-08-845566-2
4. 一松 2016年6月24日発売 ISBN 978-4-08-845567-9
5. 十四松 2016年7月25日発売 ISBN 978-4-08-845568-6
6. トド松 2016年7月25日発売 ISBN 978-4-08-845569-3

「おそ松さん」公式考察本 おそダス（編：「おそ松さん」研究所 シェー英社支部）
- 2016年8月26日発売 ISBN 978-4-08-781614-3 / 集英社

an・an特別編集 おそ松さんSPECIAL BOOK（MAGAZINE HOUSE MOOK）
- 2017年3月14日発売 ISBN 978-4-8387-5177-8 / マガジンハウス

an・an特別編集 「えいがのおそ松さん」OFFICIAL BOOK（MAGAZINE HOUSE MOOK）
- 2019年4月3日発売 ISBN 978-4-8387-5345-1 / マガジンハウス

### ゲーム関連書籍
あ。プリ松バイブル おそ松さんアプリゲームの本（エンターブレインムック）
- 2016年7月8日発売 ISBN 978-4-04-733166-2 / KADOKAWA

「おそ松さんのへそくりウォーズ〜ニートの攻防〜」の本 ニート研究記録（エンターブレインムック）
- 2016年10月1日発売 ISBN 978-4-04-733176-1 / KADOKAWA

おそ松さんダメ松.コレクション〜6つ子の絆〜 オフィシャルガイドブック（エンターブレインムック）
- 2017年7月29日発売 ISBN 978-4-04-733243-0 / Gzブレイン

おそ松さん THE GAME はちゃめちゃ就職アドバイス -デッド オア ワーク- 公式ファンブック（ビーズログ・コレクション）
- 2017年9月1日発売 ISBN 978-4-04-733278-2 / Gzブレイン

おそ松さんのへそくりウォーズ〜ニートの攻防〜 ほぼほぼ全イラスト集
- 2019年3月14日発売 ISBN 978-4-909711-06-9 / ディー・エル・イー

にゅ〜パズ松さん 新品卒業計画 公式イラストブック
- 2019年4月1日発売 ISBN 978-4-04-733391-8 / Gzブレイン

おそ松さん よくばり！ニートアイランド 公式イラストブック
- 2019年4月1日発売 ISBN 978-4-04-733390-1 / Gzブレイン

### その他
おそ松さんノート（集英社文庫）
- 2016年6月23日発売 ISBN 978-4-08-745456-7 / 集英社

おそ松さん BOOKシリーズ（宝島社）
- ボディバッグBOOK 2016年6月28日発売 ISBN 978-4-8002-5590-7
- トートバッグBOOK 2016年6月28日発売 ISBN 978-4-8002-5487-0
- ウエストポーチBOOK 2016年7月14日発売 ISBN 978-4-8002-5688-1
- 6つ子シリコントレーBOOK 2016年7月25日発売 ISBN 978-4-8002-5651-5
- ネックピローBOOK 2016年7月26日発売 ISBN 978-4-8002-5633-1
- ボディバックBOOK -White- 2016年9月21日発売 ISBN 978-4-8002-6193-9
- マルチケースBOOK 2017年2月21日発売 ISBN 978-4-8002-6554-8
- フリースブランケットBOOK 2017年10月23日発売 ISBN 978-4-8002-7639-1

おそ松さん タワ松カレンダー'16-17 7月始まり
- 2016年7月1日発売 ISBN 978-4-569-83136-7 / PHP研究所

おそ松さん家計簿（スタジオ・ハードデラックス）
- 2016年7月2日発売 ISBN 978-4-569-83137-4 / PHP研究所

アニメスタイル009 特集『おそ松さん』（2016年7月号 / メディアパルムック）
- 2016年7月14日発売 ISBN 978-4-8021-5096-5 / スタイル

おそ松さんハンドメイドBOOK 自分でできる
- 2016年7月15日発売 ISBN 978-4-391-14868-8 / 主婦と生活社

ピアノソロ 中級 ピアノで楽しむ！おそ松さん
- 2016年7月19日発売 ISBN 978-4-636-93285-0 / ヤマハミュージックメディア

「おそ松さん」の企画術 ヒットの秘密を解き明かす（著：布川郁司）
- 2016年7月26日発売 ISBN 978-4-08-786072-6 / 集英社

おそ松さんぬりえ ぬり松さん！
- 2016年7月28日発売 ISBN 978-4-7580-1513-4 / 一迅社

おそ松さん 英語で東京案内（編：KADOKAWA語学書編集部）
- 2016年8月8日発売 ISBN 978-4-04-601675-1 / KADOKAWA

おそ松さん占い（生活シリーズ / 著：阿雅佐 編：PASH!編集部）
- 2016年11月28日発売 ISBN 978-4-391-63971-1 / 主婦と生活社

謎をトキ松さん おそ松さん謎解きBOOK（白夜ムック553 / 編：謎をトキ松さん編集部）
- 2017年1月27日発売 ISBN 978-4-86494-121-1 / 白夜書房

おそ松さん×TOKYO GIRLS COLLECTION 推し松 SPECIAL BOX
- 2017年2月28日発売 / 辰巳出版
  1. おそ松 ISBN 978-4-7778-1841-9
  2. カラ松 ISBN 978-4-7778-1842-6
  3. チョロ松 ISBN 978-4-7778-1843-3
  4. 一松 ISBN 978-4-7778-1844-0
  5. 十四松 ISBN 978-4-7778-1845-7
  6. トド松 ISBN 978-4-7778-1846-4

おそ松さん×サンリオキャラクターズ SPECIAL BOOK
- 2017年6月29日発売 ISBN 978-4-8002-7448-9 / 宝島社

おそ松さん手帳2018（スタジオ・ハードデラックス）
- 2017年10月7日発売 ISBN 978-4-569-83696-6 / PHP研究所

まるごとおそ松さん スペシャルふろく おそ松さんマンガ家セット（電撃ムックシリーズ）
- 2017年12月9日発売 ISBN 978-4-04-893393-3 / KADOKAWA

おそ松さん SPECIAL BOOK スペシャルアイテム FREAK'S STORE コラボBIGボストンバッグ
- 2017年12月29日発売 ISBN 978-4-8002-7735-0 / 宝島社

おそ松さん 着せかえBOOK （小学館 C&L MOOK）
- 2018年2月28日発売 ISBN 978-4-09-101785-7 / 小学館

帰ってきた！おそ松さんぬりえ ぬり松さん！
- 2018年3月2日発売 ISBN 978-4-7580-1595-0 / 一迅社

### 非公式考察本
松考察 超解読アニメ「おそ松さん」 ニートたち！ おやつですよ（三才ムック vol.851）
- 2015年12月28日発売 ISBN 978-4-86199-847-8 / 三才ブックス

おそ松さん徹底分析 6人兄弟全員ニートですが、なにか?
- 2016年3月11日発売 ISBN 978-4-86511-496-6 / マイウェイ出版

おそ松さん超分析 懲りない6つ子たち（EIWA MOOK）
- 2016年4月20日発売 ISBN 978-4-86545-312-6 / 英和出版社

おそ松さん推し松研究帳 アニメ第2期を楽しみに松ための最新考察（M.B.MOOK）
- 2016年7月29日発売 ISBN 978-4-86640-001-3 / マガジンボックス

徹底考察おそ松さん 6つ子の魂いつまでも 必見6つ子コンビ考察組み合わせごとのエピソードを掘り下げ（EIWA MOOK）
- 2017年11月28日発売 ISBN 978-4-86545-531-1 / 英和出版社

## ゲーム

### 端末ゲーム
おそ松さん 松まつり!
ニンテンドー3DS用ソフトとして、バンダイナムコエンターテインメントより2016年12月22日発売。後に廉価版「Welcome Price!!」として2017年11月9日に再発売。
おそ松さん ニート脱出スパイラル!!
ニンテンドー3DS用ソフト（ダウンロード専用）として、フリューより2017年4月12日配信。タッチパネルを活かした一筆書きパズル。パズルのシステムは同社が以前にリリースしている「ねむネコ パズルでも寝ています」「ベイブレードバースト ベイロガープラス&パズル」「干物妹！うまるちゃん だらっとパズル」「少年アシベ GO!GO!ゴマちゃん キュ〜トなゴマちゃんいっぱいパズル」と共通する。
おそ松さん THE GAME はちゃめちゃ就職アドバイス -デッド オア ワーク-
PlayStation Vita用ソフトとして、女性向けゲームブランド・オトメイトより2017年6月29日発売。ゲーム内容は同じだが、特典内容の異なる8種類のバージョンが用意されている。
オープニングテーマ曲「全力バタンキューREMIX」
作詞・作曲 - 池波晏寿 / 編曲 - 堤晋一・HIRONORI SUGAI・ズシトモユキ / 歌 - A応P
エンディングテーマ曲「あなたでいっぱい」
作詞・作曲 - aya Produced by LOVERIN TAMBURIN / 歌 - Airii Yami（from スペイン）
もっと！にゅ〜パズ松さん 〜新品卒業計画〜
Nintendo Switch/PlayStation 4用ソフトとして、 ディースリー・パブリッシャーより2019年12月5日発売。スマートフォン版からほぼ完全移植でオリジナルストーリーを追加。Switch版はタッチパネル対応。
有料ダウンロードコンテンツとして「サンリオキャラクターズコラボDLC」も配信されていたが、2023年11月15日をもってDLCのみ販売終了。

### スマートフォンアプリ
おそ松さんのへそくりウォーズ 〜ニートの攻防〜 / 新発売！おそ松さんのへそくりウォーズ 〜ニートの攻防〜 / 元祖！おそ松さんのへそくりウォーズ 〜ニートの攻防〜（配信終了）
エイベックス・ピクチャーズよりApp Store、Google Playで配信。アニメ公式サイトでは事前登録者数に応じた報酬配布のキャンペーンを行っている。Android版は2016年2月9日、iOS版は同年3月3日にサービス開始した。2017年10月20日より『新発売！』に、2020年4月14日より『元祖！』にアップデート。2022年10月2日サービス終了。
パズ松さん（配信終了）
D-technoよりApp Store、Google Playで配信。2016年3月25日サービス開始。2018年4月27日サービス終了。
松野家扶養家族選抜会場（配信終了）
D-technoよりApp Store、Google Playで配信。Android版は2016年3月29日、iOS版は同年3月31日にサービス開始。どちらも2017年8月31日サービス終了。
おそ松さん はちゃめちゃパーティー！（配信終了）
D-technoよりApp Store、Google Playで配信。2016年4月25日にサービス開始。2017年8月31日サービス終了。
おそ松さんのニートスゴロクぶらり旅（配信終了）
エイベックス・ピクチャーズよりApp Store、Google Playで配信。2016年10月4日サービス開始。略称は『たび松』。2024年6月3日サービス終了。
おそ松さんぽ / おそ松さんぽZ（配信終了）
D-technoよりApp Store、Google Playで配信。2017年2月6日にサービス開始。2017年5月8日より『おそ松さんぽZ』にアップデート。2017年9月10日サービス終了。
おそ松さんのニートコレクション（配信終了）
auスマートパスで配信。2017年4月20日にサービス開始。後述のPC版ミニゲーム『おそ松さんのブラック工場』『トト子に貢ぎ隊』『推し松クイズバトル』を移植した3本が収録されており、これらのミニゲームをプレイしてポイントを集めて、ガチャを回すことで『おそ松さん』のイラストをコレクションできるゲーム。2020年12月31日サービス終了。
おそ松さん よくばり！ニートアイランド（配信終了）
マーベラスとD-technoよりApp Store、Google Playで配信。2017年9月19日にサービス開始。略称は『しま松』。2018年6月18日17時サービス終了。
にゅ〜パズ松さん 新品卒業計画（配信終了）
D-technoよりApp Store、Google Playで配信。2017年9月30日にサービス開始。『パズ松さん』の後継作にあたる。2019年1月28日15時サービス終了。後に、前述の『もっと！にゅ〜パズ松さん 〜新品卒業計画〜』として移植された。
おそ松さんのニート芸能プロダクション！(C)たび松製作委員会（配信終了）
エイベックス・テクノロジーズ・GOODROIDよりApp Store、Google Playで配信。2019年10月4日サービス開始。2024年6月3日サービス終了。
おそ松さんの主役争奪ぽこボール
エイベックス・ピクチャーズよりApp Store、Google Playで配信。2022年12月26日サービス開始。ゲーム性は異なるが、『おそ松さんのへそくりウォーズ』の後継作にあたる。
まついぬらんど
サクプラスよりApp Store、Google Playで配信。2025年3月12日サービス開始。アニメ『まついぬ』をテーマにしたアプリ。
おそ松さんのアラームアプリ
エイベックス・ピクチャーズよりApp Store、Google Playで配信。2025年3月17日サービス開始。有料のアラームアプリ。
おそ松さん：六喜六憂ドタバタバトル
GホールディングスよりApp Store、Google Playで配信。2025年7月23日サービス開始。
- 上記以外に、複数のスマートフォンアプリとの期間限定コラボを行っている。

### ブラウザゲーム
おそ松さんのブラック工場／トト子に貢ぎ隊／推し松クイズバトル（配信終了）
ブラウザゲームとして、Yahoo!かんたんゲームなどで2016年4月より順次サービス開始。『おそ松さんのブラック工場』は2016年4月6日、『トト子に貢ぎ隊』は2016年4月13日、『推し松クイズバトル』は2016年4月25日サービス開始。2018年5月30日をもって全てサービス終了。
この3つのミニゲームは上記『おそ松さんのニートコレクション』内のミニゲームとしても移植されており、こちらはPC版のサービス終了後も継続配信されている。
おそ松さん ダメ松．コレクション〜6つ子の絆〜（配信終了）
ブラウザゲームとして、DMM.comラボよりDMM GAMESで配信。2017年5月31日サービス開始。2017年9月28日 15:00をもってサービス終了。
テーマ曲「花咲か人生ええじゃないか！」
作詞・作曲 - 池波晏寿 / 編曲 - 池波晏寿、有木竜郎 / 歌 - A応P

### 体感型ゲーム
おそ松さんのナゾラリー〜トド松と5人の悪魔〜
ナムコが運営するリアルゲーム事業を展開するなぞともCafeとのコラボレーション。2016年4月8日より6月30日まで、なぞともCafe新宿店となんばパークス店にて開催。

おそ松さん×ナゾメイト フラッグコーポレーション入社試験
ムービック・プロモートサービスが運営するナゾメイトとのコラボレーション。当初、2016年1月よりアニメイトカフェ池袋3号店だけで行われていたが、好評につき福岡、京都、札幌、広島、橿原、名古屋、福島と、「character1 2016」会場でも行われた。各地域での日程は同じではないが、2016年4月中旬から5月上旬までの間に開催。

NAZOLET おそ松さん 〜コーヒー牛乳争奪!松野家クイズ〜。
ナムコが運営するリアルゲーム事業を展開するなぞともCafeとのコラボレーション。2016年5月11日になぞともCafe新宿店、428店、六本木店、パークス店で発売された。

パーティーCUBE おそ松さん 松野家からの卒業!?
ナムコが運営するリアルゲーム事業を展開するなぞともCafeとのコラボレーション。2016年5月27日より8月31日まで、なぞともcafe六本木店にて開催。

おそ松さん謎解きゲーム リア充の脅威からの脱出 in JOYPOLIS
ムービック・プロモートサービスの運営するナゾメイトとのコラボレーション。2017年5月20日から7月2日まで（ただし平日は休演、土日祝日でも一部休演）の間に東京ジョイポリス|にて開催。

おそ松さんINなぞともCafe 銭湯謎解き!?おそ松さん
ナムコが運営するリアルゲーム事業を展開するなぞともCafeとのコラボレーション。2017年12月15日から2018年3月14日にかけて、なぞともCafe全店舗で開催。　

おそ松さんINなぞともCafe ナゾラリー『おそ松さん』
ナムコが運営するリアルゲーム事業を展開するなぞともCafeとのコラボレーション。2017年12月15日から2018年3月14日にかけて、なぞともCafe全店舗で開催。選べるストーリーは全6種類。スマートフォンアプリ『ロケなぞ』のダウンロードが必須。

おそ松さんINなぞともCafe ポストを開けろ！おそ松さん
ナムコが運営するリアルゲーム事業を展開するなぞともCafeとのコラボレーション。2017年12月15日から2018年3月14日にかけて、なぞともCafe全店舗で発売。

なぞとき おそ松さん 〜6つ子の脅威からの脱出〜
ムービック・プロモートサービスの運営するナゾメイトとのコラボレーション。2018年5月26日から7月22日まで（ただし平日は休演、土日祝日でも一部休演）の間に東京ジョイポリスにて開催。

リアル脱出ゲーム×おそ松さん 闇金帝国からの脱出
SCRAPの展開する体感型イベントのリアル脱出ゲームとのコラボレーション。2021年2月4日から吉祥寺ナゾビル、2021年2月19日からナゾ・コンプレックス名古屋、2021年2月25日から大阪ナゾビルにて開催。

推理バトルゲーム おそ松さん イヤミ殺人事件
2022年7月9日から31日までの間に有楽町マルイにて開催。6つ子をプレイヤーキャラクターとするマーダーミステリーで、イヤミを殺害した犯人を見つけるというもの。シナリオは山﨑剛が担当している。元々は2021年のゴールデンウィークにいいオフィス下北沢での開催が予定されていたが、新型コロナウイルスの影響による緊急事態宣言及びまん延防止等重点措置のため、延期となっていた。
2023年、マーダーミステリー店舗・Rabbitholeにてシナリオの再演が決定した。

### 卓上ゲーム
おそ松さんラブレターボードゲーム
ブシロードクリエイティブのボードゲーム『ラブレター』とのコラボ商品。2016年9月23日発売。おそ松さんにテーマを合わせた新規ルールが追加され、通常版のゲームのプレイ人数は2〜4人までだが6人まで同時にプレイ可能になっている。

## パチンコ・パチスロ
- パチンコ：CRおそ松さん〜THE・DRUM〜（2017年、大一商会）
- パチスロ：パチスロおそ松さん（2017年、ディ・ライト）

前2機種には液晶画面は搭載されていない。
- パチンコ：CRおそ松さん〜はじまりはじまり〜（2018年、大一商会）

## 舞台
2016年から舞台化作品が上演されている。演劇パートとライブパートで構成された「おそ松さん on STAGE 〜SIX MEN'S SHOW TIME〜（通称：松ステ）」シリーズ、ニートの6つ子とサブキャラクターが出演する演劇で構成された喜劇「おそ松さん」シリーズ、びっくりするほどルックスの良い6つ子、F6が行うライブシリーズ「F6 LIVE TOUR」の3種類の公演形態がある。

### 公演一覧
おそ松さん on STAGE 〜SIX MEN'S SHOW TIME〜
第1弾公演。2016年9月29日から10月3日まで梅田芸術劇場 シアター・ドラマシティにて、2016年10月13日から23日までZeppブルーシアター六本木にて上演。同年10月23日の千秋楽においてライブビューイングを実施。
おそ松さん on STAGE 〜SIX MEN'S SHOW TIME 2〜
第2弾公演。2018年2月23日から26日まで梅田芸術劇場 メインホールにて、2018年3月1日から11日までTOKYO DOME CITY HALLにて上演。同年3月11日の千秋楽においてライブビューイングを実施。
F6 1st LIVE TOUR「Satisfaction」
2018年8月11日に豊洲PITにて、8月16日に舞浜アンフィシアターにて、8月19日にミュージックタウン音市場にて、8月25日に大阪メルパルクホールにて上演。8月25日の千秋楽においてライブビューイングを実施。また、9月28日・29日に舞浜公演と特典映像を上映する「応援上映会」を実施。
喜劇「おそ松さん」
2018年11月15日から20日まで日本青年館ホールにて、11月23日から25日まで京都劇場にて上演。11月25日の千秋楽においてライブビューイングを実施。また、2019年1月11日・12日に千秋楽と特典映像を上映する「爆笑上映会」を実施。
2019年5月28日より、360度VR動画専用配信サービス『360Channel』で『【VR舞台】喜劇『おそ松さん』6つ子360度トーク&舞台本編VR』が配信。ゲネプロを撮影した最前列中央席の視点で360度VR動画を楽しめる。
おそ松さん on STAGE 〜SIX MEN'S SHOW TIME 3〜
第3弾公演。2019年11月21日から24日まであましんアルカイックホールにて、2019年11月28日から12月8日まで舞浜アンフィシアターにて上演。12月8日の千秋楽公演において全国映画館におけるライブビューイング、また360度VR動画専用配信サービス『360Channel』にて生配信&見逃し配信（VRビューイング）を実施。
F6 2nd LIVE TOUR「FANTASTIC ECSTASY」
2020年2月22日-2月23日、3月19日-20日に幕張メッセイベントホールにて、2020年3月4日に大阪城ホールにて、2020年3月14日にミュージックタウン音市場にて全10公演開催予定だった。2020年2月11日には2ndライブツアーの直前イベントとして、東京ドームシティにて無料のバレンタインライブを実施した。2020年2月22日-23日に東京公演を予定通り開催し、その後は2020年2月26日・3月10日に日本政府から通達された大規模イベントの自粛・縮小要請に従い、3月4日以降の公演は開催自粛となったものの、2020年3月20日の東京凱旋公演千秋楽を無観客で実施し、公式YouTube「松ステチャンネル」にて無料生配信が行われた。また3月21日-22日には同チャンネルで東京凱旋公演千秋楽の公式無料アーカイブ配信も行われ、配信された38時間で約15万回の再生回数を記録した。
喜劇「おそ松さん 其の2」
喜劇「おそ松さん」シリーズの第2弾公演。2020年11月26日から12月6日までTACHIKAWA STAGE GARDENにて上演予定であったが、イヤミ役の窪寺昭が亡くなったことを受け、製作委員会で協議の上、全公演中止となった。
その後、十四松役を務めていた小澤廉が不祥事を起こして事実上降板したこともあり、製作委員会による協議の結果、キャスト全員の降板を決定、1st SEASONの上演が終了となった。
おそ松さん on STAGE 〜SIX MEN'S SHOW TIME〜 2nd SEASON
上述の通り、窪寺の逝去と小澤の降板に伴い、約3年の上演休止を経て、キャストの総入れ替えが行われた。
1st SEASONのキャストのうち、おそ松役の高崎が脚本を、F6おそ松役の井澤が振付としてそれぞれスタッフとして参加する。
2023年11月23日-11月27日にシアター1010にて、2023年11月30日-12月3日にAiiA 2.5 Theater Kobeにて上演。
F6 LIVE「Destination」
2024年7月15日に豊洲PITにて上演。F6の新キャストとなってはじめてのライブとなる。
新・喜劇「おそ松さん」
2024年8月29日-9月2日にサンシャイン劇場にて上演。

### キャスト
| - おそ松 - 高崎翔太（1st）→中西智也（2nd） - カラ松 - 柏木佑介（1st）→大野紘幸（2nd） - チョロ松 - 植田圭輔（1st）→杉咲真広（2nd） - 一松 - 北村諒（1st）→三井淳平（2nd） - 十四松 - 小澤廉（1st）→中村碧十 - トド松 - 赤澤遼太郎（1st）→本間一稀（2nd） | - おそ松（F6） - 井澤勇貴（1st）→草地稜之（2nd） - カラ松（F6） - 和田雅成（1st）→中本大賀（2nd） - チョロ松（F6） - 小野健斗（1st）→松井健太（2nd） - 一松（F6） - 安里勇哉（1st）→磯野亨（2nd） - 十四松（F6） - 和合真一（1st）→木村優良（2nd） - トド松（F6） - 中山優貴（1st）→松本勇輝（2nd） | - トト子 - 酒井蘭（第1弾）、出口亜梨沙（第2弾以降）→太田夢莉（2nd） - イヤミ - 村田充（1st第1弾）、窪寺昭 （1st第2弾以降） →瀬戸祐介（2nd） - チビ太 - Kimeru→kayto（2nd） - ハタ坊 - 原勇弥 - 松造 - 佐久間祐人 - 松代 - ザンヨウコ - 橋本にゃー - 髙石あかり→福山絢水（2nd） |

### スタッフ
- 原作 - 赤塚不二夫「おそ松くん」
- 演出 - 小野真一（1st）、村井雄（KPR／開幕ペナントレース）（2nd（第1弾では脚色も担当））
- 脚本 - 伊勢直弘、鹿目由紀、小峯裕之（前記3名は1st第1弾から第3弾・2nd第1弾を担当。小峯裕之のみ1st喜劇第1弾・第2弾と2nd新・喜劇も担当）、足立信彦（2nd第1弾）、高崎翔太（2nd）
- 音楽 - 橋本由香利
- 劇中歌プロデュース - TECHNOBOYS PULCRAFT GREEN-FUND
- 美術 - 石原敬（1st）、竹邊奈津子（2nd）
- 技術監督 - 寅川英司
- 舞台監督 - 弘光哲也（1st第1弾・第3弾・喜劇第2弾）、山下翼（1st第2弾）、澤麗奈（obbligato）（2nd）
- 照明 - 橋本剛（1st第1弾）、斎藤喜和（1st第2弾・第3弾・2nd）
- 音響 - ヨシモトシンヤ（1st）、SING_O_WORLD（2nd）
- 映像 - noadd
- 衣裳 - 八重樫伸登（1st）、山下和美（2nd）
- ヘアメイク - 車谷結
- 小道具 - 羽鳥健一
- 振付 - FunX（1st第2弾・第3弾・2nd第1弾）、井澤勇貴（2nd第1弾）
- 歌唱指導 - 設樂咲枝
- 演出助手 - 高崎拓郎（オフィス開幕）（2nd第1弾）、簾長李花（2nd新・喜劇）
- 宣伝美術 - 五島英一
- 制作プロデューサー - 杉田智彦
- 主催 - 「おそ松さん」on STAGE製作委員会2016、「おそ松さん」on STAGE製作委員会2018、喜劇「おそ松さん」製作委員会2018、「おそ松さん」on STAGE製作委員会2019、喜劇「おそ松さん 其の2」製作委員会2020、「おそ松さん」on STAGE製作委員会2023、「おそ松さん」on STAGE 製作委員会 2024

### BD / DVD (舞台)
| 発売日                                    | タイトル                                               | 収録公演                                      | 規格品番              | 規格品番              |
| 発売日                                    | タイトル                                               | 収録公演                                      | BD                    | DVD                   |
| ----------------------------------------- | ------------------------------------------------------ | --------------------------------------------- | --------------------- | --------------------- |
| 2017年2月10日（DVD） 2017年11月24日（BD） | 舞台 おそ松さん on STAGE 〜SIX MEN’S SHOW TIME〜       | 2016年10月23日 大千秋楽公演                   | EYXA-11755 EYXA-11756 | EYBA-11276 EYBA-11277 |
| 2018年7月27日                             | 舞台 おそ松さん on STAGE 〜SIX MEN'S SHOW TIME2〜      | 2018年3月11日 千秋楽公演                      | EYXA-11879 EYXA-11880 | EYBA-11877 EYBA-11878 |
| 2018年8月10日                             | おそ松さん on STAGE 〜SIX MEN'S FESTIVAL〜             | 2018年3月25日 夜の部                          | EYXA-12007            | EYBA-12005            |
| 2018年12月21日                            | おそ松さん on STAGE F6 1ST LIVE TOUR SATISFACTION      | 2018年8月16日 千葉公演                        | EYXA-12065            | EYBA-12063            |
| 2019年3月29日                             | おそ松さん on STAGE 〜SIX MEN’S LIVE SELECTION〜       | ライブシーンセレクション                      | EYXA-12356            | EYBA-12352            |
| 2019年3月29日                             | 喜劇「おそ松さん」                                     | 2018年11月25日 千秋楽公演                     | EYXA-12348            | EYBA-12344            |
| 2020年4月24日                             | 舞台 おそ松さん on STAGE 〜SIX MEN'S SHOW TIME3〜      | 2019年12月8日 大千秋楽公演                    | EYXA-12844            | EYBA-12842            |
| 2020年7月10日                             | おそ松さん on STAGE F6 2ND LIVE TOUR FANTASTIC ECSTASY | 2020年3月20日 幕張凱旋千秋楽公演 (無観客配信) | EYXA-12978            | EYBA-12974            |
| 2024年4月24日                             | おそ松さん on STAGE ～SIX MEN’S SHOW TIME～2nd SEASON  | -                                             | -                     | -                     |
| 2025年1月29日                             | F6 LIVE「Destination」                                 | -                                             | -                     | -                     |
| 2025年2月26日                             | 新・喜劇「おそ松さん」                                 | -                                             | -                     | -                     |

### CD (舞台)
| 発売日         | タイトル | 規格品番   |
| -------------- | --- | ---------- |
| 2017年2月10日  | おそ松さん on STAGE 〜SIX MEN'S SONG TIME〜                                                                 | EYCA-11308 |
| 2018年7月27日  | おそ松さんon STAGE 〜SIX MEN'S SONG TIME2〜                                                                 | EYCA-11882 |
| 2018年12月21日 | おそ松さん on STAGE F6 1st LIVE TOUR SATISFACTION                                                           | EYCA-12062 |
| 2020年4月24日  | おそ松さん on STAGE 〜SIX MEN'S SONG TIME3〜                                                                | EYCA-12846 |
| 2020年7月10日  | 『おそ松さん on STAGE F6 2nd LIVE TOUR FANTASTIC ECSTASY 豪華ECSTASY盤』に付属。 現在、CD単体での発売なし。 | ―          |

## ステージショー
『6つ子のステージショー〜松野家のなんでもない感じ〜』は、ドラマCDリリース記念に2017年3月20日に山野ホールで上演。ドラマCDを着ぐるみで再現したステージショー。2020年10月6日にはドラマCD全話配信記念としてYouTubeで配信された。

## 実写映画
2022年3月25日公開。主演はSnow Man。エンド、クローズ、ピリオドの3人は実写映画オリジナルキャラクターとなる。

### キャスト（実写映画）
- 松野おそ松：向井康二（Snow Man）
- 松野カラ松：岩本照（Snow Man）
- 松野チョロ松：目黒蓮（Snow Man）
- 松野一松：深澤辰哉（Snow Man）
- 松野十四松：佐久間大介（Snow Man）
- 松野トド松：ラウール（Snow Man）
- トト子：髙橋ひかる
- イヤミ：前川泰之
- チビ太：桜田ひより
- エンド：渡辺翔太（Snow Man）
- クローズ：阿部亮平（Snow Man）
- ピリオド：宮舘涼太（Snow Man）
- 松野松代：濱田マリ
- 松野松造：光石研
- ハタ坊：加藤諒
- 松田善松：栗原類
- ハル：八木莉可子
- オータム：厚切りジェイソン
- レイジ：忍成修吾
- 橋本にゃー：髙石あかり
- 村長：城後光義
- 老婦人：南果歩
- 老紳士：榎木孝明

### スタッフ（実写映画）
- 原作：赤塚不二夫『おそ松くん』
- 監督：英勉
- 脚本：土屋亮一
- 音楽：橋本由香利
- 主題歌：Snow Man「ブラザービート」（MENT RECORDING）
- 製作：勝股英夫、川崎由紀夫、藤島ジュリーK.、市原高明、本間道幸、松岡宏泰、藤田浩幸、赤塚りえ子
- 企画・プロデュース：菅原大樹
- エグゼクティブプロデューサー：西山剛史、和田佳恵
- プロデューサー：柳原雅美、宇田充、甘木モリオ
- 撮影：小松高志
- 美術：金勝浩一、乙竹恭慶
- 照明：蒔苗友一郎
- 整音：加来昭彦
- 録音：照井康政
- 編集：相良直一郎
- 装飾：山田好男
- 衣装：白石敦子
- ヘアメイク：内城千栄子、杉山裕美子
- アクションコーディネーター：諸鍛冶裕太
- VFXスーパーバイザー：村上優悦
- カラーグレーダー：齋藤精二
- 選曲：武田拓也
- 音響効果：柴崎憲治
- 宣伝プロデューサー：小山田晶
- 助監督：原田健太郎、高杉考宏
- 制作担当：前芝啓介
- 配給：東宝
- 制作プロダクション：シネバザール、はちのじ
- 製作幹事：エイベックス・ピクチャーズ、テレビ東京
- 製作：映画「おそ松さん」製作委員会（エイベックス・ピクチャーズ、テレビ東京、ジェイ・ストーム、D-techno、ぴえろ、東宝、電通、フジオプロ）

### テレビ放映
| 回数 | 放送局     | 放送枠           | 放送日       | 放送時間  | 放送分数 | 平均世帯 視聴率 | 備考         |
| ---- | ---------- | ---------------- | ------------ | --------- | -------- | --------------- | ------------ |
| 1    | テレビ東京 | 新春ロードショー | 2025年1月2日 | 1:40-4:00 | 140分    | 0.6%            | 地上波初放送 |

- 地上波放送・関東地区のみ記載。
- 視聴率はビデオリサーチ調べ。関東地区でのデータ。

## タイアップ・コラボレーションなど

### ポスター
- 2015年10月1日、厚生労働省の最低賃金周知のキャラクターに決定したことが発表された[272][273]。啓発ポスターでは「シェー」のポーズのイヤミと様々な職業に扮した六つ子（おそ松がサラリーマン、カラ松が鳶職、チョロ松が美容師、一松が建築作業員、十四松が調理師、トド松が保育士）が描かれている。
- 2017年3月2日、テレビ東京系ドラマ『バイプレイヤーズ 〜もしも6人の名脇役がシェアハウスで暮らしたら〜』とのコラボポスターを発表。ポスターは3月7日から12日までの期間限定で、JR各駅などで掲出された[274]。また、同年4月1日のエイプリールフールには、おそ松さん公式サイトに六つ子のパーカーを着用しているドラマの主要キャストが登場、“「おそ松さん」の30年後をまさかの実写化!?”のキャプションをつけて驚かせた[275]。同年6月21日に発売される『バイプレイヤーズ』DVD&Blue-rayBOXの先着購入者スペシャルノベルティに「バイプレイヤーズ×おそ松さん」のコラボステッカーが進呈されることになった。
- 2019年3月21日、映画『PRINCE OF LEGEND』とのコラボポスターを発表[276]。『PRINCE OF LEGEND』のイケメン王子たちになりきって壁ドンを決める6つ子たち（学生時代／大人ver）の「壁ドンポスター えいがのおそ松さんバージョン」となっている。

### キャンペーン
- 2016年1月1日頃より代々木アニメーション学院が、タイアップとして『おそ松さん』を教材にした声優やアニメーター体験の実施する体験入学の募集を開始し[277]、その後も幾度か2016年6月[278]まで行った。
- 2016年2月17日、「Yahoo!検索きせかえテーマ」に『おそ松さん』が追加された[279]。スマートフォンのYahoo!から「おそ松さん」と検索することで、Yahoo!検索のページデザインを『おそ松さん』仕様に変更することが出来る[279]。
- 2016年2月25日から4月30日までハートアップの店舗で29歳以下の男女とその家族がコンタクトレンズとメガネフレーム購入の際に割引になる「U（アンダー）29割」のキャンペーンキャラになっている。購入者には限定のクリアファイルが、公式アプリにあるニュースへのリツイートにはスマホ壁紙がプレゼントされた[280]。
- 2016年3月18日、『おそ松さん』とNTTドコモのコラボレーション企画「ドコ松さんキャンペーン」の開催が発表された[281]。キャンペーンの第一弾として同日よりTwitterの連動企画が行われ、3月22日から3月25日の期間限定で一松の「しゃべってキャラ」が無料配信された[282]。
- 2016年5月26日、東京・池袋のサンシャインシティプリンスホテルにてコラボレーションイベント『おそ松さん in サンシャインシティプリンスホテル』を開催、6月6日から9月3日までコンセプトルームとオリジナルグッズ付き宿泊プランが設定される。コンセプトルームは5月31日の予約開始日時点で完売した[283]。

### イベント
- 2016年1月19日、「野球日本代表 侍ジャパンオフィシャルサイト」にて、『おそ松さん』とのタイアップが決定したことが発表され、同年3月5日（ナゴヤドーム）と3月6日（京セラドーム大阪）に行われる台湾戦2試合のS指定席を「おそ松さんシート」と称し、限定コラボグッズ付のチケットを販売することが合わせて告知された[284]。当初は各試合限定300席とされたものの[284]好評により増席が行われ[285]、ナゴヤドーム1700席・京セラドーム大阪1615席が全席完売した[286]。タイアップ企画は「おそ松さんシート」のみにとどまらず、『侍ジャパン』と『おそ松さん』のコラボグッズの販売、「イヤミ」[注 52]が球場に来場する、試合中に「十四松」による応援メッセージが流れるなど多岐に渡った[287]。また、6日の試合では始球式ならぬ「始シェー式」が開催され、『侍ジャパン』のユニフォームを着たイヤミがお馴染みの「シェー」とピッチングを披露した[286]。
- 2016年9月3日の東京ガールズコレクションで、6つ子の着ぐるみがステージに登場したり、さいたまスーパーアリーナ内の併設会場にて「松の市 in TGC」にてオリジナルグッズを販売[288]。翌年の2017年9月2日でもコラボし、SHOPLIST.com by CROOZステージにて「おそ松さん」ファンを公言するモデルたちがランウェイでコラボ衣装を披露したり、物販スペース「松マルシェー in TGC」が設置[289]。

### ゲーム
- 2016年1月26日、ブシロードのオンラインキャラクターカードゲーム『GeneX』の公式サイトにて、『おそ松さん』の参戦が発表された[290]。同年2月22日から『GeneX』のTVCM『おそ松さん』verが放映され[291]、2月27日より配信が開始された[292]。
- 2016年5月2日より5月16日まで、RPG『フルボッコヒーローズ X』にて、コラボクエストやコラボガチャが行われた[293]。
- 2016年5月27日より6月17日まで、パズルゲーム『【18】キミト ツナガル パズル』にて、コラボストーリーやコラボクエスト、コラボガチャがあり、本作オリジナルの「主人公松」というキャラクターも貰えた[294]。2017年11月23日より12月7日まで、新要素のある再コラボをした[295]。
- 2016年6月22日より7月6日まで、ミュージカルリズムゲーム『夢色キャスト』にて、それぞれの作品の衣装のキャラクターやおそ松さんの楽曲、コラボシナリオが配信された[296]。また、2017年11月1日より11月15日まで新たな要素を加えて再コラボした[297]。
- 2016年7月22日より8月5日まで、パネルRPG『ディバインゲート』にて6つ子が登場したりボスとしてトト子や神松が登場するなどした[298]。
- 2016年9月13日より9月26日まで、MMORPG『ブレイブオンライン〜残された光〜』にて、6つ子をはじめとするキャラクターが登場、コラボクエストやコラボガチャがあった[299]。
- 2016年11月7日より11月21日まで、RPG『ゆるドラシル』にて、コラボイベントやコラボガチャなどが行われた[300]。
- 2017年12月21日より2018年1月4日まで、乙女ゲーム『イケメン革命◆アリスと恋の魔法』にて、コラボシナリオやコラボ限定彼カードやコラボアバターガチャなどが行われた[301]。
- 2018年1月13日より1月23日まで、パズルRPG『ぷよぷよ!!クエスト』にて、背景やボタン、ホーム画面などがおそ松さんバージョンになり、コラボストーリーやコラボガチャなどが提供された[302]。
- 2018年1月24日より2月18日まで、リズムゲーム『太鼓の達人 イエローVer.』で、バナパスポートカードを使用して「全力バタンキュー」を遊ぶと、6つ子のゲーム画面のきせかえが入手できた[303]。
- 2018年2月9日より2月19日まで、恋愛ファンタジーゲーム『戦刻ナイトブラッド』にてコラボイベントで6つ子が登場、カードが入手できた[304]。
- 2019年3月15日より3月22日まで、農場ゲーム『LINE ブラウンファーム』にて『えいがのおそ松さん』とのコラボガチャなどができた[305]。
- 2019年4月23日より5月7日まで、タクティカルRPG『セブンズストーリー』にて『えいがのおそ松さん』とのコラボイベントでアイテムなどがでてきた[306]。
- 2020年10月15日より11月15日まで、タクティカルRPG『LINE バブル2』にて『えいがのおそ松さん』とのコラボイベントが行われた[307]。

### 漫画
- コミカライズを担当したシタラマサコの別作品や他作者の作品と何度かコラボレーションを行っている。
  - 『ギャルジャポン』:「ギャルジャポン おそ松さん コラボSP!!!」として『別冊マーガレット』（集英社）2016年3月号・6月号に掲載。同作品の単行本第3巻（2016年5月25日発売、ISBN 978-4-08-845590-7）に2編とも収録された。
  - 『何してんの神様』：「何してんの神様×おそ松さん」として『週刊ヤングジャンプ増刊ミラクルジャンプ』（集英社）2016年6月号に掲載。同作品の単行本2巻（2017年1月19日発売、ISBN 978-4-08-890586-0）に収録された。
  - 『左門くんはサモナー』（作：沼駿）:「サモ松さん」として『ジャンプGIGA』（集英社）2016年vol.2に掲載。『左門くんはサモナー』単行本6巻（2016年10月4日発売、ISBN 978-4-08-880810-9）、『おそ松さん』単行本2巻にそれぞれ同内容のものが収録された。
- 2016年9月17日発売の、漫画『こちら葛飾区亀有公園前派出所』のノベライズアンソロジー『VS.こち亀 こちら葛飾区亀有公園前派出所アンソロジー』（JUMP j BOOKS、ISBN 978-4-08-780795-0）内の一編として、『こち亀』との書き下ろしコラボ小説『〜6つ子の童貞VS.こち亀女子 魂の合コン〜』が掲載されている。作家は『小説 おそ松さん』シリーズ（JUMP j BOOKS）を手掛けた石原宙が担当し、イラストをキャラクターデザインの浅野直之とコミックス版作者のシラタマサコが担当している。

### コンビニ
- 2016年2月23日から3月14日まで、全国のファミリーマートにて「ファミリーマートのホワイトデー　おそ松さんグッズプレゼントキャンペーン」が実施された[308]。対象商品を購入することで『おそ松さん』のオリジナルグッズが手に入るキャンペーンを複数行っており、ファミリーマートのTwitter公式アカウントをフォローおよびリツイートすると「オリジナルバスタオル」が抽選で手に入るキャンペーンも同時開催された[308]。
- 2016年8月16日から8月29日まで、全国のローソンにて「おそ松さんキャンペーン」が実地された[309][310]。対象商品を購入することで『おそ松さん』のオリジナルグッズが手に入るキャンペーンを複数行い、また限定商品が発売されたり、ファミリーマートのTwitter公式アカウントをフォローおよびリツイートすると「おそ松さん×からあげクンTシャツ」が抽選で手に入るキャンペーンも同時開催された[310]。

### アニメ
- 2016年6月22日からサントリーのノンアルコールビールテイスト飲料サントリーオールフリーが『おそ松さん』とタイアップしたキャンペーンを行い、6つ子が出演する「オールフリーと楽しむ、この夏イチオシ物語」のキャンペーン告知動画全6編が毎日1編ずつYouTubeにて公開されていった[311]。対象商品に付属するシールを2枚集めて応募すると、『おそ松さん』限定ショートアニメや壁紙と、『おそ松さん』以外に羽田圭介の描き下ろし小説のいずれかがプレゼントされる[311]。
- 2016年10月13日から日本中央競馬会（JRA）とコラボレーションした『走れ!おう松さん』の展開を開始、studioぴえろ制作のTVCMの放送、特設Webサイトでのオリジナル動画やWebコンテンツ、東京競馬場・中山競馬場でのオリジナルグッズの販売やイベントの開催などを予定しているほか、このコラボの一環として12月12日に新作テレビアニメも放送された[312][174]。

### 広告
- 2016年6月25日からドラッグストアのマツモトキヨシが『おそ松さん』とタイアップした（マツモトキヨシの）公式アプリのミニゲームの配信と、CMが放映が開始された[313]。ミニゲームは勝つと割引クーポンがもらえるというもので、CMの内容はなごみ探偵を扱ったアニメーション[313]。
- 2016年7月21日にHMVとのコラボレーションが決定し、ティザーサイトがオープンした[314]。コラボグッズの発売が決定している[314]。
- 2016年8月26日に参天製薬の点眼薬・サンテPCとのコラボレーションが決定し、キャンペーン企画が9月1日より開始[315]。
- 2018年のNTTドコモ新CM『星プロ』シリーズで、六つ子とイヤミがカメオ出演。

### イメージモチーフ
- 2017年初頭から初夏までサンリオキャラクターズとのコラボを実施し各種グッズが発売された。おそ松がハローキティ、カラ松がタキシードサム、チョロ松がけろけろけろっぴ、一松がニャニィニュニェニョン、十四松がポムポムプリン、トド松がマイメロディになりきっている。
- ウルトラマンとのコラボレーション『ウル松さん』がイラストで実現。六つ子がウルトラマン柄のウル松パーカーを着て、おそ松がおそ松ゾフィー、カラ松がカラ松マン、チョロ松がチョロ松セブン、一松が一松ジャック、十四松が十四松エース、トド松がトド松タロウとなる。またトト子はキングジョー、イヤミはバルタン星人、ダヨーンはカネゴン、チビ太はジャミラ、ハタ坊はピグモン、エスパーニャンコはウルトラニャンとなる。2017年12月以降のイベントでグッズ展開[316]。
- 2018年12月22日から『えいがのおそ松さん』の公開に合わせて『仮面ライダー平成ジェネレーションズ FOREVER』のコラボが決定。6つ子が各平成仮面ライダー（おそ松電王、カラ松ビルド、チョロ松W、一松ジオウ、十四松クウガ、トド松ディケイド）と各ライダーの格好をしたイラストが掲載された。その後、2019年2月12日では仮面ライダー側のお礼として『映画のおそ松さん』のポスターにイマジン（電王にてきたキャラクター）達が6つ子の力でM（モモタロス）おそ松、U（ウラタロス）カラ松、K（キンタロス）十四松、R（リュウタロス）一松、と憑依されたという逆コラボバージョンを披露したポスターが掲載されており更におまけ写真としてイマジン4人とイヤミが「シェー」を披露するポスターが掲載された。
- 『えいがのおそ松さん』の公開に併せて本作と同じスタジオぴえろ制作のアニメ『ブラッククローバー』とのコラボレーションが行われ、『ブラッククローバー』の主人公・アスタとおそ松がお互いの衣装を交換するコラボビジュアルが2019年3月18日発売の『週刊少年ジャンプ』16号にて掲載されたほか、2019年3月26日に放送された『ブラッククローバー』ページ76（第76話）本編にて6つ子がモブキャラとして登場した。

### クラウドファンディング
- 2020年9月7日、個人が自分の応援している(推している)キャラクターやアーティスト、団体などに対する“オシタイ気持ち”を、応援広告の掲出によって表現できるサービス【Oshitai -オシタイ-】より、全国紙の一面広告を目指すクラウドファンディングがスタート。募集期間は2020年9月7日から27日までの20日間、目標金額は500万円に設定された。出資額に応じて「応援コメントとペンネームを掲載」と「出資のみ」の2つのパッケージから選べる。
- 当初、この『オシタイ』が同年8月から始まった新サービスだったためか、馴染みが薄かった模様。募集開始しばらくは賛同者の応募率が伸び悩んでいた。
- ところが、9月25日(金)の3期決定記念イベント(無観客生配信)の終了後頃から徐々に応募者が増え、出資済のファンのおすすめコメントなど後押しの効果も相まって、最終日の27日(日)の昼12:30頃に目標達成[317]した。
- 掲載日は初回放送の前日にあたる10月11日(日)。毎日新聞(朝刊)の全面広告ページにて実現された。[318]

## 公式イベント
- 『6つ子だよ、全員集合！！トト子もいるよ♪』

2015年10月16日にメルパルクホールで開催されたTVアニメ『おそ松さん』初のスペシャル上映イベント。出演者 は櫻井孝宏、中村悠一、神谷浩史、福山潤、小野大輔、入野自由、遠藤綾、藤田陽一（監督）、松原秀（シリーズ構成）、桑原正人（フジオプロ）。全国映画館でライブビューイングも実施。
- 『フェス松さん'16』

2016年5月8日に幕張メッセイベントホールにて開催された。
出演者は櫻井孝宏、中村悠一、神谷浩史、福山潤、小野大輔、入野自由、遠藤綾、鈴村健一、國立幸、上田燿司、飛田展男、斎藤桃子。全国映画館でライブビューイングも実施。
- 『おそ松EXPO』

2016年8月3日〜同年8月9日に東京の秋葉原UDX、同年8月13日〜同年8月21日に大阪南港ATC、同年9月6日〜同年9月12日に名古屋のポートメッセなごや、同年9月23日〜同年9月25日に福岡の福岡国際会議場で開催された展示会。
- 『6つ子が帰ってきたよ！全員集合！！トト子も最高♪』

2017年10月6日に新宿文化センター大ホールにて開催された第2期放送記念スペシャルイベント。出演者は櫻井孝宏、中村悠一、神谷浩史、福山潤、小野大輔、入野自由、遠藤綾。全国映画館でライブビューイングも実施。
- 『フェス松さん'18』

2018年8月19日にパシフィコ横浜国立大ホール国立大ホールにて昼の部、夜の部が開催された。
出演者は櫻井孝宏、中村悠一、神谷浩史、福山潤、小野大輔、入野自由、遠藤綾、鈴村健一、國立幸、上田燿司、飛田展男、斎藤桃子。全国映画館でライブビューイングも実施。
- 『おかえりニートたち！6つ子とトト子のスペシャルパーティー』

2020年9月25日に開催された第3期放送記念スペシャル生配信イベント。特典映像が異なる“6つ”のプラットフォーム（おそ松ルーム：360Channel、カラ松ルーム：チケットぴあ、チョロ松ルーム：あにてれ、一松ルーム：mu-moLive、十四松ルーム：Rakutenチケット、トド松ルーム：ミレール、おそ松さん公式ファンクラブ限定VIP ROOM：チケットぴあ）より配信された。出演者は櫻井孝宏、中村悠一、神谷浩史、福山潤、小野大輔、入野自由、遠藤綾。
- 『おそ松さん ニートの生きざま展』

2020年12月18日〜同年12月27日に東京の池袋 サンシャインシティ、2021年2月25日〜同年3月8日に大阪のあべのハルカスで開催された展示会。
- 『フェス松さん'21』

2021年6月6日に中野サンプラザホール にて昼の部、夜の部が開催された。
出演者は櫻井孝宏、中村悠一、神谷浩史、福山潤、小野大輔、入野自由、遠藤綾、鈴村健一、國立幸、上田燿司、飛田展男、斎藤桃子、山本和臣。配信プラットフォームミクチャにてイベントの生配信も実施。